# Tàn cuộc Tượng khác màu (cờ vua)
Tàn cuộc Tượng khác màu, hay Cờ tàn Tượng khác màu là một tàn cuộc cờ vua trong đó mỗi bên đều có một Tượng, tuy nhiên hai quân Tượng nằm tại những ô khác màu, do đó chúng không thể tấn công hay ngăn chặn lẫn nhau. Trong trường hợp không có thêm quân nào khác, rõ ràng ván đấu sẽ có kết quả hòa. Ván đấu cũng thường kết thúc hòa trong trường hợp một bên có thêm một Tốt, thậm chí nếu một bên có thêm hai Tốt thì đó có thể vẫn là chưa đủ để giành chiến thắng. Đây là dạng cờ tàn khó nhất để có thể chuyển đổi một ưu thế nhỏ về chất thành thắng lợi. Nếu có thêm những quân khác, bên mạnh sẽ có nhiều cơ hội chiến thắng hơn, nhưng cơ hội thắng vẫn sẽ không lớn bằng khi hai quân Tượng ở những ô cùng màu với nhau.
Nhiều kỳ thủ khi ở vào thế yếu đã cứu vãn bằng cách chuyển đổi về những tàn cuộc kiểu như thế này. Họ thường sẽ có được kết quả hòa kể cả khi đối thủ có lợi thế hơn hai thậm chí là ba Tốt, vì bên yếu có thể tạo ra một sự phong tỏa tại những ô mà Tượng của họ hoạt động.

## Nguyên tắc chung
Edmar Mednis đã đưa ra hai nguyên tắc cho dạng cờ tàn có hai Tượng, mỗi quân Tượng thuộc một bên và chúng nằm tại những ô khác màu (từ giờ hai quân Tượng như vậy sẽ được gọi đơn giản là Tượng khác màu, nếu hai Tượng nằm tại những ô khác màu cùng thuộc một bên (cặp Tượng) thì sẽ được ghi cụ thể. "Khác màu" ở đây ý nói màu ô vuông trên bàn cờ, không phải màu sắc quân (Trắng - Đen)):
1. Nếu một người chơi đang thua về chất anh ta nên tìm kiếm cơ hội hòa trong một tàn cuộc chỉ có hai Tượng khác màu và Tốt.
2. Nếu có thêm những "quân nặng" (hay "quân lớn": Hậu và Xe) trên bàn cờ cùng với hai Tượng khác màu, bên hơn chất sẽ có ưu thế hơn (Mednis 1990:75).

Ian Rogers đưa ra ba nguyên tắc trong dạng cờ tàn chỉ có hai Tượng khác màu và Tốt: 
1. Hai Tốt liên kết là không đủ để chiến thắng nếu chúng không tiến tới được hàng ngang thứ sáu (một bên có hơn hai Tốt và chúng là các Tốt liên kết).
2. Nếu bên tấn công (bên hơn chất) có hai Tốt thông nằm cách xa nhau mà chúng không bị kiểm soát bởi Tượng đối thủ trên một đường chéo, họ thường sẽ thắng.
3. Khi bên tấn công có một Tốt thông xa, nó chỉ bị ngăn cản bởi Tượng khi Vua của nó bị chặn bởi Vua đối thủ. (Rogers 2010:40).

## Khuynh hướng hòa
Trong tàn cuộc Tượng khác màu, ưu thế về chất là ít quan trọng hơn so với hầu hết các dạng tàn cuộc khác, thay vào đó yếu tố quan trọng là thế trận. Tình huống mà một bên có hơn một Tốt thường dẫn đến kết quả hòa và thậm chí hơn hai Tốt (đôi khi nhiều hơn) có thể vẫn là chưa đủ để giành chiến thắng (Nunn 2007:145ff). Khoảng hơn một nửa số tàn cuộc Tượng khác màu với một bên có hơn hai Tốt kết thúc với kết quả hòa (Emms 2004:91). (Ngược lại, nếu hai Tượng là cùng màu, có hơn 90% trong tổng số tình huống kết thúc với thắng lợi cho bên hơn Tốt)
Zugzwang là một công cụ thường giúp ích cho bên mạnh trong tàn cuộc. Nó xảy ra khá phổ biến trong những tàn cuộc với Tượng cùng màu, nhưng đối với Tượng khác màu là ít phổ biến hơn hẳn (Angos 2005:84,95).

## Tượng và Tốt chống Tượng
Với bên hơn một Tốt (bên mạnh), quân Tượng của họ thực tế không có tác dụng và bên yếu thường có thể gỡ hòa nếu Vua của họ di chuyển được tới bất kỳ những ô nào ở phía trước Tốt mà không phải là ô cùng màu với Tượng đối thủ; hoặc Tượng của họ luôn luôn có thể kiểm soát một trong bất kỳ ô nào phía trước Tốt (Fine & Benko 2003:184). 99% những tình huống như thế này kết thúc hòa (Emms 2004:90).

## Tượng và hai Tốt chống Tượng
Có khoảng hơn nửa số tàn cuộc như thế này sẽ kết thúc hòa. Trong hầu hết các dạng tàn cuộc khác, lợi thế hơn hai Tốt thường đem đến một thắng lợi dễ dàng. Ví dụ, nếu hai Tượng là cùng màu, 90% những tình huống như thế này sẽ kết thúc với chiến thắng cho bên mạnh.
Phụ thuộc vào hai Tốt, tàn cuộc này sẽ chia thành ba trường hợp tổng quát. Trong hầu hết những tình huống, một cặp hai quân Tốt liên kết sẽ đem đến cơ hội chiến thắng lớn; nhưng trong tình huống có hai Tốt thông xa, cơ hội chiến thắng sẽ là lớn nhất (de la Villa 2008:110–11), trừ khi một trong hai quân Tốt là một "wrong rook pawn" (tạm dịch: Tốt biên sai, Tốt biên không phù hợp).

### Cặp Tốt chồng
Trường hợp hai quân Tốt là một cặp Tốt chồng, thế cờ sẽ kết thúc hòa nếu Vua bên yếu có thể vươn tới bất kỳ ô nào phía trước hai quân Tốt mà không phải ô cùng màu với Tượng đối thủ. Quân Tốt thứ hai (quân Tốt nằm sau) không hề có tác dụng, nên tình huống này giống như khi bên mạnh chỉ có một Tốt. Nếu bên yếu không hoàn thành được nhiệm vụ này, họ sẽ mất Tượng cho quân Tốt thứ nhất và sau đó quân Tốt thứ hai sẽ phong cấp. (de la Villa 2008:104).

### Tốt cô lập
|   | a                                                                                                 | b                                                                                                 | c                                                                                                 | d                                                                                                 | e                                                                                                 | f                                                                                                 | g                                                                                                 | h                                                                                                 |   |
| 8 | c7 black king · e7 black bishop · c6 white pawn · d5 white king · e5 white pawn · h5 white bishop | c7 black king · e7 black bishop · c6 white pawn · d5 white king · e5 white pawn · h5 white bishop | c7 black king · e7 black bishop · c6 white pawn · d5 white king · e5 white pawn · h5 white bishop | c7 black king · e7 black bishop · c6 white pawn · d5 white king · e5 white pawn · h5 white bishop | c7 black king · e7 black bishop · c6 white pawn · d5 white king · e5 white pawn · h5 white bishop | c7 black king · e7 black bishop · c6 white pawn · d5 white king · e5 white pawn · h5 white bishop | c7 black king · e7 black bishop · c6 white pawn · d5 white king · e5 white pawn · h5 white bishop | c7 black king · e7 black bishop · c6 white pawn · d5 white king · e5 white pawn · h5 white bishop | 8 |
| 7 | c7 black king · e7 black bishop · c6 white pawn · d5 white king · e5 white pawn · h5 white bishop | c7 black king · e7 black bishop · c6 white pawn · d5 white king · e5 white pawn · h5 white bishop | c7 black king · e7 black bishop · c6 white pawn · d5 white king · e5 white pawn · h5 white bishop | c7 black king · e7 black bishop · c6 white pawn · d5 white king · e5 white pawn · h5 white bishop | c7 black king · e7 black bishop · c6 white pawn · d5 white king · e5 white pawn · h5 white bishop | c7 black king · e7 black bishop · c6 white pawn · d5 white king · e5 white pawn · h5 white bishop | c7 black king · e7 black bishop · c6 white pawn · d5 white king · e5 white pawn · h5 white bishop | c7 black king · e7 black bishop · c6 white pawn · d5 white king · e5 white pawn · h5 white bishop | 7 |
| 6 | c7 black king · e7 black bishop · c6 white pawn · d5 white king · e5 white pawn · h5 white bishop | c7 black king · e7 black bishop · c6 white pawn · d5 white king · e5 white pawn · h5 white bishop | c7 black king · e7 black bishop · c6 white pawn · d5 white king · e5 white pawn · h5 white bishop | c7 black king · e7 black bishop · c6 white pawn · d5 white king · e5 white pawn · h5 white bishop | c7 black king · e7 black bishop · c6 white pawn · d5 white king · e5 white pawn · h5 white bishop | c7 black king · e7 black bishop · c6 white pawn · d5 white king · e5 white pawn · h5 white bishop | c7 black king · e7 black bishop · c6 white pawn · d5 white king · e5 white pawn · h5 white bishop | c7 black king · e7 black bishop · c6 white pawn · d5 white king · e5 white pawn · h5 white bishop | 6 |
| 5 | c7 black king · e7 black bishop · c6 white pawn · d5 white king · e5 white pawn · h5 white bishop | c7 black king · e7 black bishop · c6 white pawn · d5 white king · e5 white pawn · h5 white bishop | c7 black king · e7 black bishop · c6 white pawn · d5 white king · e5 white pawn · h5 white bishop | c7 black king · e7 black bishop · c6 white pawn · d5 white king · e5 white pawn · h5 white bishop | c7 black king · e7 black bishop · c6 white pawn · d5 white king · e5 white pawn · h5 white bishop | c7 black king · e7 black bishop · c6 white pawn · d5 white king · e5 white pawn · h5 white bishop | c7 black king · e7 black bishop · c6 white pawn · d5 white king · e5 white pawn · h5 white bishop | c7 black king · e7 black bishop · c6 white pawn · d5 white king · e5 white pawn · h5 white bishop | 5 |
| 4 | c7 black king · e7 black bishop · c6 white pawn · d5 white king · e5 white pawn · h5 white bishop | c7 black king · e7 black bishop · c6 white pawn · d5 white king · e5 white pawn · h5 white bishop | c7 black king · e7 black bishop · c6 white pawn · d5 white king · e5 white pawn · h5 white bishop | c7 black king · e7 black bishop · c6 white pawn · d5 white king · e5 white pawn · h5 white bishop | c7 black king · e7 black bishop · c6 white pawn · d5 white king · e5 white pawn · h5 white bishop | c7 black king · e7 black bishop · c6 white pawn · d5 white king · e5 white pawn · h5 white bishop | c7 black king · e7 black bishop · c6 white pawn · d5 white king · e5 white pawn · h5 white bishop | c7 black king · e7 black bishop · c6 white pawn · d5 white king · e5 white pawn · h5 white bishop | 4 |
| 3 | c7 black king · e7 black bishop · c6 white pawn · d5 white king · e5 white pawn · h5 white bishop | c7 black king · e7 black bishop · c6 white pawn · d5 white king · e5 white pawn · h5 white bishop | c7 black king · e7 black bishop · c6 white pawn · d5 white king · e5 white pawn · h5 white bishop | c7 black king · e7 black bishop · c6 white pawn · d5 white king · e5 white pawn · h5 white bishop | c7 black king · e7 black bishop · c6 white pawn · d5 white king · e5 white pawn · h5 white bishop | c7 black king · e7 black bishop · c6 white pawn · d5 white king · e5 white pawn · h5 white bishop | c7 black king · e7 black bishop · c6 white pawn · d5 white king · e5 white pawn · h5 white bishop | c7 black king · e7 black bishop · c6 white pawn · d5 white king · e5 white pawn · h5 white bishop | 3 |
| 2 | c7 black king · e7 black bishop · c6 white pawn · d5 white king · e5 white pawn · h5 white bishop | c7 black king · e7 black bishop · c6 white pawn · d5 white king · e5 white pawn · h5 white bishop | c7 black king · e7 black bishop · c6 white pawn · d5 white king · e5 white pawn · h5 white bishop | c7 black king · e7 black bishop · c6 white pawn · d5 white king · e5 white pawn · h5 white bishop | c7 black king · e7 black bishop · c6 white pawn · d5 white king · e5 white pawn · h5 white bishop | c7 black king · e7 black bishop · c6 white pawn · d5 white king · e5 white pawn · h5 white bishop | c7 black king · e7 black bishop · c6 white pawn · d5 white king · e5 white pawn · h5 white bishop | c7 black king · e7 black bishop · c6 white pawn · d5 white king · e5 white pawn · h5 white bishop | 2 |
| 1 | c7 black king · e7 black bishop · c6 white pawn · d5 white king · e5 white pawn · h5 white bishop | c7 black king · e7 black bishop · c6 white pawn · d5 white king · e5 white pawn · h5 white bishop | c7 black king · e7 black bishop · c6 white pawn · d5 white king · e5 white pawn · h5 white bishop | c7 black king · e7 black bishop · c6 white pawn · d5 white king · e5 white pawn · h5 white bishop | c7 black king · e7 black bishop · c6 white pawn · d5 white king · e5 white pawn · h5 white bishop | c7 black king · e7 black bishop · c6 white pawn · d5 white king · e5 white pawn · h5 white bishop | c7 black king · e7 black bishop · c6 white pawn · d5 white king · e5 white pawn · h5 white bishop | c7 black king · e7 black bishop · c6 white pawn · d5 white king · e5 white pawn · h5 white bishop | 1 |
|   | a                                                                                                 | b                                                                                                 | c                                                                                                 | d                                                                                                 | e                                                                                                 | f                                                                                                 | g                                                                                                 | h                                                                                                 |   |

Trường hợp hai quân Tốt là các Tốt cô lập (không nằm trên cùng cột), kết quả sẽ phụ thuộc vào khoảng cách giữa hai quân Tốt. Khoảng cách giữa chúng càng xa, cơ hội chiến thắng càng lớn (Emms 2004:95). Một nguyên tắc trong hầu hết các trường hợp là nếu hai quân Tốt chỉ bị ngăn cách nhau bởi một cột thì ván đấu sẽ hòa, còn không bên mạnh sẽ thắng. Lý do là nếu khoảng cách giữa hai quân Tốt càng xa, Vua bên yếu sẽ phải phong tỏa một Tốt trong khi Tượng của họ phong tỏa Tốt còn lại. Tiếp theo Vua bên mạnh sẽ hỗ trợ quân Tốt bị phong tỏa bởi Tượng tiến lên, qua đó ăn được Tượng của đối thủ. Nếu chỉ có duy nhất một cột ngăn cách giữa hai Tốt, bên yếu có thể ngăn chặn được chúng (xem hình bên) (Fine & Benko 2003:184–92). Nếu khoảng cách là ba cột, bên mạnh sẽ thắng bình thường (Emms 2004:95). Tuy nhiên, đây chỉ là một luật ngón tay cái, nó không đúng 100%. Có những tình huống mà bên yếu có thể thiết lập nên một sự phong tỏa, đặc biệt nếu một trong hai quân Tốt là wrong rook pawn (Tốt biên sai) (Mednis 1990:114). 
|   | a                                                                                                 | b                                                                                                 | c                                                                                                 | d                                                                                                 | e                                                                                                 | f                                                                                                 | g                                                                                                 | h                                                                                                 |   |
| 8 | c7 black bishop · d7 white bishop · c6 white pawn · g5 black king · e4 white king · f3 white pawn | c7 black bishop · d7 white bishop · c6 white pawn · g5 black king · e4 white king · f3 white pawn | c7 black bishop · d7 white bishop · c6 white pawn · g5 black king · e4 white king · f3 white pawn | c7 black bishop · d7 white bishop · c6 white pawn · g5 black king · e4 white king · f3 white pawn | c7 black bishop · d7 white bishop · c6 white pawn · g5 black king · e4 white king · f3 white pawn | c7 black bishop · d7 white bishop · c6 white pawn · g5 black king · e4 white king · f3 white pawn | c7 black bishop · d7 white bishop · c6 white pawn · g5 black king · e4 white king · f3 white pawn | c7 black bishop · d7 white bishop · c6 white pawn · g5 black king · e4 white king · f3 white pawn | 8 |
| 7 | c7 black bishop · d7 white bishop · c6 white pawn · g5 black king · e4 white king · f3 white pawn | c7 black bishop · d7 white bishop · c6 white pawn · g5 black king · e4 white king · f3 white pawn | c7 black bishop · d7 white bishop · c6 white pawn · g5 black king · e4 white king · f3 white pawn | c7 black bishop · d7 white bishop · c6 white pawn · g5 black king · e4 white king · f3 white pawn | c7 black bishop · d7 white bishop · c6 white pawn · g5 black king · e4 white king · f3 white pawn | c7 black bishop · d7 white bishop · c6 white pawn · g5 black king · e4 white king · f3 white pawn | c7 black bishop · d7 white bishop · c6 white pawn · g5 black king · e4 white king · f3 white pawn | c7 black bishop · d7 white bishop · c6 white pawn · g5 black king · e4 white king · f3 white pawn | 7 |
| 6 | c7 black bishop · d7 white bishop · c6 white pawn · g5 black king · e4 white king · f3 white pawn | c7 black bishop · d7 white bishop · c6 white pawn · g5 black king · e4 white king · f3 white pawn | c7 black bishop · d7 white bishop · c6 white pawn · g5 black king · e4 white king · f3 white pawn | c7 black bishop · d7 white bishop · c6 white pawn · g5 black king · e4 white king · f3 white pawn | c7 black bishop · d7 white bishop · c6 white pawn · g5 black king · e4 white king · f3 white pawn | c7 black bishop · d7 white bishop · c6 white pawn · g5 black king · e4 white king · f3 white pawn | c7 black bishop · d7 white bishop · c6 white pawn · g5 black king · e4 white king · f3 white pawn | c7 black bishop · d7 white bishop · c6 white pawn · g5 black king · e4 white king · f3 white pawn | 6 |
| 5 | c7 black bishop · d7 white bishop · c6 white pawn · g5 black king · e4 white king · f3 white pawn | c7 black bishop · d7 white bishop · c6 white pawn · g5 black king · e4 white king · f3 white pawn | c7 black bishop · d7 white bishop · c6 white pawn · g5 black king · e4 white king · f3 white pawn | c7 black bishop · d7 white bishop · c6 white pawn · g5 black king · e4 white king · f3 white pawn | c7 black bishop · d7 white bishop · c6 white pawn · g5 black king · e4 white king · f3 white pawn | c7 black bishop · d7 white bishop · c6 white pawn · g5 black king · e4 white king · f3 white pawn | c7 black bishop · d7 white bishop · c6 white pawn · g5 black king · e4 white king · f3 white pawn | c7 black bishop · d7 white bishop · c6 white pawn · g5 black king · e4 white king · f3 white pawn | 5 |
| 4 | c7 black bishop · d7 white bishop · c6 white pawn · g5 black king · e4 white king · f3 white pawn | c7 black bishop · d7 white bishop · c6 white pawn · g5 black king · e4 white king · f3 white pawn | c7 black bishop · d7 white bishop · c6 white pawn · g5 black king · e4 white king · f3 white pawn | c7 black bishop · d7 white bishop · c6 white pawn · g5 black king · e4 white king · f3 white pawn | c7 black bishop · d7 white bishop · c6 white pawn · g5 black king · e4 white king · f3 white pawn | c7 black bishop · d7 white bishop · c6 white pawn · g5 black king · e4 white king · f3 white pawn | c7 black bishop · d7 white bishop · c6 white pawn · g5 black king · e4 white king · f3 white pawn | c7 black bishop · d7 white bishop · c6 white pawn · g5 black king · e4 white king · f3 white pawn | 4 |
| 3 | c7 black bishop · d7 white bishop · c6 white pawn · g5 black king · e4 white king · f3 white pawn | c7 black bishop · d7 white bishop · c6 white pawn · g5 black king · e4 white king · f3 white pawn | c7 black bishop · d7 white bishop · c6 white pawn · g5 black king · e4 white king · f3 white pawn | c7 black bishop · d7 white bishop · c6 white pawn · g5 black king · e4 white king · f3 white pawn | c7 black bishop · d7 white bishop · c6 white pawn · g5 black king · e4 white king · f3 white pawn | c7 black bishop · d7 white bishop · c6 white pawn · g5 black king · e4 white king · f3 white pawn | c7 black bishop · d7 white bishop · c6 white pawn · g5 black king · e4 white king · f3 white pawn | c7 black bishop · d7 white bishop · c6 white pawn · g5 black king · e4 white king · f3 white pawn | 3 |
| 2 | c7 black bishop · d7 white bishop · c6 white pawn · g5 black king · e4 white king · f3 white pawn | c7 black bishop · d7 white bishop · c6 white pawn · g5 black king · e4 white king · f3 white pawn | c7 black bishop · d7 white bishop · c6 white pawn · g5 black king · e4 white king · f3 white pawn | c7 black bishop · d7 white bishop · c6 white pawn · g5 black king · e4 white king · f3 white pawn | c7 black bishop · d7 white bishop · c6 white pawn · g5 black king · e4 white king · f3 white pawn | c7 black bishop · d7 white bishop · c6 white pawn · g5 black king · e4 white king · f3 white pawn | c7 black bishop · d7 white bishop · c6 white pawn · g5 black king · e4 white king · f3 white pawn | c7 black bishop · d7 white bishop · c6 white pawn · g5 black king · e4 white king · f3 white pawn | 2 |
| 1 | c7 black bishop · d7 white bishop · c6 white pawn · g5 black king · e4 white king · f3 white pawn | c7 black bishop · d7 white bishop · c6 white pawn · g5 black king · e4 white king · f3 white pawn | c7 black bishop · d7 white bishop · c6 white pawn · g5 black king · e4 white king · f3 white pawn | c7 black bishop · d7 white bishop · c6 white pawn · g5 black king · e4 white king · f3 white pawn | c7 black bishop · d7 white bishop · c6 white pawn · g5 black king · e4 white king · f3 white pawn | c7 black bishop · d7 white bishop · c6 white pawn · g5 black king · e4 white king · f3 white pawn | c7 black bishop · d7 white bishop · c6 white pawn · g5 black king · e4 white king · f3 white pawn | c7 black bishop · d7 white bishop · c6 white pawn · g5 black king · e4 white king · f3 white pawn | 1 |
|   | a                                                                                                 | b                                                                                                 | c                                                                                                 | d                                                                                                 | e                                                                                                 | f                                                                                                 | g                                                                                                 | h                                                                                                 |   |

Trong thế cờ này của Yuri Averbakh (hình bên), Đen gỡ hòa vì Tượng của họ có thể chế ngự được cả hai quân Tốt trên cùng một đường chéo với sự trợ giúp của Vua. Trong khi đó Tượng Trắng không thể giúp ích được gì.
1. Kd5 Kf6! Vua Trắng sẽ không đến được ô e6
2. Kc5 Ke7
3. Kb5 Bf4
4. Kb6 Kd8, hòa (de la Villa 2008:100).
|   | a                                                                                                 | b                                                                                                 | c                                                                                                 | d                                                                                                 | e                                                                                                 | f                                                                                                 | g                                                                                                 | h                                                                                                 |   |
| 8 | d7 black king · c5 black pawn · d5 white king · e3 black bishop · g3 black pawn · f1 white bishop | d7 black king · c5 black pawn · d5 white king · e3 black bishop · g3 black pawn · f1 white bishop | d7 black king · c5 black pawn · d5 white king · e3 black bishop · g3 black pawn · f1 white bishop | d7 black king · c5 black pawn · d5 white king · e3 black bishop · g3 black pawn · f1 white bishop | d7 black king · c5 black pawn · d5 white king · e3 black bishop · g3 black pawn · f1 white bishop | d7 black king · c5 black pawn · d5 white king · e3 black bishop · g3 black pawn · f1 white bishop | d7 black king · c5 black pawn · d5 white king · e3 black bishop · g3 black pawn · f1 white bishop | d7 black king · c5 black pawn · d5 white king · e3 black bishop · g3 black pawn · f1 white bishop | 8 |
| 7 | d7 black king · c5 black pawn · d5 white king · e3 black bishop · g3 black pawn · f1 white bishop | d7 black king · c5 black pawn · d5 white king · e3 black bishop · g3 black pawn · f1 white bishop | d7 black king · c5 black pawn · d5 white king · e3 black bishop · g3 black pawn · f1 white bishop | d7 black king · c5 black pawn · d5 white king · e3 black bishop · g3 black pawn · f1 white bishop | d7 black king · c5 black pawn · d5 white king · e3 black bishop · g3 black pawn · f1 white bishop | d7 black king · c5 black pawn · d5 white king · e3 black bishop · g3 black pawn · f1 white bishop | d7 black king · c5 black pawn · d5 white king · e3 black bishop · g3 black pawn · f1 white bishop | d7 black king · c5 black pawn · d5 white king · e3 black bishop · g3 black pawn · f1 white bishop | 7 |
| 6 | d7 black king · c5 black pawn · d5 white king · e3 black bishop · g3 black pawn · f1 white bishop | d7 black king · c5 black pawn · d5 white king · e3 black bishop · g3 black pawn · f1 white bishop | d7 black king · c5 black pawn · d5 white king · e3 black bishop · g3 black pawn · f1 white bishop | d7 black king · c5 black pawn · d5 white king · e3 black bishop · g3 black pawn · f1 white bishop | d7 black king · c5 black pawn · d5 white king · e3 black bishop · g3 black pawn · f1 white bishop | d7 black king · c5 black pawn · d5 white king · e3 black bishop · g3 black pawn · f1 white bishop | d7 black king · c5 black pawn · d5 white king · e3 black bishop · g3 black pawn · f1 white bishop | d7 black king · c5 black pawn · d5 white king · e3 black bishop · g3 black pawn · f1 white bishop | 6 |
| 5 | d7 black king · c5 black pawn · d5 white king · e3 black bishop · g3 black pawn · f1 white bishop | d7 black king · c5 black pawn · d5 white king · e3 black bishop · g3 black pawn · f1 white bishop | d7 black king · c5 black pawn · d5 white king · e3 black bishop · g3 black pawn · f1 white bishop | d7 black king · c5 black pawn · d5 white king · e3 black bishop · g3 black pawn · f1 white bishop | d7 black king · c5 black pawn · d5 white king · e3 black bishop · g3 black pawn · f1 white bishop | d7 black king · c5 black pawn · d5 white king · e3 black bishop · g3 black pawn · f1 white bishop | d7 black king · c5 black pawn · d5 white king · e3 black bishop · g3 black pawn · f1 white bishop | d7 black king · c5 black pawn · d5 white king · e3 black bishop · g3 black pawn · f1 white bishop | 5 |
| 4 | d7 black king · c5 black pawn · d5 white king · e3 black bishop · g3 black pawn · f1 white bishop | d7 black king · c5 black pawn · d5 white king · e3 black bishop · g3 black pawn · f1 white bishop | d7 black king · c5 black pawn · d5 white king · e3 black bishop · g3 black pawn · f1 white bishop | d7 black king · c5 black pawn · d5 white king · e3 black bishop · g3 black pawn · f1 white bishop | d7 black king · c5 black pawn · d5 white king · e3 black bishop · g3 black pawn · f1 white bishop | d7 black king · c5 black pawn · d5 white king · e3 black bishop · g3 black pawn · f1 white bishop | d7 black king · c5 black pawn · d5 white king · e3 black bishop · g3 black pawn · f1 white bishop | d7 black king · c5 black pawn · d5 white king · e3 black bishop · g3 black pawn · f1 white bishop | 4 |
| 3 | d7 black king · c5 black pawn · d5 white king · e3 black bishop · g3 black pawn · f1 white bishop | d7 black king · c5 black pawn · d5 white king · e3 black bishop · g3 black pawn · f1 white bishop | d7 black king · c5 black pawn · d5 white king · e3 black bishop · g3 black pawn · f1 white bishop | d7 black king · c5 black pawn · d5 white king · e3 black bishop · g3 black pawn · f1 white bishop | d7 black king · c5 black pawn · d5 white king · e3 black bishop · g3 black pawn · f1 white bishop | d7 black king · c5 black pawn · d5 white king · e3 black bishop · g3 black pawn · f1 white bishop | d7 black king · c5 black pawn · d5 white king · e3 black bishop · g3 black pawn · f1 white bishop | d7 black king · c5 black pawn · d5 white king · e3 black bishop · g3 black pawn · f1 white bishop | 3 |
| 2 | d7 black king · c5 black pawn · d5 white king · e3 black bishop · g3 black pawn · f1 white bishop | d7 black king · c5 black pawn · d5 white king · e3 black bishop · g3 black pawn · f1 white bishop | d7 black king · c5 black pawn · d5 white king · e3 black bishop · g3 black pawn · f1 white bishop | d7 black king · c5 black pawn · d5 white king · e3 black bishop · g3 black pawn · f1 white bishop | d7 black king · c5 black pawn · d5 white king · e3 black bishop · g3 black pawn · f1 white bishop | d7 black king · c5 black pawn · d5 white king · e3 black bishop · g3 black pawn · f1 white bishop | d7 black king · c5 black pawn · d5 white king · e3 black bishop · g3 black pawn · f1 white bishop | d7 black king · c5 black pawn · d5 white king · e3 black bishop · g3 black pawn · f1 white bishop | 2 |
| 1 | d7 black king · c5 black pawn · d5 white king · e3 black bishop · g3 black pawn · f1 white bishop | d7 black king · c5 black pawn · d5 white king · e3 black bishop · g3 black pawn · f1 white bishop | d7 black king · c5 black pawn · d5 white king · e3 black bishop · g3 black pawn · f1 white bishop | d7 black king · c5 black pawn · d5 white king · e3 black bishop · g3 black pawn · f1 white bishop | d7 black king · c5 black pawn · d5 white king · e3 black bishop · g3 black pawn · f1 white bishop | d7 black king · c5 black pawn · d5 white king · e3 black bishop · g3 black pawn · f1 white bishop | d7 black king · c5 black pawn · d5 white king · e3 black bishop · g3 black pawn · f1 white bishop | d7 black king · c5 black pawn · d5 white king · e3 black bishop · g3 black pawn · f1 white bishop | 1 |
|   | a                                                                                                 | b                                                                                                 | c                                                                                                 | d                                                                                                 | e                                                                                                 | f                                                                                                 | g                                                                                                 | h                                                                                                 |   |

Một ví dụ thực tiễn là ván đấu N. Miller - A. Saidy, giải American Open 1971. Trắng đầu hàng trong thế cờ này (hình bên) vì họ biết đến một "quy tắc" được nêu rõ bởi Fine trong ấn bản đầu tiên của Basic Chess Endings (Cờ tàn cơ bản): "Nếu hai quân Tốt cách nhau từ hai cột trở lên, họ (bên có hai Tốt) sẽ thắng". (Fine 1941:179) Trong tình huống này khoảng cách giữa hai quân Tốt là ba cột, Trắng cho rằng tình thế của họ là vô vọng. Tuy nhiên, thực tế thế cờ này kết thúc hòa khá đơn giản, vì "Vua Trắng có một vị trí hoạt động cực kỳ tích cực có thể ngăn cản Vua Đen thâm nhập từ hai phía." (Mednis 1990:96) Diễn biến đã có thể tiếp tục như sau 1.Bh3+ Ke7 2.Bg2 Bf6 3.Bh3 Bg5 4.Bg2 Kf4 5.Kc4! Bd4 6.Kd3 Bg1 7.Bc6 Kg4 8.Bg2! Bf2 9.Kc4! Kf4 10.Kd3 Ke5 11.Kc4, lúc này, "rõ ràng không có cách nào cho Đen để có thể phá vỡ được sự phong tỏa." (Mednis 1990:97)

#### Tốt biên sai
|   | a                                                                                                 | b                                                                                                 | c                                                                                                 | d                                                                                                 | e                                                                                                 | f                                                                                                 | g                                                                                                 | h                                                                                                 |   |
| 8 | f8 black king · h5 black pawn · b4 black bishop · d4 black pawn · a2 white bishop · f1 white king | f8 black king · h5 black pawn · b4 black bishop · d4 black pawn · a2 white bishop · f1 white king | f8 black king · h5 black pawn · b4 black bishop · d4 black pawn · a2 white bishop · f1 white king | f8 black king · h5 black pawn · b4 black bishop · d4 black pawn · a2 white bishop · f1 white king | f8 black king · h5 black pawn · b4 black bishop · d4 black pawn · a2 white bishop · f1 white king | f8 black king · h5 black pawn · b4 black bishop · d4 black pawn · a2 white bishop · f1 white king | f8 black king · h5 black pawn · b4 black bishop · d4 black pawn · a2 white bishop · f1 white king | f8 black king · h5 black pawn · b4 black bishop · d4 black pawn · a2 white bishop · f1 white king | 8 |
| 7 | f8 black king · h5 black pawn · b4 black bishop · d4 black pawn · a2 white bishop · f1 white king | f8 black king · h5 black pawn · b4 black bishop · d4 black pawn · a2 white bishop · f1 white king | f8 black king · h5 black pawn · b4 black bishop · d4 black pawn · a2 white bishop · f1 white king | f8 black king · h5 black pawn · b4 black bishop · d4 black pawn · a2 white bishop · f1 white king | f8 black king · h5 black pawn · b4 black bishop · d4 black pawn · a2 white bishop · f1 white king | f8 black king · h5 black pawn · b4 black bishop · d4 black pawn · a2 white bishop · f1 white king | f8 black king · h5 black pawn · b4 black bishop · d4 black pawn · a2 white bishop · f1 white king | f8 black king · h5 black pawn · b4 black bishop · d4 black pawn · a2 white bishop · f1 white king | 7 |
| 6 | f8 black king · h5 black pawn · b4 black bishop · d4 black pawn · a2 white bishop · f1 white king | f8 black king · h5 black pawn · b4 black bishop · d4 black pawn · a2 white bishop · f1 white king | f8 black king · h5 black pawn · b4 black bishop · d4 black pawn · a2 white bishop · f1 white king | f8 black king · h5 black pawn · b4 black bishop · d4 black pawn · a2 white bishop · f1 white king | f8 black king · h5 black pawn · b4 black bishop · d4 black pawn · a2 white bishop · f1 white king | f8 black king · h5 black pawn · b4 black bishop · d4 black pawn · a2 white bishop · f1 white king | f8 black king · h5 black pawn · b4 black bishop · d4 black pawn · a2 white bishop · f1 white king | f8 black king · h5 black pawn · b4 black bishop · d4 black pawn · a2 white bishop · f1 white king | 6 |
| 5 | f8 black king · h5 black pawn · b4 black bishop · d4 black pawn · a2 white bishop · f1 white king | f8 black king · h5 black pawn · b4 black bishop · d4 black pawn · a2 white bishop · f1 white king | f8 black king · h5 black pawn · b4 black bishop · d4 black pawn · a2 white bishop · f1 white king | f8 black king · h5 black pawn · b4 black bishop · d4 black pawn · a2 white bishop · f1 white king | f8 black king · h5 black pawn · b4 black bishop · d4 black pawn · a2 white bishop · f1 white king | f8 black king · h5 black pawn · b4 black bishop · d4 black pawn · a2 white bishop · f1 white king | f8 black king · h5 black pawn · b4 black bishop · d4 black pawn · a2 white bishop · f1 white king | f8 black king · h5 black pawn · b4 black bishop · d4 black pawn · a2 white bishop · f1 white king | 5 |
| 4 | f8 black king · h5 black pawn · b4 black bishop · d4 black pawn · a2 white bishop · f1 white king | f8 black king · h5 black pawn · b4 black bishop · d4 black pawn · a2 white bishop · f1 white king | f8 black king · h5 black pawn · b4 black bishop · d4 black pawn · a2 white bishop · f1 white king | f8 black king · h5 black pawn · b4 black bishop · d4 black pawn · a2 white bishop · f1 white king | f8 black king · h5 black pawn · b4 black bishop · d4 black pawn · a2 white bishop · f1 white king | f8 black king · h5 black pawn · b4 black bishop · d4 black pawn · a2 white bishop · f1 white king | f8 black king · h5 black pawn · b4 black bishop · d4 black pawn · a2 white bishop · f1 white king | f8 black king · h5 black pawn · b4 black bishop · d4 black pawn · a2 white bishop · f1 white king | 4 |
| 3 | f8 black king · h5 black pawn · b4 black bishop · d4 black pawn · a2 white bishop · f1 white king | f8 black king · h5 black pawn · b4 black bishop · d4 black pawn · a2 white bishop · f1 white king | f8 black king · h5 black pawn · b4 black bishop · d4 black pawn · a2 white bishop · f1 white king | f8 black king · h5 black pawn · b4 black bishop · d4 black pawn · a2 white bishop · f1 white king | f8 black king · h5 black pawn · b4 black bishop · d4 black pawn · a2 white bishop · f1 white king | f8 black king · h5 black pawn · b4 black bishop · d4 black pawn · a2 white bishop · f1 white king | f8 black king · h5 black pawn · b4 black bishop · d4 black pawn · a2 white bishop · f1 white king | f8 black king · h5 black pawn · b4 black bishop · d4 black pawn · a2 white bishop · f1 white king | 3 |
| 2 | f8 black king · h5 black pawn · b4 black bishop · d4 black pawn · a2 white bishop · f1 white king | f8 black king · h5 black pawn · b4 black bishop · d4 black pawn · a2 white bishop · f1 white king | f8 black king · h5 black pawn · b4 black bishop · d4 black pawn · a2 white bishop · f1 white king | f8 black king · h5 black pawn · b4 black bishop · d4 black pawn · a2 white bishop · f1 white king | f8 black king · h5 black pawn · b4 black bishop · d4 black pawn · a2 white bishop · f1 white king | f8 black king · h5 black pawn · b4 black bishop · d4 black pawn · a2 white bishop · f1 white king | f8 black king · h5 black pawn · b4 black bishop · d4 black pawn · a2 white bishop · f1 white king | f8 black king · h5 black pawn · b4 black bishop · d4 black pawn · a2 white bishop · f1 white king | 2 |
| 1 | f8 black king · h5 black pawn · b4 black bishop · d4 black pawn · a2 white bishop · f1 white king | f8 black king · h5 black pawn · b4 black bishop · d4 black pawn · a2 white bishop · f1 white king | f8 black king · h5 black pawn · b4 black bishop · d4 black pawn · a2 white bishop · f1 white king | f8 black king · h5 black pawn · b4 black bishop · d4 black pawn · a2 white bishop · f1 white king | f8 black king · h5 black pawn · b4 black bishop · d4 black pawn · a2 white bishop · f1 white king | f8 black king · h5 black pawn · b4 black bishop · d4 black pawn · a2 white bishop · f1 white king | f8 black king · h5 black pawn · b4 black bishop · d4 black pawn · a2 white bishop · f1 white king | f8 black king · h5 black pawn · b4 black bishop · d4 black pawn · a2 white bishop · f1 white king | 1 |
|   | a                                                                                                 | b                                                                                                 | c                                                                                                 | d                                                                                                 | e                                                                                                 | f                                                                                                 | g                                                                                                 | h                                                                                                 |   |

Nếu một trong hai quân Tốt là Tốt biên sai (khái quát: Tốt cột a hoặc cột h mà ô phong cấp của chúng không cùng màu với những ô mà Tượng (của bên có Tốt) di chuyển), một pháo đài có thể cho phép bên yếu gỡ hòa bất kể khoảng cách giữa hai quân Tốt xa đến bao nhiêu. Điều này đã được minh họa trong ván Alekhine - Ed. Lasker, diễn ra ở New York năm 1924. (diễn biến đầy đủ). Khoảng cách giữa hai quân Tốt là ba cột, nhưng hai kỳ thủ đã đồng ý hòa sau khi 52.Bb1 Kg7 53.Kg2. Alekhine đã giải thích rằng Trắng "bây giờ có thể hy sinh (thí) Tượng đổi lấy Tốt (cột) d, vì Vua của họ đã an toàn trong góc quan trọng" (Alekhine 1961:179 note jj).
Nếu một trong hai Tốt là Tốt biên sai (wrong rook pawn), việc khoảng cách giữa hai quân Tốt xa đến bao nhiêu hay chúng đã tiến được đến đâu không quan trọng (tất nhiên chưa thể phong cấp). Kết quả sẽ phụ thuộc vào việc Vua bên yếu có vào được góc phía trước Tốt biên hay không, nếu được thì họ sẽ thí Tượng đổi lấy quân Tốt còn lại và ván cờ sẽ kết thúc hòa (de la Villa 2008:111).

#### Tóm tắt
Đại kiện tướng Jesus de la Villa nhấn mạnh sự quan trọng của tàn cuộc này và ông đã đưa ra những phân tích về nó phụ thuộc vào số cột ngăn cách giữa hai quân Tốt:
- Nếu hai Tốt bị ngăn cách bởi hai cột:

1. Hai Tốt là các Tốt cột Tượng (Tốt cột c và cột f) thì bên mạnh thường sẽ thắng
2. Với một Tốt cột Mã (Tốt b hoặc g) và một Tốt trung tâm (Tốt d hoặc e) thế cờ thường sẽ kết thúc hòa, nhưng cơ hội chiến thắng sẽ đến nếu Tốt cột Mã không tiến xa và Tượng bên mạnh kiểm soát được ô phong cấp của nó
3. Với một Tốt biên (Tốt cột a hoặc cột h) và một Tốt trung tâm thế cờ sẽ hòa

- Nếu hai Tốt bị ngăn cách bởi ba cột:

1. Với một Tốt cột Mã, khả năng hòa có thể xảy ra nếu quân Tốt này tiến xa
2. Với một Tốt biên bên mạnh thường sẽ thắng

- Nếu hai Tốt bị ngăn cách bởi bốn cột:

Bên mạnh sẽ thắng (de la Villa 2008:104–22).

### Tốt liên kết
Thế cờ với các Tốt liên kết là trường hợp phức tạp nhất, kết quả sẽ phụ thuộc vào số hàng và cột của vị trí các quân Tốt và màu ô cũng như vị trí của các quân Tượng. Nếu một trong hai quân Tốt là Tốt biên (Tốt cột a hoặc h) thế cờ thường sẽ kết thúc hòa. Nếu các quân Tốt nằm trên các ô khác màu với màu ô của Tượng bên yếu, chúng có thể bị quân Tượng này phong tỏa và kết quả sẽ là hòa. Nếu cả hai Tốt đều an toàn tiến tới được hàng ngang thứ sáu, bên mạnh sẽ thắng trừ khi một trong hai quân Tốt là wrong rook pawn (Tốt biên sai), tức là quân Tốt biên có ô phong cấp cùng màu với màu ô của Tượng bên yếu (de la Villa 2008:106).
|   | a                                                                                                 | b                                                                                                 | c                                                                                                 | d                                                                                                 | e                                                                                                 | f                                                                                                 | g                                                                                                 | h                                                                                                 |   |
| 8 | c7 black bishop · e7 black king · b5 white bishop · d5 white pawn · e5 white pawn · d4 white king | c7 black bishop · e7 black king · b5 white bishop · d5 white pawn · e5 white pawn · d4 white king | c7 black bishop · e7 black king · b5 white bishop · d5 white pawn · e5 white pawn · d4 white king | c7 black bishop · e7 black king · b5 white bishop · d5 white pawn · e5 white pawn · d4 white king | c7 black bishop · e7 black king · b5 white bishop · d5 white pawn · e5 white pawn · d4 white king | c7 black bishop · e7 black king · b5 white bishop · d5 white pawn · e5 white pawn · d4 white king | c7 black bishop · e7 black king · b5 white bishop · d5 white pawn · e5 white pawn · d4 white king | c7 black bishop · e7 black king · b5 white bishop · d5 white pawn · e5 white pawn · d4 white king | 8 |
| 7 | c7 black bishop · e7 black king · b5 white bishop · d5 white pawn · e5 white pawn · d4 white king | c7 black bishop · e7 black king · b5 white bishop · d5 white pawn · e5 white pawn · d4 white king | c7 black bishop · e7 black king · b5 white bishop · d5 white pawn · e5 white pawn · d4 white king | c7 black bishop · e7 black king · b5 white bishop · d5 white pawn · e5 white pawn · d4 white king | c7 black bishop · e7 black king · b5 white bishop · d5 white pawn · e5 white pawn · d4 white king | c7 black bishop · e7 black king · b5 white bishop · d5 white pawn · e5 white pawn · d4 white king | c7 black bishop · e7 black king · b5 white bishop · d5 white pawn · e5 white pawn · d4 white king | c7 black bishop · e7 black king · b5 white bishop · d5 white pawn · e5 white pawn · d4 white king | 7 |
| 6 | c7 black bishop · e7 black king · b5 white bishop · d5 white pawn · e5 white pawn · d4 white king | c7 black bishop · e7 black king · b5 white bishop · d5 white pawn · e5 white pawn · d4 white king | c7 black bishop · e7 black king · b5 white bishop · d5 white pawn · e5 white pawn · d4 white king | c7 black bishop · e7 black king · b5 white bishop · d5 white pawn · e5 white pawn · d4 white king | c7 black bishop · e7 black king · b5 white bishop · d5 white pawn · e5 white pawn · d4 white king | c7 black bishop · e7 black king · b5 white bishop · d5 white pawn · e5 white pawn · d4 white king | c7 black bishop · e7 black king · b5 white bishop · d5 white pawn · e5 white pawn · d4 white king | c7 black bishop · e7 black king · b5 white bishop · d5 white pawn · e5 white pawn · d4 white king | 6 |
| 5 | c7 black bishop · e7 black king · b5 white bishop · d5 white pawn · e5 white pawn · d4 white king | c7 black bishop · e7 black king · b5 white bishop · d5 white pawn · e5 white pawn · d4 white king | c7 black bishop · e7 black king · b5 white bishop · d5 white pawn · e5 white pawn · d4 white king | c7 black bishop · e7 black king · b5 white bishop · d5 white pawn · e5 white pawn · d4 white king | c7 black bishop · e7 black king · b5 white bishop · d5 white pawn · e5 white pawn · d4 white king | c7 black bishop · e7 black king · b5 white bishop · d5 white pawn · e5 white pawn · d4 white king | c7 black bishop · e7 black king · b5 white bishop · d5 white pawn · e5 white pawn · d4 white king | c7 black bishop · e7 black king · b5 white bishop · d5 white pawn · e5 white pawn · d4 white king | 5 |
| 4 | c7 black bishop · e7 black king · b5 white bishop · d5 white pawn · e5 white pawn · d4 white king | c7 black bishop · e7 black king · b5 white bishop · d5 white pawn · e5 white pawn · d4 white king | c7 black bishop · e7 black king · b5 white bishop · d5 white pawn · e5 white pawn · d4 white king | c7 black bishop · e7 black king · b5 white bishop · d5 white pawn · e5 white pawn · d4 white king | c7 black bishop · e7 black king · b5 white bishop · d5 white pawn · e5 white pawn · d4 white king | c7 black bishop · e7 black king · b5 white bishop · d5 white pawn · e5 white pawn · d4 white king | c7 black bishop · e7 black king · b5 white bishop · d5 white pawn · e5 white pawn · d4 white king | c7 black bishop · e7 black king · b5 white bishop · d5 white pawn · e5 white pawn · d4 white king | 4 |
| 3 | c7 black bishop · e7 black king · b5 white bishop · d5 white pawn · e5 white pawn · d4 white king | c7 black bishop · e7 black king · b5 white bishop · d5 white pawn · e5 white pawn · d4 white king | c7 black bishop · e7 black king · b5 white bishop · d5 white pawn · e5 white pawn · d4 white king | c7 black bishop · e7 black king · b5 white bishop · d5 white pawn · e5 white pawn · d4 white king | c7 black bishop · e7 black king · b5 white bishop · d5 white pawn · e5 white pawn · d4 white king | c7 black bishop · e7 black king · b5 white bishop · d5 white pawn · e5 white pawn · d4 white king | c7 black bishop · e7 black king · b5 white bishop · d5 white pawn · e5 white pawn · d4 white king | c7 black bishop · e7 black king · b5 white bishop · d5 white pawn · e5 white pawn · d4 white king | 3 |
| 2 | c7 black bishop · e7 black king · b5 white bishop · d5 white pawn · e5 white pawn · d4 white king | c7 black bishop · e7 black king · b5 white bishop · d5 white pawn · e5 white pawn · d4 white king | c7 black bishop · e7 black king · b5 white bishop · d5 white pawn · e5 white pawn · d4 white king | c7 black bishop · e7 black king · b5 white bishop · d5 white pawn · e5 white pawn · d4 white king | c7 black bishop · e7 black king · b5 white bishop · d5 white pawn · e5 white pawn · d4 white king | c7 black bishop · e7 black king · b5 white bishop · d5 white pawn · e5 white pawn · d4 white king | c7 black bishop · e7 black king · b5 white bishop · d5 white pawn · e5 white pawn · d4 white king | c7 black bishop · e7 black king · b5 white bishop · d5 white pawn · e5 white pawn · d4 white king | 2 |
| 1 | c7 black bishop · e7 black king · b5 white bishop · d5 white pawn · e5 white pawn · d4 white king | c7 black bishop · e7 black king · b5 white bishop · d5 white pawn · e5 white pawn · d4 white king | c7 black bishop · e7 black king · b5 white bishop · d5 white pawn · e5 white pawn · d4 white king | c7 black bishop · e7 black king · b5 white bishop · d5 white pawn · e5 white pawn · d4 white king | c7 black bishop · e7 black king · b5 white bishop · d5 white pawn · e5 white pawn · d4 white king | c7 black bishop · e7 black king · b5 white bishop · d5 white pawn · e5 white pawn · d4 white king | c7 black bishop · e7 black king · b5 white bishop · d5 white pawn · e5 white pawn · d4 white king | c7 black bishop · e7 black king · b5 white bishop · d5 white pawn · e5 white pawn · d4 white king | 1 |
|   | a                                                                                                 | b                                                                                                 | c                                                                                                 | d                                                                                                 | e                                                                                                 | f                                                                                                 | g                                                                                                 | h                                                                                                 |   |

Tình thế lý tưởng cho một kết quả hòa thấy được ở hình bên. Vua Đen (nằm tại ô khác màu với màu ô của Tượng đối thủ) và Tượng (Đen) nằm ở các vị trí phía trước hai quân Tốt hai hàng ngang, với việc cả hai quân cùng phòng thủ chống một quân Tốt tiến lên tại ô cùng màu với màu ô của Tượng (ở đây là Tốt d6 của Trắng). Quân Tượng bên yếu cần phải duy trì một sự tấn công lên quân Tốt nằm tại ô cùng màu với nó, để không cho phép Vua đối phương di chuyển. Nếu Trắng tiến quân Tốt kia (quân không bị tấn công bởi Tượng), Đen sẽ thí Tượng đổi lấy hai Tốt, và thế cờ sẽ kết thúc hòa. Nếu thay vào đó Trắng tiến quân Tốt đang bị tấn công, kết quả cũng sẽ là hòa. Trong thế cờ ở hình bên, nếu Đen đi trước họ sẽ chơi một nước cho qua (tức là một nước chờ đợi duy trì sự tấn công lên quân Tốt, điều này có nghĩa sẽ tương tự như việc Trắng đi trước) với 1... Bb8! 2. Ke4 Bc7! 3. Kf5 Bb8! và vân vân. Trắng không thể tiến triển được hơn: 4. d6+ sẽ hòa ngay lập tức với 4... Bxd6 5. exd6+ Kxd6; 4. e6 giúp cho Đen tạo ra một sự phong tỏa không thể phá vỡ trên những ô đen, và Trắng không bao giờ có thể chuẩn bị cho d6+ bằng cách chơi Kc5 vì Đen sẽ chơi ... Bxe5.
|   | a                                                                                                 | b                                                                                                 | c                                                                                                 | d                                                                                                 | e                                                                                                 | f                                                                                                 | g                                                                                                 | h                                                                                                 |   |
| 8 | d8 black king · f8 black bishop · d6 white pawn · e6 white pawn · b5 white bishop · d5 white king | d8 black king · f8 black bishop · d6 white pawn · e6 white pawn · b5 white bishop · d5 white king | d8 black king · f8 black bishop · d6 white pawn · e6 white pawn · b5 white bishop · d5 white king | d8 black king · f8 black bishop · d6 white pawn · e6 white pawn · b5 white bishop · d5 white king | d8 black king · f8 black bishop · d6 white pawn · e6 white pawn · b5 white bishop · d5 white king | d8 black king · f8 black bishop · d6 white pawn · e6 white pawn · b5 white bishop · d5 white king | d8 black king · f8 black bishop · d6 white pawn · e6 white pawn · b5 white bishop · d5 white king | d8 black king · f8 black bishop · d6 white pawn · e6 white pawn · b5 white bishop · d5 white king | 8 |
| 7 | d8 black king · f8 black bishop · d6 white pawn · e6 white pawn · b5 white bishop · d5 white king | d8 black king · f8 black bishop · d6 white pawn · e6 white pawn · b5 white bishop · d5 white king | d8 black king · f8 black bishop · d6 white pawn · e6 white pawn · b5 white bishop · d5 white king | d8 black king · f8 black bishop · d6 white pawn · e6 white pawn · b5 white bishop · d5 white king | d8 black king · f8 black bishop · d6 white pawn · e6 white pawn · b5 white bishop · d5 white king | d8 black king · f8 black bishop · d6 white pawn · e6 white pawn · b5 white bishop · d5 white king | d8 black king · f8 black bishop · d6 white pawn · e6 white pawn · b5 white bishop · d5 white king | d8 black king · f8 black bishop · d6 white pawn · e6 white pawn · b5 white bishop · d5 white king | 7 |
| 6 | d8 black king · f8 black bishop · d6 white pawn · e6 white pawn · b5 white bishop · d5 white king | d8 black king · f8 black bishop · d6 white pawn · e6 white pawn · b5 white bishop · d5 white king | d8 black king · f8 black bishop · d6 white pawn · e6 white pawn · b5 white bishop · d5 white king | d8 black king · f8 black bishop · d6 white pawn · e6 white pawn · b5 white bishop · d5 white king | d8 black king · f8 black bishop · d6 white pawn · e6 white pawn · b5 white bishop · d5 white king | d8 black king · f8 black bishop · d6 white pawn · e6 white pawn · b5 white bishop · d5 white king | d8 black king · f8 black bishop · d6 white pawn · e6 white pawn · b5 white bishop · d5 white king | d8 black king · f8 black bishop · d6 white pawn · e6 white pawn · b5 white bishop · d5 white king | 6 |
| 5 | d8 black king · f8 black bishop · d6 white pawn · e6 white pawn · b5 white bishop · d5 white king | d8 black king · f8 black bishop · d6 white pawn · e6 white pawn · b5 white bishop · d5 white king | d8 black king · f8 black bishop · d6 white pawn · e6 white pawn · b5 white bishop · d5 white king | d8 black king · f8 black bishop · d6 white pawn · e6 white pawn · b5 white bishop · d5 white king | d8 black king · f8 black bishop · d6 white pawn · e6 white pawn · b5 white bishop · d5 white king | d8 black king · f8 black bishop · d6 white pawn · e6 white pawn · b5 white bishop · d5 white king | d8 black king · f8 black bishop · d6 white pawn · e6 white pawn · b5 white bishop · d5 white king | d8 black king · f8 black bishop · d6 white pawn · e6 white pawn · b5 white bishop · d5 white king | 5 |
| 4 | d8 black king · f8 black bishop · d6 white pawn · e6 white pawn · b5 white bishop · d5 white king | d8 black king · f8 black bishop · d6 white pawn · e6 white pawn · b5 white bishop · d5 white king | d8 black king · f8 black bishop · d6 white pawn · e6 white pawn · b5 white bishop · d5 white king | d8 black king · f8 black bishop · d6 white pawn · e6 white pawn · b5 white bishop · d5 white king | d8 black king · f8 black bishop · d6 white pawn · e6 white pawn · b5 white bishop · d5 white king | d8 black king · f8 black bishop · d6 white pawn · e6 white pawn · b5 white bishop · d5 white king | d8 black king · f8 black bishop · d6 white pawn · e6 white pawn · b5 white bishop · d5 white king | d8 black king · f8 black bishop · d6 white pawn · e6 white pawn · b5 white bishop · d5 white king | 4 |
| 3 | d8 black king · f8 black bishop · d6 white pawn · e6 white pawn · b5 white bishop · d5 white king | d8 black king · f8 black bishop · d6 white pawn · e6 white pawn · b5 white bishop · d5 white king | d8 black king · f8 black bishop · d6 white pawn · e6 white pawn · b5 white bishop · d5 white king | d8 black king · f8 black bishop · d6 white pawn · e6 white pawn · b5 white bishop · d5 white king | d8 black king · f8 black bishop · d6 white pawn · e6 white pawn · b5 white bishop · d5 white king | d8 black king · f8 black bishop · d6 white pawn · e6 white pawn · b5 white bishop · d5 white king | d8 black king · f8 black bishop · d6 white pawn · e6 white pawn · b5 white bishop · d5 white king | d8 black king · f8 black bishop · d6 white pawn · e6 white pawn · b5 white bishop · d5 white king | 3 |
| 2 | d8 black king · f8 black bishop · d6 white pawn · e6 white pawn · b5 white bishop · d5 white king | d8 black king · f8 black bishop · d6 white pawn · e6 white pawn · b5 white bishop · d5 white king | d8 black king · f8 black bishop · d6 white pawn · e6 white pawn · b5 white bishop · d5 white king | d8 black king · f8 black bishop · d6 white pawn · e6 white pawn · b5 white bishop · d5 white king | d8 black king · f8 black bishop · d6 white pawn · e6 white pawn · b5 white bishop · d5 white king | d8 black king · f8 black bishop · d6 white pawn · e6 white pawn · b5 white bishop · d5 white king | d8 black king · f8 black bishop · d6 white pawn · e6 white pawn · b5 white bishop · d5 white king | d8 black king · f8 black bishop · d6 white pawn · e6 white pawn · b5 white bishop · d5 white king | 2 |
| 1 | d8 black king · f8 black bishop · d6 white pawn · e6 white pawn · b5 white bishop · d5 white king | d8 black king · f8 black bishop · d6 white pawn · e6 white pawn · b5 white bishop · d5 white king | d8 black king · f8 black bishop · d6 white pawn · e6 white pawn · b5 white bishop · d5 white king | d8 black king · f8 black bishop · d6 white pawn · e6 white pawn · b5 white bishop · d5 white king | d8 black king · f8 black bishop · d6 white pawn · e6 white pawn · b5 white bishop · d5 white king | d8 black king · f8 black bishop · d6 white pawn · e6 white pawn · b5 white bishop · d5 white king | d8 black king · f8 black bishop · d6 white pawn · e6 white pawn · b5 white bishop · d5 white king | d8 black king · f8 black bishop · d6 white pawn · e6 white pawn · b5 white bishop · d5 white king | 1 |
|   | a                                                                                                 | b                                                                                                 | c                                                                                                 | d                                                                                                 | e                                                                                                 | f                                                                                                 | g                                                                                                 | h                                                                                                 |   |

Một tình thế tương tự với các Tốt Trắng nằm trên hàng ngang 6 sẽ là một chiến thắng cho bên mạnh vì Tượng Đen không có chỗ di chuyển để có thể duy trì một sự tấn công lên Tốt ở d6, do vậy Đen sẽ thua vì zugzwang (xung xoăng - khái quát: không có nước để đi, toàn là những nước tự khiến thế trận của mình suy yếu). Trong thế cờ ở hình bên phải, Đen thua ngay lập tức. Nếu Đen đi trước, họ bắt buộc phải di chuyển Vua hoặc Tượng, điều này cho phép Trắng chơi e7 và thắng; hoặc là chơi một nước vô vọng 1... Bxd6 2.Kxd6. Nếu Trắng đi trước, họ sẽ chơi một nước chờ đợi ví dụ như 1. Kc6, đặt Đen vào tình thế như trên (Fine & Benko 2003:184–92).

## Nhiều Tốt
|   | a | b | c | d | e | f | g | h |   |
| 8 | c7 black king · e6 white bishop · f6 black pawn · c5 black bishop · e5 black pawn · g5 black pawn · e4 white king · h4 black pawn · h3 white pawn | c7 black king · e6 white bishop · f6 black pawn · c5 black bishop · e5 black pawn · g5 black pawn · e4 white king · h4 black pawn · h3 white pawn | c7 black king · e6 white bishop · f6 black pawn · c5 black bishop · e5 black pawn · g5 black pawn · e4 white king · h4 black pawn · h3 white pawn | c7 black king · e6 white bishop · f6 black pawn · c5 black bishop · e5 black pawn · g5 black pawn · e4 white king · h4 black pawn · h3 white pawn | c7 black king · e6 white bishop · f6 black pawn · c5 black bishop · e5 black pawn · g5 black pawn · e4 white king · h4 black pawn · h3 white pawn | c7 black king · e6 white bishop · f6 black pawn · c5 black bishop · e5 black pawn · g5 black pawn · e4 white king · h4 black pawn · h3 white pawn | c7 black king · e6 white bishop · f6 black pawn · c5 black bishop · e5 black pawn · g5 black pawn · e4 white king · h4 black pawn · h3 white pawn | c7 black king · e6 white bishop · f6 black pawn · c5 black bishop · e5 black pawn · g5 black pawn · e4 white king · h4 black pawn · h3 white pawn | 8 |
| 7 | c7 black king · e6 white bishop · f6 black pawn · c5 black bishop · e5 black pawn · g5 black pawn · e4 white king · h4 black pawn · h3 white pawn | c7 black king · e6 white bishop · f6 black pawn · c5 black bishop · e5 black pawn · g5 black pawn · e4 white king · h4 black pawn · h3 white pawn | c7 black king · e6 white bishop · f6 black pawn · c5 black bishop · e5 black pawn · g5 black pawn · e4 white king · h4 black pawn · h3 white pawn | c7 black king · e6 white bishop · f6 black pawn · c5 black bishop · e5 black pawn · g5 black pawn · e4 white king · h4 black pawn · h3 white pawn | c7 black king · e6 white bishop · f6 black pawn · c5 black bishop · e5 black pawn · g5 black pawn · e4 white king · h4 black pawn · h3 white pawn | c7 black king · e6 white bishop · f6 black pawn · c5 black bishop · e5 black pawn · g5 black pawn · e4 white king · h4 black pawn · h3 white pawn | c7 black king · e6 white bishop · f6 black pawn · c5 black bishop · e5 black pawn · g5 black pawn · e4 white king · h4 black pawn · h3 white pawn | c7 black king · e6 white bishop · f6 black pawn · c5 black bishop · e5 black pawn · g5 black pawn · e4 white king · h4 black pawn · h3 white pawn | 7 |
| 6 | c7 black king · e6 white bishop · f6 black pawn · c5 black bishop · e5 black pawn · g5 black pawn · e4 white king · h4 black pawn · h3 white pawn | c7 black king · e6 white bishop · f6 black pawn · c5 black bishop · e5 black pawn · g5 black pawn · e4 white king · h4 black pawn · h3 white pawn | c7 black king · e6 white bishop · f6 black pawn · c5 black bishop · e5 black pawn · g5 black pawn · e4 white king · h4 black pawn · h3 white pawn | c7 black king · e6 white bishop · f6 black pawn · c5 black bishop · e5 black pawn · g5 black pawn · e4 white king · h4 black pawn · h3 white pawn | c7 black king · e6 white bishop · f6 black pawn · c5 black bishop · e5 black pawn · g5 black pawn · e4 white king · h4 black pawn · h3 white pawn | c7 black king · e6 white bishop · f6 black pawn · c5 black bishop · e5 black pawn · g5 black pawn · e4 white king · h4 black pawn · h3 white pawn | c7 black king · e6 white bishop · f6 black pawn · c5 black bishop · e5 black pawn · g5 black pawn · e4 white king · h4 black pawn · h3 white pawn | c7 black king · e6 white bishop · f6 black pawn · c5 black bishop · e5 black pawn · g5 black pawn · e4 white king · h4 black pawn · h3 white pawn | 6 |
| 5 | c7 black king · e6 white bishop · f6 black pawn · c5 black bishop · e5 black pawn · g5 black pawn · e4 white king · h4 black pawn · h3 white pawn | c7 black king · e6 white bishop · f6 black pawn · c5 black bishop · e5 black pawn · g5 black pawn · e4 white king · h4 black pawn · h3 white pawn | c7 black king · e6 white bishop · f6 black pawn · c5 black bishop · e5 black pawn · g5 black pawn · e4 white king · h4 black pawn · h3 white pawn | c7 black king · e6 white bishop · f6 black pawn · c5 black bishop · e5 black pawn · g5 black pawn · e4 white king · h4 black pawn · h3 white pawn | c7 black king · e6 white bishop · f6 black pawn · c5 black bishop · e5 black pawn · g5 black pawn · e4 white king · h4 black pawn · h3 white pawn | c7 black king · e6 white bishop · f6 black pawn · c5 black bishop · e5 black pawn · g5 black pawn · e4 white king · h4 black pawn · h3 white pawn | c7 black king · e6 white bishop · f6 black pawn · c5 black bishop · e5 black pawn · g5 black pawn · e4 white king · h4 black pawn · h3 white pawn | c7 black king · e6 white bishop · f6 black pawn · c5 black bishop · e5 black pawn · g5 black pawn · e4 white king · h4 black pawn · h3 white pawn | 5 |
| 4 | c7 black king · e6 white bishop · f6 black pawn · c5 black bishop · e5 black pawn · g5 black pawn · e4 white king · h4 black pawn · h3 white pawn | c7 black king · e6 white bishop · f6 black pawn · c5 black bishop · e5 black pawn · g5 black pawn · e4 white king · h4 black pawn · h3 white pawn | c7 black king · e6 white bishop · f6 black pawn · c5 black bishop · e5 black pawn · g5 black pawn · e4 white king · h4 black pawn · h3 white pawn | c7 black king · e6 white bishop · f6 black pawn · c5 black bishop · e5 black pawn · g5 black pawn · e4 white king · h4 black pawn · h3 white pawn | c7 black king · e6 white bishop · f6 black pawn · c5 black bishop · e5 black pawn · g5 black pawn · e4 white king · h4 black pawn · h3 white pawn | c7 black king · e6 white bishop · f6 black pawn · c5 black bishop · e5 black pawn · g5 black pawn · e4 white king · h4 black pawn · h3 white pawn | c7 black king · e6 white bishop · f6 black pawn · c5 black bishop · e5 black pawn · g5 black pawn · e4 white king · h4 black pawn · h3 white pawn | c7 black king · e6 white bishop · f6 black pawn · c5 black bishop · e5 black pawn · g5 black pawn · e4 white king · h4 black pawn · h3 white pawn | 4 |
| 3 | c7 black king · e6 white bishop · f6 black pawn · c5 black bishop · e5 black pawn · g5 black pawn · e4 white king · h4 black pawn · h3 white pawn | c7 black king · e6 white bishop · f6 black pawn · c5 black bishop · e5 black pawn · g5 black pawn · e4 white king · h4 black pawn · h3 white pawn | c7 black king · e6 white bishop · f6 black pawn · c5 black bishop · e5 black pawn · g5 black pawn · e4 white king · h4 black pawn · h3 white pawn | c7 black king · e6 white bishop · f6 black pawn · c5 black bishop · e5 black pawn · g5 black pawn · e4 white king · h4 black pawn · h3 white pawn | c7 black king · e6 white bishop · f6 black pawn · c5 black bishop · e5 black pawn · g5 black pawn · e4 white king · h4 black pawn · h3 white pawn | c7 black king · e6 white bishop · f6 black pawn · c5 black bishop · e5 black pawn · g5 black pawn · e4 white king · h4 black pawn · h3 white pawn | c7 black king · e6 white bishop · f6 black pawn · c5 black bishop · e5 black pawn · g5 black pawn · e4 white king · h4 black pawn · h3 white pawn | c7 black king · e6 white bishop · f6 black pawn · c5 black bishop · e5 black pawn · g5 black pawn · e4 white king · h4 black pawn · h3 white pawn | 3 |
| 2 | c7 black king · e6 white bishop · f6 black pawn · c5 black bishop · e5 black pawn · g5 black pawn · e4 white king · h4 black pawn · h3 white pawn | c7 black king · e6 white bishop · f6 black pawn · c5 black bishop · e5 black pawn · g5 black pawn · e4 white king · h4 black pawn · h3 white pawn | c7 black king · e6 white bishop · f6 black pawn · c5 black bishop · e5 black pawn · g5 black pawn · e4 white king · h4 black pawn · h3 white pawn | c7 black king · e6 white bishop · f6 black pawn · c5 black bishop · e5 black pawn · g5 black pawn · e4 white king · h4 black pawn · h3 white pawn | c7 black king · e6 white bishop · f6 black pawn · c5 black bishop · e5 black pawn · g5 black pawn · e4 white king · h4 black pawn · h3 white pawn | c7 black king · e6 white bishop · f6 black pawn · c5 black bishop · e5 black pawn · g5 black pawn · e4 white king · h4 black pawn · h3 white pawn | c7 black king · e6 white bishop · f6 black pawn · c5 black bishop · e5 black pawn · g5 black pawn · e4 white king · h4 black pawn · h3 white pawn | c7 black king · e6 white bishop · f6 black pawn · c5 black bishop · e5 black pawn · g5 black pawn · e4 white king · h4 black pawn · h3 white pawn | 2 |
| 1 | c7 black king · e6 white bishop · f6 black pawn · c5 black bishop · e5 black pawn · g5 black pawn · e4 white king · h4 black pawn · h3 white pawn | c7 black king · e6 white bishop · f6 black pawn · c5 black bishop · e5 black pawn · g5 black pawn · e4 white king · h4 black pawn · h3 white pawn | c7 black king · e6 white bishop · f6 black pawn · c5 black bishop · e5 black pawn · g5 black pawn · e4 white king · h4 black pawn · h3 white pawn | c7 black king · e6 white bishop · f6 black pawn · c5 black bishop · e5 black pawn · g5 black pawn · e4 white king · h4 black pawn · h3 white pawn | c7 black king · e6 white bishop · f6 black pawn · c5 black bishop · e5 black pawn · g5 black pawn · e4 white king · h4 black pawn · h3 white pawn | c7 black king · e6 white bishop · f6 black pawn · c5 black bishop · e5 black pawn · g5 black pawn · e4 white king · h4 black pawn · h3 white pawn | c7 black king · e6 white bishop · f6 black pawn · c5 black bishop · e5 black pawn · g5 black pawn · e4 white king · h4 black pawn · h3 white pawn | c7 black king · e6 white bishop · f6 black pawn · c5 black bishop · e5 black pawn · g5 black pawn · e4 white king · h4 black pawn · h3 white pawn | 1 |
|   | a | b | c | d | e | f | g | h |   |

Trường hợp có nhiều Tốt, hòa là có thể xảy ra. Hình bên là một ví dụ về một pháo đài giúp Trắng gỡ hòa cờ với tàn cuộc hai Tượng khác màu và họ kém hơn ba Tốt. Trắng chỉ cần đơn giản giữ Tượng ở đường chéo h3 - c8 (Dvoretsky 2006:92). Với thế cờ mà một bên hơn ba Tốt, 90% số ván đấu kết thúc với chiến thắng cho bên đó (Emms 2004:98).

## Ví dụ từ những ván đấu ở đẳng cấp cao

### Berger - Kotlerman
|   | a                                                                                                 | b                                                                                                 | c                                                                                                 | d                                                                                                 | e                                                                                                 | f                                                                                                 | g                                                                                                 | h                                                                                                 |   |
| 8 | f5 white bishop · b4 black pawn · f4 black bishop · c3 black king · e3 black pawn · f1 white king | f5 white bishop · b4 black pawn · f4 black bishop · c3 black king · e3 black pawn · f1 white king | f5 white bishop · b4 black pawn · f4 black bishop · c3 black king · e3 black pawn · f1 white king | f5 white bishop · b4 black pawn · f4 black bishop · c3 black king · e3 black pawn · f1 white king | f5 white bishop · b4 black pawn · f4 black bishop · c3 black king · e3 black pawn · f1 white king | f5 white bishop · b4 black pawn · f4 black bishop · c3 black king · e3 black pawn · f1 white king | f5 white bishop · b4 black pawn · f4 black bishop · c3 black king · e3 black pawn · f1 white king | f5 white bishop · b4 black pawn · f4 black bishop · c3 black king · e3 black pawn · f1 white king | 8 |
| 7 | f5 white bishop · b4 black pawn · f4 black bishop · c3 black king · e3 black pawn · f1 white king | f5 white bishop · b4 black pawn · f4 black bishop · c3 black king · e3 black pawn · f1 white king | f5 white bishop · b4 black pawn · f4 black bishop · c3 black king · e3 black pawn · f1 white king | f5 white bishop · b4 black pawn · f4 black bishop · c3 black king · e3 black pawn · f1 white king | f5 white bishop · b4 black pawn · f4 black bishop · c3 black king · e3 black pawn · f1 white king | f5 white bishop · b4 black pawn · f4 black bishop · c3 black king · e3 black pawn · f1 white king | f5 white bishop · b4 black pawn · f4 black bishop · c3 black king · e3 black pawn · f1 white king | f5 white bishop · b4 black pawn · f4 black bishop · c3 black king · e3 black pawn · f1 white king | 7 |
| 6 | f5 white bishop · b4 black pawn · f4 black bishop · c3 black king · e3 black pawn · f1 white king | f5 white bishop · b4 black pawn · f4 black bishop · c3 black king · e3 black pawn · f1 white king | f5 white bishop · b4 black pawn · f4 black bishop · c3 black king · e3 black pawn · f1 white king | f5 white bishop · b4 black pawn · f4 black bishop · c3 black king · e3 black pawn · f1 white king | f5 white bishop · b4 black pawn · f4 black bishop · c3 black king · e3 black pawn · f1 white king | f5 white bishop · b4 black pawn · f4 black bishop · c3 black king · e3 black pawn · f1 white king | f5 white bishop · b4 black pawn · f4 black bishop · c3 black king · e3 black pawn · f1 white king | f5 white bishop · b4 black pawn · f4 black bishop · c3 black king · e3 black pawn · f1 white king | 6 |
| 5 | f5 white bishop · b4 black pawn · f4 black bishop · c3 black king · e3 black pawn · f1 white king | f5 white bishop · b4 black pawn · f4 black bishop · c3 black king · e3 black pawn · f1 white king | f5 white bishop · b4 black pawn · f4 black bishop · c3 black king · e3 black pawn · f1 white king | f5 white bishop · b4 black pawn · f4 black bishop · c3 black king · e3 black pawn · f1 white king | f5 white bishop · b4 black pawn · f4 black bishop · c3 black king · e3 black pawn · f1 white king | f5 white bishop · b4 black pawn · f4 black bishop · c3 black king · e3 black pawn · f1 white king | f5 white bishop · b4 black pawn · f4 black bishop · c3 black king · e3 black pawn · f1 white king | f5 white bishop · b4 black pawn · f4 black bishop · c3 black king · e3 black pawn · f1 white king | 5 |
| 4 | f5 white bishop · b4 black pawn · f4 black bishop · c3 black king · e3 black pawn · f1 white king | f5 white bishop · b4 black pawn · f4 black bishop · c3 black king · e3 black pawn · f1 white king | f5 white bishop · b4 black pawn · f4 black bishop · c3 black king · e3 black pawn · f1 white king | f5 white bishop · b4 black pawn · f4 black bishop · c3 black king · e3 black pawn · f1 white king | f5 white bishop · b4 black pawn · f4 black bishop · c3 black king · e3 black pawn · f1 white king | f5 white bishop · b4 black pawn · f4 black bishop · c3 black king · e3 black pawn · f1 white king | f5 white bishop · b4 black pawn · f4 black bishop · c3 black king · e3 black pawn · f1 white king | f5 white bishop · b4 black pawn · f4 black bishop · c3 black king · e3 black pawn · f1 white king | 4 |
| 3 | f5 white bishop · b4 black pawn · f4 black bishop · c3 black king · e3 black pawn · f1 white king | f5 white bishop · b4 black pawn · f4 black bishop · c3 black king · e3 black pawn · f1 white king | f5 white bishop · b4 black pawn · f4 black bishop · c3 black king · e3 black pawn · f1 white king | f5 white bishop · b4 black pawn · f4 black bishop · c3 black king · e3 black pawn · f1 white king | f5 white bishop · b4 black pawn · f4 black bishop · c3 black king · e3 black pawn · f1 white king | f5 white bishop · b4 black pawn · f4 black bishop · c3 black king · e3 black pawn · f1 white king | f5 white bishop · b4 black pawn · f4 black bishop · c3 black king · e3 black pawn · f1 white king | f5 white bishop · b4 black pawn · f4 black bishop · c3 black king · e3 black pawn · f1 white king | 3 |
| 2 | f5 white bishop · b4 black pawn · f4 black bishop · c3 black king · e3 black pawn · f1 white king | f5 white bishop · b4 black pawn · f4 black bishop · c3 black king · e3 black pawn · f1 white king | f5 white bishop · b4 black pawn · f4 black bishop · c3 black king · e3 black pawn · f1 white king | f5 white bishop · b4 black pawn · f4 black bishop · c3 black king · e3 black pawn · f1 white king | f5 white bishop · b4 black pawn · f4 black bishop · c3 black king · e3 black pawn · f1 white king | f5 white bishop · b4 black pawn · f4 black bishop · c3 black king · e3 black pawn · f1 white king | f5 white bishop · b4 black pawn · f4 black bishop · c3 black king · e3 black pawn · f1 white king | f5 white bishop · b4 black pawn · f4 black bishop · c3 black king · e3 black pawn · f1 white king | 2 |
| 1 | f5 white bishop · b4 black pawn · f4 black bishop · c3 black king · e3 black pawn · f1 white king | f5 white bishop · b4 black pawn · f4 black bishop · c3 black king · e3 black pawn · f1 white king | f5 white bishop · b4 black pawn · f4 black bishop · c3 black king · e3 black pawn · f1 white king | f5 white bishop · b4 black pawn · f4 black bishop · c3 black king · e3 black pawn · f1 white king | f5 white bishop · b4 black pawn · f4 black bishop · c3 black king · e3 black pawn · f1 white king | f5 white bishop · b4 black pawn · f4 black bishop · c3 black king · e3 black pawn · f1 white king | f5 white bishop · b4 black pawn · f4 black bishop · c3 black king · e3 black pawn · f1 white king | f5 white bishop · b4 black pawn · f4 black bishop · c3 black king · e3 black pawn · f1 white king | 1 |
|   | a                                                                                                 | b                                                                                                 | c                                                                                                 | d                                                                                                 | e                                                                                                 | f                                                                                                 | g                                                                                                 | h                                                                                                 |   |

Trong ván đấu Berger - Kotlerman, hai Tốt được ngăn cách bởi hai cột, nhưng kết quả là hòa (Dvoretsky 2006:95).
1. Ke2 b3
2. Kd1 Kb4
3. Bh7 Ka3
4. Bg6 Kb2
5. Bf7! Ka2
6. Be6 Ka3
7. Bf5! ½-½
Nếu 7....b2 thì Trắng sẽ 8. Bb1. Nếu Đen giữ Vua của họ gần Tốt b thì Trắng sẽ di chuyển Vua. Nếu Vua Đen tiến đến g2 cố gắng đuổi Vua Trắng đi, Trắng sẽ di chuyển Tượng.

### Piskov - Nunn
|   | a | b | c | d | e | f | g | h |   |
| 8 | a8 white rook · e8 black rook · g8 black king · a7 black pawn · d7 black bishop · g6 black pawn · c5 black pawn · d5 white pawn · f5 black queen · g5 white bishop · c4 white pawn · d4 black pawn · h4 white queen · h3 white pawn · a2 white pawn · g1 white king | a8 white rook · e8 black rook · g8 black king · a7 black pawn · d7 black bishop · g6 black pawn · c5 black pawn · d5 white pawn · f5 black queen · g5 white bishop · c4 white pawn · d4 black pawn · h4 white queen · h3 white pawn · a2 white pawn · g1 white king | a8 white rook · e8 black rook · g8 black king · a7 black pawn · d7 black bishop · g6 black pawn · c5 black pawn · d5 white pawn · f5 black queen · g5 white bishop · c4 white pawn · d4 black pawn · h4 white queen · h3 white pawn · a2 white pawn · g1 white king | a8 white rook · e8 black rook · g8 black king · a7 black pawn · d7 black bishop · g6 black pawn · c5 black pawn · d5 white pawn · f5 black queen · g5 white bishop · c4 white pawn · d4 black pawn · h4 white queen · h3 white pawn · a2 white pawn · g1 white king | a8 white rook · e8 black rook · g8 black king · a7 black pawn · d7 black bishop · g6 black pawn · c5 black pawn · d5 white pawn · f5 black queen · g5 white bishop · c4 white pawn · d4 black pawn · h4 white queen · h3 white pawn · a2 white pawn · g1 white king | a8 white rook · e8 black rook · g8 black king · a7 black pawn · d7 black bishop · g6 black pawn · c5 black pawn · d5 white pawn · f5 black queen · g5 white bishop · c4 white pawn · d4 black pawn · h4 white queen · h3 white pawn · a2 white pawn · g1 white king | a8 white rook · e8 black rook · g8 black king · a7 black pawn · d7 black bishop · g6 black pawn · c5 black pawn · d5 white pawn · f5 black queen · g5 white bishop · c4 white pawn · d4 black pawn · h4 white queen · h3 white pawn · a2 white pawn · g1 white king | a8 white rook · e8 black rook · g8 black king · a7 black pawn · d7 black bishop · g6 black pawn · c5 black pawn · d5 white pawn · f5 black queen · g5 white bishop · c4 white pawn · d4 black pawn · h4 white queen · h3 white pawn · a2 white pawn · g1 white king | 8 |
| 7 | a8 white rook · e8 black rook · g8 black king · a7 black pawn · d7 black bishop · g6 black pawn · c5 black pawn · d5 white pawn · f5 black queen · g5 white bishop · c4 white pawn · d4 black pawn · h4 white queen · h3 white pawn · a2 white pawn · g1 white king | a8 white rook · e8 black rook · g8 black king · a7 black pawn · d7 black bishop · g6 black pawn · c5 black pawn · d5 white pawn · f5 black queen · g5 white bishop · c4 white pawn · d4 black pawn · h4 white queen · h3 white pawn · a2 white pawn · g1 white king | a8 white rook · e8 black rook · g8 black king · a7 black pawn · d7 black bishop · g6 black pawn · c5 black pawn · d5 white pawn · f5 black queen · g5 white bishop · c4 white pawn · d4 black pawn · h4 white queen · h3 white pawn · a2 white pawn · g1 white king | a8 white rook · e8 black rook · g8 black king · a7 black pawn · d7 black bishop · g6 black pawn · c5 black pawn · d5 white pawn · f5 black queen · g5 white bishop · c4 white pawn · d4 black pawn · h4 white queen · h3 white pawn · a2 white pawn · g1 white king | a8 white rook · e8 black rook · g8 black king · a7 black pawn · d7 black bishop · g6 black pawn · c5 black pawn · d5 white pawn · f5 black queen · g5 white bishop · c4 white pawn · d4 black pawn · h4 white queen · h3 white pawn · a2 white pawn · g1 white king | a8 white rook · e8 black rook · g8 black king · a7 black pawn · d7 black bishop · g6 black pawn · c5 black pawn · d5 white pawn · f5 black queen · g5 white bishop · c4 white pawn · d4 black pawn · h4 white queen · h3 white pawn · a2 white pawn · g1 white king | a8 white rook · e8 black rook · g8 black king · a7 black pawn · d7 black bishop · g6 black pawn · c5 black pawn · d5 white pawn · f5 black queen · g5 white bishop · c4 white pawn · d4 black pawn · h4 white queen · h3 white pawn · a2 white pawn · g1 white king | a8 white rook · e8 black rook · g8 black king · a7 black pawn · d7 black bishop · g6 black pawn · c5 black pawn · d5 white pawn · f5 black queen · g5 white bishop · c4 white pawn · d4 black pawn · h4 white queen · h3 white pawn · a2 white pawn · g1 white king | 7 |
| 6 | a8 white rook · e8 black rook · g8 black king · a7 black pawn · d7 black bishop · g6 black pawn · c5 black pawn · d5 white pawn · f5 black queen · g5 white bishop · c4 white pawn · d4 black pawn · h4 white queen · h3 white pawn · a2 white pawn · g1 white king | a8 white rook · e8 black rook · g8 black king · a7 black pawn · d7 black bishop · g6 black pawn · c5 black pawn · d5 white pawn · f5 black queen · g5 white bishop · c4 white pawn · d4 black pawn · h4 white queen · h3 white pawn · a2 white pawn · g1 white king | a8 white rook · e8 black rook · g8 black king · a7 black pawn · d7 black bishop · g6 black pawn · c5 black pawn · d5 white pawn · f5 black queen · g5 white bishop · c4 white pawn · d4 black pawn · h4 white queen · h3 white pawn · a2 white pawn · g1 white king | a8 white rook · e8 black rook · g8 black king · a7 black pawn · d7 black bishop · g6 black pawn · c5 black pawn · d5 white pawn · f5 black queen · g5 white bishop · c4 white pawn · d4 black pawn · h4 white queen · h3 white pawn · a2 white pawn · g1 white king | a8 white rook · e8 black rook · g8 black king · a7 black pawn · d7 black bishop · g6 black pawn · c5 black pawn · d5 white pawn · f5 black queen · g5 white bishop · c4 white pawn · d4 black pawn · h4 white queen · h3 white pawn · a2 white pawn · g1 white king | a8 white rook · e8 black rook · g8 black king · a7 black pawn · d7 black bishop · g6 black pawn · c5 black pawn · d5 white pawn · f5 black queen · g5 white bishop · c4 white pawn · d4 black pawn · h4 white queen · h3 white pawn · a2 white pawn · g1 white king | a8 white rook · e8 black rook · g8 black king · a7 black pawn · d7 black bishop · g6 black pawn · c5 black pawn · d5 white pawn · f5 black queen · g5 white bishop · c4 white pawn · d4 black pawn · h4 white queen · h3 white pawn · a2 white pawn · g1 white king | a8 white rook · e8 black rook · g8 black king · a7 black pawn · d7 black bishop · g6 black pawn · c5 black pawn · d5 white pawn · f5 black queen · g5 white bishop · c4 white pawn · d4 black pawn · h4 white queen · h3 white pawn · a2 white pawn · g1 white king | 6 |
| 5 | a8 white rook · e8 black rook · g8 black king · a7 black pawn · d7 black bishop · g6 black pawn · c5 black pawn · d5 white pawn · f5 black queen · g5 white bishop · c4 white pawn · d4 black pawn · h4 white queen · h3 white pawn · a2 white pawn · g1 white king | a8 white rook · e8 black rook · g8 black king · a7 black pawn · d7 black bishop · g6 black pawn · c5 black pawn · d5 white pawn · f5 black queen · g5 white bishop · c4 white pawn · d4 black pawn · h4 white queen · h3 white pawn · a2 white pawn · g1 white king | a8 white rook · e8 black rook · g8 black king · a7 black pawn · d7 black bishop · g6 black pawn · c5 black pawn · d5 white pawn · f5 black queen · g5 white bishop · c4 white pawn · d4 black pawn · h4 white queen · h3 white pawn · a2 white pawn · g1 white king | a8 white rook · e8 black rook · g8 black king · a7 black pawn · d7 black bishop · g6 black pawn · c5 black pawn · d5 white pawn · f5 black queen · g5 white bishop · c4 white pawn · d4 black pawn · h4 white queen · h3 white pawn · a2 white pawn · g1 white king | a8 white rook · e8 black rook · g8 black king · a7 black pawn · d7 black bishop · g6 black pawn · c5 black pawn · d5 white pawn · f5 black queen · g5 white bishop · c4 white pawn · d4 black pawn · h4 white queen · h3 white pawn · a2 white pawn · g1 white king | a8 white rook · e8 black rook · g8 black king · a7 black pawn · d7 black bishop · g6 black pawn · c5 black pawn · d5 white pawn · f5 black queen · g5 white bishop · c4 white pawn · d4 black pawn · h4 white queen · h3 white pawn · a2 white pawn · g1 white king | a8 white rook · e8 black rook · g8 black king · a7 black pawn · d7 black bishop · g6 black pawn · c5 black pawn · d5 white pawn · f5 black queen · g5 white bishop · c4 white pawn · d4 black pawn · h4 white queen · h3 white pawn · a2 white pawn · g1 white king | a8 white rook · e8 black rook · g8 black king · a7 black pawn · d7 black bishop · g6 black pawn · c5 black pawn · d5 white pawn · f5 black queen · g5 white bishop · c4 white pawn · d4 black pawn · h4 white queen · h3 white pawn · a2 white pawn · g1 white king | 5 |
| 4 | a8 white rook · e8 black rook · g8 black king · a7 black pawn · d7 black bishop · g6 black pawn · c5 black pawn · d5 white pawn · f5 black queen · g5 white bishop · c4 white pawn · d4 black pawn · h4 white queen · h3 white pawn · a2 white pawn · g1 white king | a8 white rook · e8 black rook · g8 black king · a7 black pawn · d7 black bishop · g6 black pawn · c5 black pawn · d5 white pawn · f5 black queen · g5 white bishop · c4 white pawn · d4 black pawn · h4 white queen · h3 white pawn · a2 white pawn · g1 white king | a8 white rook · e8 black rook · g8 black king · a7 black pawn · d7 black bishop · g6 black pawn · c5 black pawn · d5 white pawn · f5 black queen · g5 white bishop · c4 white pawn · d4 black pawn · h4 white queen · h3 white pawn · a2 white pawn · g1 white king | a8 white rook · e8 black rook · g8 black king · a7 black pawn · d7 black bishop · g6 black pawn · c5 black pawn · d5 white pawn · f5 black queen · g5 white bishop · c4 white pawn · d4 black pawn · h4 white queen · h3 white pawn · a2 white pawn · g1 white king | a8 white rook · e8 black rook · g8 black king · a7 black pawn · d7 black bishop · g6 black pawn · c5 black pawn · d5 white pawn · f5 black queen · g5 white bishop · c4 white pawn · d4 black pawn · h4 white queen · h3 white pawn · a2 white pawn · g1 white king | a8 white rook · e8 black rook · g8 black king · a7 black pawn · d7 black bishop · g6 black pawn · c5 black pawn · d5 white pawn · f5 black queen · g5 white bishop · c4 white pawn · d4 black pawn · h4 white queen · h3 white pawn · a2 white pawn · g1 white king | a8 white rook · e8 black rook · g8 black king · a7 black pawn · d7 black bishop · g6 black pawn · c5 black pawn · d5 white pawn · f5 black queen · g5 white bishop · c4 white pawn · d4 black pawn · h4 white queen · h3 white pawn · a2 white pawn · g1 white king | a8 white rook · e8 black rook · g8 black king · a7 black pawn · d7 black bishop · g6 black pawn · c5 black pawn · d5 white pawn · f5 black queen · g5 white bishop · c4 white pawn · d4 black pawn · h4 white queen · h3 white pawn · a2 white pawn · g1 white king | 4 |
| 3 | a8 white rook · e8 black rook · g8 black king · a7 black pawn · d7 black bishop · g6 black pawn · c5 black pawn · d5 white pawn · f5 black queen · g5 white bishop · c4 white pawn · d4 black pawn · h4 white queen · h3 white pawn · a2 white pawn · g1 white king | a8 white rook · e8 black rook · g8 black king · a7 black pawn · d7 black bishop · g6 black pawn · c5 black pawn · d5 white pawn · f5 black queen · g5 white bishop · c4 white pawn · d4 black pawn · h4 white queen · h3 white pawn · a2 white pawn · g1 white king | a8 white rook · e8 black rook · g8 black king · a7 black pawn · d7 black bishop · g6 black pawn · c5 black pawn · d5 white pawn · f5 black queen · g5 white bishop · c4 white pawn · d4 black pawn · h4 white queen · h3 white pawn · a2 white pawn · g1 white king | a8 white rook · e8 black rook · g8 black king · a7 black pawn · d7 black bishop · g6 black pawn · c5 black pawn · d5 white pawn · f5 black queen · g5 white bishop · c4 white pawn · d4 black pawn · h4 white queen · h3 white pawn · a2 white pawn · g1 white king | a8 white rook · e8 black rook · g8 black king · a7 black pawn · d7 black bishop · g6 black pawn · c5 black pawn · d5 white pawn · f5 black queen · g5 white bishop · c4 white pawn · d4 black pawn · h4 white queen · h3 white pawn · a2 white pawn · g1 white king | a8 white rook · e8 black rook · g8 black king · a7 black pawn · d7 black bishop · g6 black pawn · c5 black pawn · d5 white pawn · f5 black queen · g5 white bishop · c4 white pawn · d4 black pawn · h4 white queen · h3 white pawn · a2 white pawn · g1 white king | a8 white rook · e8 black rook · g8 black king · a7 black pawn · d7 black bishop · g6 black pawn · c5 black pawn · d5 white pawn · f5 black queen · g5 white bishop · c4 white pawn · d4 black pawn · h4 white queen · h3 white pawn · a2 white pawn · g1 white king | a8 white rook · e8 black rook · g8 black king · a7 black pawn · d7 black bishop · g6 black pawn · c5 black pawn · d5 white pawn · f5 black queen · g5 white bishop · c4 white pawn · d4 black pawn · h4 white queen · h3 white pawn · a2 white pawn · g1 white king | 3 |
| 2 | a8 white rook · e8 black rook · g8 black king · a7 black pawn · d7 black bishop · g6 black pawn · c5 black pawn · d5 white pawn · f5 black queen · g5 white bishop · c4 white pawn · d4 black pawn · h4 white queen · h3 white pawn · a2 white pawn · g1 white king | a8 white rook · e8 black rook · g8 black king · a7 black pawn · d7 black bishop · g6 black pawn · c5 black pawn · d5 white pawn · f5 black queen · g5 white bishop · c4 white pawn · d4 black pawn · h4 white queen · h3 white pawn · a2 white pawn · g1 white king | a8 white rook · e8 black rook · g8 black king · a7 black pawn · d7 black bishop · g6 black pawn · c5 black pawn · d5 white pawn · f5 black queen · g5 white bishop · c4 white pawn · d4 black pawn · h4 white queen · h3 white pawn · a2 white pawn · g1 white king | a8 white rook · e8 black rook · g8 black king · a7 black pawn · d7 black bishop · g6 black pawn · c5 black pawn · d5 white pawn · f5 black queen · g5 white bishop · c4 white pawn · d4 black pawn · h4 white queen · h3 white pawn · a2 white pawn · g1 white king | a8 white rook · e8 black rook · g8 black king · a7 black pawn · d7 black bishop · g6 black pawn · c5 black pawn · d5 white pawn · f5 black queen · g5 white bishop · c4 white pawn · d4 black pawn · h4 white queen · h3 white pawn · a2 white pawn · g1 white king | a8 white rook · e8 black rook · g8 black king · a7 black pawn · d7 black bishop · g6 black pawn · c5 black pawn · d5 white pawn · f5 black queen · g5 white bishop · c4 white pawn · d4 black pawn · h4 white queen · h3 white pawn · a2 white pawn · g1 white king | a8 white rook · e8 black rook · g8 black king · a7 black pawn · d7 black bishop · g6 black pawn · c5 black pawn · d5 white pawn · f5 black queen · g5 white bishop · c4 white pawn · d4 black pawn · h4 white queen · h3 white pawn · a2 white pawn · g1 white king | a8 white rook · e8 black rook · g8 black king · a7 black pawn · d7 black bishop · g6 black pawn · c5 black pawn · d5 white pawn · f5 black queen · g5 white bishop · c4 white pawn · d4 black pawn · h4 white queen · h3 white pawn · a2 white pawn · g1 white king | 2 |
| 1 | a8 white rook · e8 black rook · g8 black king · a7 black pawn · d7 black bishop · g6 black pawn · c5 black pawn · d5 white pawn · f5 black queen · g5 white bishop · c4 white pawn · d4 black pawn · h4 white queen · h3 white pawn · a2 white pawn · g1 white king | a8 white rook · e8 black rook · g8 black king · a7 black pawn · d7 black bishop · g6 black pawn · c5 black pawn · d5 white pawn · f5 black queen · g5 white bishop · c4 white pawn · d4 black pawn · h4 white queen · h3 white pawn · a2 white pawn · g1 white king | a8 white rook · e8 black rook · g8 black king · a7 black pawn · d7 black bishop · g6 black pawn · c5 black pawn · d5 white pawn · f5 black queen · g5 white bishop · c4 white pawn · d4 black pawn · h4 white queen · h3 white pawn · a2 white pawn · g1 white king | a8 white rook · e8 black rook · g8 black king · a7 black pawn · d7 black bishop · g6 black pawn · c5 black pawn · d5 white pawn · f5 black queen · g5 white bishop · c4 white pawn · d4 black pawn · h4 white queen · h3 white pawn · a2 white pawn · g1 white king | a8 white rook · e8 black rook · g8 black king · a7 black pawn · d7 black bishop · g6 black pawn · c5 black pawn · d5 white pawn · f5 black queen · g5 white bishop · c4 white pawn · d4 black pawn · h4 white queen · h3 white pawn · a2 white pawn · g1 white king | a8 white rook · e8 black rook · g8 black king · a7 black pawn · d7 black bishop · g6 black pawn · c5 black pawn · d5 white pawn · f5 black queen · g5 white bishop · c4 white pawn · d4 black pawn · h4 white queen · h3 white pawn · a2 white pawn · g1 white king | a8 white rook · e8 black rook · g8 black king · a7 black pawn · d7 black bishop · g6 black pawn · c5 black pawn · d5 white pawn · f5 black queen · g5 white bishop · c4 white pawn · d4 black pawn · h4 white queen · h3 white pawn · a2 white pawn · g1 white king | a8 white rook · e8 black rook · g8 black king · a7 black pawn · d7 black bishop · g6 black pawn · c5 black pawn · d5 white pawn · f5 black queen · g5 white bishop · c4 white pawn · d4 black pawn · h4 white queen · h3 white pawn · a2 white pawn · g1 white king | 1 |
|   | a | b | c | d | e | f | g | h |   |

Trong ván đấu này Ở vào thế yếu hơn, nhưng Đen đã đổi Hậu và Xe, từ bỏ hai Tốt, và đạt đến một thế cờ tàn hòa:
37. Bf6 Qh5!
38. Qxh5 gxh5
39. Rxe8+ Bxe8
40. Be7 Bg6
41. Bxc5 Kf7!
42. Bxd4 a6
43. a3 Bd3
44. c5 Bc5
45. d6 Ke6
46. Kf2 Kd7
|   | a | b | c | d | e | f | g | h |   |
| 8 | d7 black king · a6 black pawn · d6 white pawn · c5 white pawn · h5 black pawn · c4 black bishop · d4 white bishop · a3 white pawn · h3 white pawn · f2 white king | d7 black king · a6 black pawn · d6 white pawn · c5 white pawn · h5 black pawn · c4 black bishop · d4 white bishop · a3 white pawn · h3 white pawn · f2 white king | d7 black king · a6 black pawn · d6 white pawn · c5 white pawn · h5 black pawn · c4 black bishop · d4 white bishop · a3 white pawn · h3 white pawn · f2 white king | d7 black king · a6 black pawn · d6 white pawn · c5 white pawn · h5 black pawn · c4 black bishop · d4 white bishop · a3 white pawn · h3 white pawn · f2 white king | d7 black king · a6 black pawn · d6 white pawn · c5 white pawn · h5 black pawn · c4 black bishop · d4 white bishop · a3 white pawn · h3 white pawn · f2 white king | d7 black king · a6 black pawn · d6 white pawn · c5 white pawn · h5 black pawn · c4 black bishop · d4 white bishop · a3 white pawn · h3 white pawn · f2 white king | d7 black king · a6 black pawn · d6 white pawn · c5 white pawn · h5 black pawn · c4 black bishop · d4 white bishop · a3 white pawn · h3 white pawn · f2 white king | d7 black king · a6 black pawn · d6 white pawn · c5 white pawn · h5 black pawn · c4 black bishop · d4 white bishop · a3 white pawn · h3 white pawn · f2 white king | 8 |
| 7 | d7 black king · a6 black pawn · d6 white pawn · c5 white pawn · h5 black pawn · c4 black bishop · d4 white bishop · a3 white pawn · h3 white pawn · f2 white king | d7 black king · a6 black pawn · d6 white pawn · c5 white pawn · h5 black pawn · c4 black bishop · d4 white bishop · a3 white pawn · h3 white pawn · f2 white king | d7 black king · a6 black pawn · d6 white pawn · c5 white pawn · h5 black pawn · c4 black bishop · d4 white bishop · a3 white pawn · h3 white pawn · f2 white king | d7 black king · a6 black pawn · d6 white pawn · c5 white pawn · h5 black pawn · c4 black bishop · d4 white bishop · a3 white pawn · h3 white pawn · f2 white king | d7 black king · a6 black pawn · d6 white pawn · c5 white pawn · h5 black pawn · c4 black bishop · d4 white bishop · a3 white pawn · h3 white pawn · f2 white king | d7 black king · a6 black pawn · d6 white pawn · c5 white pawn · h5 black pawn · c4 black bishop · d4 white bishop · a3 white pawn · h3 white pawn · f2 white king | d7 black king · a6 black pawn · d6 white pawn · c5 white pawn · h5 black pawn · c4 black bishop · d4 white bishop · a3 white pawn · h3 white pawn · f2 white king | d7 black king · a6 black pawn · d6 white pawn · c5 white pawn · h5 black pawn · c4 black bishop · d4 white bishop · a3 white pawn · h3 white pawn · f2 white king | 7 |
| 6 | d7 black king · a6 black pawn · d6 white pawn · c5 white pawn · h5 black pawn · c4 black bishop · d4 white bishop · a3 white pawn · h3 white pawn · f2 white king | d7 black king · a6 black pawn · d6 white pawn · c5 white pawn · h5 black pawn · c4 black bishop · d4 white bishop · a3 white pawn · h3 white pawn · f2 white king | d7 black king · a6 black pawn · d6 white pawn · c5 white pawn · h5 black pawn · c4 black bishop · d4 white bishop · a3 white pawn · h3 white pawn · f2 white king | d7 black king · a6 black pawn · d6 white pawn · c5 white pawn · h5 black pawn · c4 black bishop · d4 white bishop · a3 white pawn · h3 white pawn · f2 white king | d7 black king · a6 black pawn · d6 white pawn · c5 white pawn · h5 black pawn · c4 black bishop · d4 white bishop · a3 white pawn · h3 white pawn · f2 white king | d7 black king · a6 black pawn · d6 white pawn · c5 white pawn · h5 black pawn · c4 black bishop · d4 white bishop · a3 white pawn · h3 white pawn · f2 white king | d7 black king · a6 black pawn · d6 white pawn · c5 white pawn · h5 black pawn · c4 black bishop · d4 white bishop · a3 white pawn · h3 white pawn · f2 white king | d7 black king · a6 black pawn · d6 white pawn · c5 white pawn · h5 black pawn · c4 black bishop · d4 white bishop · a3 white pawn · h3 white pawn · f2 white king | 6 |
| 5 | d7 black king · a6 black pawn · d6 white pawn · c5 white pawn · h5 black pawn · c4 black bishop · d4 white bishop · a3 white pawn · h3 white pawn · f2 white king | d7 black king · a6 black pawn · d6 white pawn · c5 white pawn · h5 black pawn · c4 black bishop · d4 white bishop · a3 white pawn · h3 white pawn · f2 white king | d7 black king · a6 black pawn · d6 white pawn · c5 white pawn · h5 black pawn · c4 black bishop · d4 white bishop · a3 white pawn · h3 white pawn · f2 white king | d7 black king · a6 black pawn · d6 white pawn · c5 white pawn · h5 black pawn · c4 black bishop · d4 white bishop · a3 white pawn · h3 white pawn · f2 white king | d7 black king · a6 black pawn · d6 white pawn · c5 white pawn · h5 black pawn · c4 black bishop · d4 white bishop · a3 white pawn · h3 white pawn · f2 white king | d7 black king · a6 black pawn · d6 white pawn · c5 white pawn · h5 black pawn · c4 black bishop · d4 white bishop · a3 white pawn · h3 white pawn · f2 white king | d7 black king · a6 black pawn · d6 white pawn · c5 white pawn · h5 black pawn · c4 black bishop · d4 white bishop · a3 white pawn · h3 white pawn · f2 white king | d7 black king · a6 black pawn · d6 white pawn · c5 white pawn · h5 black pawn · c4 black bishop · d4 white bishop · a3 white pawn · h3 white pawn · f2 white king | 5 |
| 4 | d7 black king · a6 black pawn · d6 white pawn · c5 white pawn · h5 black pawn · c4 black bishop · d4 white bishop · a3 white pawn · h3 white pawn · f2 white king | d7 black king · a6 black pawn · d6 white pawn · c5 white pawn · h5 black pawn · c4 black bishop · d4 white bishop · a3 white pawn · h3 white pawn · f2 white king | d7 black king · a6 black pawn · d6 white pawn · c5 white pawn · h5 black pawn · c4 black bishop · d4 white bishop · a3 white pawn · h3 white pawn · f2 white king | d7 black king · a6 black pawn · d6 white pawn · c5 white pawn · h5 black pawn · c4 black bishop · d4 white bishop · a3 white pawn · h3 white pawn · f2 white king | d7 black king · a6 black pawn · d6 white pawn · c5 white pawn · h5 black pawn · c4 black bishop · d4 white bishop · a3 white pawn · h3 white pawn · f2 white king | d7 black king · a6 black pawn · d6 white pawn · c5 white pawn · h5 black pawn · c4 black bishop · d4 white bishop · a3 white pawn · h3 white pawn · f2 white king | d7 black king · a6 black pawn · d6 white pawn · c5 white pawn · h5 black pawn · c4 black bishop · d4 white bishop · a3 white pawn · h3 white pawn · f2 white king | d7 black king · a6 black pawn · d6 white pawn · c5 white pawn · h5 black pawn · c4 black bishop · d4 white bishop · a3 white pawn · h3 white pawn · f2 white king | 4 |
| 3 | d7 black king · a6 black pawn · d6 white pawn · c5 white pawn · h5 black pawn · c4 black bishop · d4 white bishop · a3 white pawn · h3 white pawn · f2 white king | d7 black king · a6 black pawn · d6 white pawn · c5 white pawn · h5 black pawn · c4 black bishop · d4 white bishop · a3 white pawn · h3 white pawn · f2 white king | d7 black king · a6 black pawn · d6 white pawn · c5 white pawn · h5 black pawn · c4 black bishop · d4 white bishop · a3 white pawn · h3 white pawn · f2 white king | d7 black king · a6 black pawn · d6 white pawn · c5 white pawn · h5 black pawn · c4 black bishop · d4 white bishop · a3 white pawn · h3 white pawn · f2 white king | d7 black king · a6 black pawn · d6 white pawn · c5 white pawn · h5 black pawn · c4 black bishop · d4 white bishop · a3 white pawn · h3 white pawn · f2 white king | d7 black king · a6 black pawn · d6 white pawn · c5 white pawn · h5 black pawn · c4 black bishop · d4 white bishop · a3 white pawn · h3 white pawn · f2 white king | d7 black king · a6 black pawn · d6 white pawn · c5 white pawn · h5 black pawn · c4 black bishop · d4 white bishop · a3 white pawn · h3 white pawn · f2 white king | d7 black king · a6 black pawn · d6 white pawn · c5 white pawn · h5 black pawn · c4 black bishop · d4 white bishop · a3 white pawn · h3 white pawn · f2 white king | 3 |
| 2 | d7 black king · a6 black pawn · d6 white pawn · c5 white pawn · h5 black pawn · c4 black bishop · d4 white bishop · a3 white pawn · h3 white pawn · f2 white king | d7 black king · a6 black pawn · d6 white pawn · c5 white pawn · h5 black pawn · c4 black bishop · d4 white bishop · a3 white pawn · h3 white pawn · f2 white king | d7 black king · a6 black pawn · d6 white pawn · c5 white pawn · h5 black pawn · c4 black bishop · d4 white bishop · a3 white pawn · h3 white pawn · f2 white king | d7 black king · a6 black pawn · d6 white pawn · c5 white pawn · h5 black pawn · c4 black bishop · d4 white bishop · a3 white pawn · h3 white pawn · f2 white king | d7 black king · a6 black pawn · d6 white pawn · c5 white pawn · h5 black pawn · c4 black bishop · d4 white bishop · a3 white pawn · h3 white pawn · f2 white king | d7 black king · a6 black pawn · d6 white pawn · c5 white pawn · h5 black pawn · c4 black bishop · d4 white bishop · a3 white pawn · h3 white pawn · f2 white king | d7 black king · a6 black pawn · d6 white pawn · c5 white pawn · h5 black pawn · c4 black bishop · d4 white bishop · a3 white pawn · h3 white pawn · f2 white king | d7 black king · a6 black pawn · d6 white pawn · c5 white pawn · h5 black pawn · c4 black bishop · d4 white bishop · a3 white pawn · h3 white pawn · f2 white king | 2 |
| 1 | d7 black king · a6 black pawn · d6 white pawn · c5 white pawn · h5 black pawn · c4 black bishop · d4 white bishop · a3 white pawn · h3 white pawn · f2 white king | d7 black king · a6 black pawn · d6 white pawn · c5 white pawn · h5 black pawn · c4 black bishop · d4 white bishop · a3 white pawn · h3 white pawn · f2 white king | d7 black king · a6 black pawn · d6 white pawn · c5 white pawn · h5 black pawn · c4 black bishop · d4 white bishop · a3 white pawn · h3 white pawn · f2 white king | d7 black king · a6 black pawn · d6 white pawn · c5 white pawn · h5 black pawn · c4 black bishop · d4 white bishop · a3 white pawn · h3 white pawn · f2 white king | d7 black king · a6 black pawn · d6 white pawn · c5 white pawn · h5 black pawn · c4 black bishop · d4 white bishop · a3 white pawn · h3 white pawn · f2 white king | d7 black king · a6 black pawn · d6 white pawn · c5 white pawn · h5 black pawn · c4 black bishop · d4 white bishop · a3 white pawn · h3 white pawn · f2 white king | d7 black king · a6 black pawn · d6 white pawn · c5 white pawn · h5 black pawn · c4 black bishop · d4 white bishop · a3 white pawn · h3 white pawn · f2 white king | d7 black king · a6 black pawn · d6 white pawn · c5 white pawn · h5 black pawn · c4 black bishop · d4 white bishop · a3 white pawn · h3 white pawn · f2 white king | 1 |
|   | a | b | c | d | e | f | g | h |   |

Sự phong tỏa đã được thiết lập. Các Tốt Đen đã có thể được bảo vệ bởi Tượng và hai Tốt thông của Trắng không thể tạo ra bất kỳ sự tiến triển nào. Ván đấu đã tiếp tục với:
47. Kg3 Be6
48. h4 Kc6
49. ½-½ (Nunn 2007:145–46).

### Nunn
|   | a | b | c | d | e | f | g | h |   |
| 8 | c7 black king · c6 white pawn · e6 white king · g5 black pawn · f4 black pawn · c3 black bishop · f3 white bishop · h3 white pawn · g2 white pawn | c7 black king · c6 white pawn · e6 white king · g5 black pawn · f4 black pawn · c3 black bishop · f3 white bishop · h3 white pawn · g2 white pawn | c7 black king · c6 white pawn · e6 white king · g5 black pawn · f4 black pawn · c3 black bishop · f3 white bishop · h3 white pawn · g2 white pawn | c7 black king · c6 white pawn · e6 white king · g5 black pawn · f4 black pawn · c3 black bishop · f3 white bishop · h3 white pawn · g2 white pawn | c7 black king · c6 white pawn · e6 white king · g5 black pawn · f4 black pawn · c3 black bishop · f3 white bishop · h3 white pawn · g2 white pawn | c7 black king · c6 white pawn · e6 white king · g5 black pawn · f4 black pawn · c3 black bishop · f3 white bishop · h3 white pawn · g2 white pawn | c7 black king · c6 white pawn · e6 white king · g5 black pawn · f4 black pawn · c3 black bishop · f3 white bishop · h3 white pawn · g2 white pawn | c7 black king · c6 white pawn · e6 white king · g5 black pawn · f4 black pawn · c3 black bishop · f3 white bishop · h3 white pawn · g2 white pawn | 8 |
| 7 | c7 black king · c6 white pawn · e6 white king · g5 black pawn · f4 black pawn · c3 black bishop · f3 white bishop · h3 white pawn · g2 white pawn | c7 black king · c6 white pawn · e6 white king · g5 black pawn · f4 black pawn · c3 black bishop · f3 white bishop · h3 white pawn · g2 white pawn | c7 black king · c6 white pawn · e6 white king · g5 black pawn · f4 black pawn · c3 black bishop · f3 white bishop · h3 white pawn · g2 white pawn | c7 black king · c6 white pawn · e6 white king · g5 black pawn · f4 black pawn · c3 black bishop · f3 white bishop · h3 white pawn · g2 white pawn | c7 black king · c6 white pawn · e6 white king · g5 black pawn · f4 black pawn · c3 black bishop · f3 white bishop · h3 white pawn · g2 white pawn | c7 black king · c6 white pawn · e6 white king · g5 black pawn · f4 black pawn · c3 black bishop · f3 white bishop · h3 white pawn · g2 white pawn | c7 black king · c6 white pawn · e6 white king · g5 black pawn · f4 black pawn · c3 black bishop · f3 white bishop · h3 white pawn · g2 white pawn | c7 black king · c6 white pawn · e6 white king · g5 black pawn · f4 black pawn · c3 black bishop · f3 white bishop · h3 white pawn · g2 white pawn | 7 |
| 6 | c7 black king · c6 white pawn · e6 white king · g5 black pawn · f4 black pawn · c3 black bishop · f3 white bishop · h3 white pawn · g2 white pawn | c7 black king · c6 white pawn · e6 white king · g5 black pawn · f4 black pawn · c3 black bishop · f3 white bishop · h3 white pawn · g2 white pawn | c7 black king · c6 white pawn · e6 white king · g5 black pawn · f4 black pawn · c3 black bishop · f3 white bishop · h3 white pawn · g2 white pawn | c7 black king · c6 white pawn · e6 white king · g5 black pawn · f4 black pawn · c3 black bishop · f3 white bishop · h3 white pawn · g2 white pawn | c7 black king · c6 white pawn · e6 white king · g5 black pawn · f4 black pawn · c3 black bishop · f3 white bishop · h3 white pawn · g2 white pawn | c7 black king · c6 white pawn · e6 white king · g5 black pawn · f4 black pawn · c3 black bishop · f3 white bishop · h3 white pawn · g2 white pawn | c7 black king · c6 white pawn · e6 white king · g5 black pawn · f4 black pawn · c3 black bishop · f3 white bishop · h3 white pawn · g2 white pawn | c7 black king · c6 white pawn · e6 white king · g5 black pawn · f4 black pawn · c3 black bishop · f3 white bishop · h3 white pawn · g2 white pawn | 6 |
| 5 | c7 black king · c6 white pawn · e6 white king · g5 black pawn · f4 black pawn · c3 black bishop · f3 white bishop · h3 white pawn · g2 white pawn | c7 black king · c6 white pawn · e6 white king · g5 black pawn · f4 black pawn · c3 black bishop · f3 white bishop · h3 white pawn · g2 white pawn | c7 black king · c6 white pawn · e6 white king · g5 black pawn · f4 black pawn · c3 black bishop · f3 white bishop · h3 white pawn · g2 white pawn | c7 black king · c6 white pawn · e6 white king · g5 black pawn · f4 black pawn · c3 black bishop · f3 white bishop · h3 white pawn · g2 white pawn | c7 black king · c6 white pawn · e6 white king · g5 black pawn · f4 black pawn · c3 black bishop · f3 white bishop · h3 white pawn · g2 white pawn | c7 black king · c6 white pawn · e6 white king · g5 black pawn · f4 black pawn · c3 black bishop · f3 white bishop · h3 white pawn · g2 white pawn | c7 black king · c6 white pawn · e6 white king · g5 black pawn · f4 black pawn · c3 black bishop · f3 white bishop · h3 white pawn · g2 white pawn | c7 black king · c6 white pawn · e6 white king · g5 black pawn · f4 black pawn · c3 black bishop · f3 white bishop · h3 white pawn · g2 white pawn | 5 |
| 4 | c7 black king · c6 white pawn · e6 white king · g5 black pawn · f4 black pawn · c3 black bishop · f3 white bishop · h3 white pawn · g2 white pawn | c7 black king · c6 white pawn · e6 white king · g5 black pawn · f4 black pawn · c3 black bishop · f3 white bishop · h3 white pawn · g2 white pawn | c7 black king · c6 white pawn · e6 white king · g5 black pawn · f4 black pawn · c3 black bishop · f3 white bishop · h3 white pawn · g2 white pawn | c7 black king · c6 white pawn · e6 white king · g5 black pawn · f4 black pawn · c3 black bishop · f3 white bishop · h3 white pawn · g2 white pawn | c7 black king · c6 white pawn · e6 white king · g5 black pawn · f4 black pawn · c3 black bishop · f3 white bishop · h3 white pawn · g2 white pawn | c7 black king · c6 white pawn · e6 white king · g5 black pawn · f4 black pawn · c3 black bishop · f3 white bishop · h3 white pawn · g2 white pawn | c7 black king · c6 white pawn · e6 white king · g5 black pawn · f4 black pawn · c3 black bishop · f3 white bishop · h3 white pawn · g2 white pawn | c7 black king · c6 white pawn · e6 white king · g5 black pawn · f4 black pawn · c3 black bishop · f3 white bishop · h3 white pawn · g2 white pawn | 4 |
| 3 | c7 black king · c6 white pawn · e6 white king · g5 black pawn · f4 black pawn · c3 black bishop · f3 white bishop · h3 white pawn · g2 white pawn | c7 black king · c6 white pawn · e6 white king · g5 black pawn · f4 black pawn · c3 black bishop · f3 white bishop · h3 white pawn · g2 white pawn | c7 black king · c6 white pawn · e6 white king · g5 black pawn · f4 black pawn · c3 black bishop · f3 white bishop · h3 white pawn · g2 white pawn | c7 black king · c6 white pawn · e6 white king · g5 black pawn · f4 black pawn · c3 black bishop · f3 white bishop · h3 white pawn · g2 white pawn | c7 black king · c6 white pawn · e6 white king · g5 black pawn · f4 black pawn · c3 black bishop · f3 white bishop · h3 white pawn · g2 white pawn | c7 black king · c6 white pawn · e6 white king · g5 black pawn · f4 black pawn · c3 black bishop · f3 white bishop · h3 white pawn · g2 white pawn | c7 black king · c6 white pawn · e6 white king · g5 black pawn · f4 black pawn · c3 black bishop · f3 white bishop · h3 white pawn · g2 white pawn | c7 black king · c6 white pawn · e6 white king · g5 black pawn · f4 black pawn · c3 black bishop · f3 white bishop · h3 white pawn · g2 white pawn | 3 |
| 2 | c7 black king · c6 white pawn · e6 white king · g5 black pawn · f4 black pawn · c3 black bishop · f3 white bishop · h3 white pawn · g2 white pawn | c7 black king · c6 white pawn · e6 white king · g5 black pawn · f4 black pawn · c3 black bishop · f3 white bishop · h3 white pawn · g2 white pawn | c7 black king · c6 white pawn · e6 white king · g5 black pawn · f4 black pawn · c3 black bishop · f3 white bishop · h3 white pawn · g2 white pawn | c7 black king · c6 white pawn · e6 white king · g5 black pawn · f4 black pawn · c3 black bishop · f3 white bishop · h3 white pawn · g2 white pawn | c7 black king · c6 white pawn · e6 white king · g5 black pawn · f4 black pawn · c3 black bishop · f3 white bishop · h3 white pawn · g2 white pawn | c7 black king · c6 white pawn · e6 white king · g5 black pawn · f4 black pawn · c3 black bishop · f3 white bishop · h3 white pawn · g2 white pawn | c7 black king · c6 white pawn · e6 white king · g5 black pawn · f4 black pawn · c3 black bishop · f3 white bishop · h3 white pawn · g2 white pawn | c7 black king · c6 white pawn · e6 white king · g5 black pawn · f4 black pawn · c3 black bishop · f3 white bishop · h3 white pawn · g2 white pawn | 2 |
| 1 | c7 black king · c6 white pawn · e6 white king · g5 black pawn · f4 black pawn · c3 black bishop · f3 white bishop · h3 white pawn · g2 white pawn | c7 black king · c6 white pawn · e6 white king · g5 black pawn · f4 black pawn · c3 black bishop · f3 white bishop · h3 white pawn · g2 white pawn | c7 black king · c6 white pawn · e6 white king · g5 black pawn · f4 black pawn · c3 black bishop · f3 white bishop · h3 white pawn · g2 white pawn | c7 black king · c6 white pawn · e6 white king · g5 black pawn · f4 black pawn · c3 black bishop · f3 white bishop · h3 white pawn · g2 white pawn | c7 black king · c6 white pawn · e6 white king · g5 black pawn · f4 black pawn · c3 black bishop · f3 white bishop · h3 white pawn · g2 white pawn | c7 black king · c6 white pawn · e6 white king · g5 black pawn · f4 black pawn · c3 black bishop · f3 white bishop · h3 white pawn · g2 white pawn | c7 black king · c6 white pawn · e6 white king · g5 black pawn · f4 black pawn · c3 black bishop · f3 white bishop · h3 white pawn · g2 white pawn | c7 black king · c6 white pawn · e6 white king · g5 black pawn · f4 black pawn · c3 black bishop · f3 white bishop · h3 white pawn · g2 white pawn | 1 |
|   | a | b | c | d | e | f | g | h |   |

Trong thế cờ của Nunn (hình bên), Trắng thắng:
 1... Be1
 2. Kf6! Bh4
 3. Kf5 Kd6
 4. g3 fxg3
 5. Bg2 Kc7 
 6. Ke5 g4
 7. hxg4
và Trắng thắng dễ dàng bằng cách dùng Vua hỗ trợ Tốt g. Đen thua vì họ không thể bảo vệ Tốt ở g5 bằng Tượng từ d8 hay e7. Nếu Vua Đen ban đầu ở b8 thì Đen đã chơi 1... Ba5 và có được kết quả hòa (Nunn 2007:146–48).

### Sokolov - McShane
|   | a | b | c | d | e | f | g | h |   |
| 8 | h8 black bishop · e7 black king · h7 white pawn · g6 white king · c5 black pawn · f5 white pawn · h4 white pawn · b3 white bishop | h8 black bishop · e7 black king · h7 white pawn · g6 white king · c5 black pawn · f5 white pawn · h4 white pawn · b3 white bishop | h8 black bishop · e7 black king · h7 white pawn · g6 white king · c5 black pawn · f5 white pawn · h4 white pawn · b3 white bishop | h8 black bishop · e7 black king · h7 white pawn · g6 white king · c5 black pawn · f5 white pawn · h4 white pawn · b3 white bishop | h8 black bishop · e7 black king · h7 white pawn · g6 white king · c5 black pawn · f5 white pawn · h4 white pawn · b3 white bishop | h8 black bishop · e7 black king · h7 white pawn · g6 white king · c5 black pawn · f5 white pawn · h4 white pawn · b3 white bishop | h8 black bishop · e7 black king · h7 white pawn · g6 white king · c5 black pawn · f5 white pawn · h4 white pawn · b3 white bishop | h8 black bishop · e7 black king · h7 white pawn · g6 white king · c5 black pawn · f5 white pawn · h4 white pawn · b3 white bishop | 8 |
| 7 | h8 black bishop · e7 black king · h7 white pawn · g6 white king · c5 black pawn · f5 white pawn · h4 white pawn · b3 white bishop | h8 black bishop · e7 black king · h7 white pawn · g6 white king · c5 black pawn · f5 white pawn · h4 white pawn · b3 white bishop | h8 black bishop · e7 black king · h7 white pawn · g6 white king · c5 black pawn · f5 white pawn · h4 white pawn · b3 white bishop | h8 black bishop · e7 black king · h7 white pawn · g6 white king · c5 black pawn · f5 white pawn · h4 white pawn · b3 white bishop | h8 black bishop · e7 black king · h7 white pawn · g6 white king · c5 black pawn · f5 white pawn · h4 white pawn · b3 white bishop | h8 black bishop · e7 black king · h7 white pawn · g6 white king · c5 black pawn · f5 white pawn · h4 white pawn · b3 white bishop | h8 black bishop · e7 black king · h7 white pawn · g6 white king · c5 black pawn · f5 white pawn · h4 white pawn · b3 white bishop | h8 black bishop · e7 black king · h7 white pawn · g6 white king · c5 black pawn · f5 white pawn · h4 white pawn · b3 white bishop | 7 |
| 6 | h8 black bishop · e7 black king · h7 white pawn · g6 white king · c5 black pawn · f5 white pawn · h4 white pawn · b3 white bishop | h8 black bishop · e7 black king · h7 white pawn · g6 white king · c5 black pawn · f5 white pawn · h4 white pawn · b3 white bishop | h8 black bishop · e7 black king · h7 white pawn · g6 white king · c5 black pawn · f5 white pawn · h4 white pawn · b3 white bishop | h8 black bishop · e7 black king · h7 white pawn · g6 white king · c5 black pawn · f5 white pawn · h4 white pawn · b3 white bishop | h8 black bishop · e7 black king · h7 white pawn · g6 white king · c5 black pawn · f5 white pawn · h4 white pawn · b3 white bishop | h8 black bishop · e7 black king · h7 white pawn · g6 white king · c5 black pawn · f5 white pawn · h4 white pawn · b3 white bishop | h8 black bishop · e7 black king · h7 white pawn · g6 white king · c5 black pawn · f5 white pawn · h4 white pawn · b3 white bishop | h8 black bishop · e7 black king · h7 white pawn · g6 white king · c5 black pawn · f5 white pawn · h4 white pawn · b3 white bishop | 6 |
| 5 | h8 black bishop · e7 black king · h7 white pawn · g6 white king · c5 black pawn · f5 white pawn · h4 white pawn · b3 white bishop | h8 black bishop · e7 black king · h7 white pawn · g6 white king · c5 black pawn · f5 white pawn · h4 white pawn · b3 white bishop | h8 black bishop · e7 black king · h7 white pawn · g6 white king · c5 black pawn · f5 white pawn · h4 white pawn · b3 white bishop | h8 black bishop · e7 black king · h7 white pawn · g6 white king · c5 black pawn · f5 white pawn · h4 white pawn · b3 white bishop | h8 black bishop · e7 black king · h7 white pawn · g6 white king · c5 black pawn · f5 white pawn · h4 white pawn · b3 white bishop | h8 black bishop · e7 black king · h7 white pawn · g6 white king · c5 black pawn · f5 white pawn · h4 white pawn · b3 white bishop | h8 black bishop · e7 black king · h7 white pawn · g6 white king · c5 black pawn · f5 white pawn · h4 white pawn · b3 white bishop | h8 black bishop · e7 black king · h7 white pawn · g6 white king · c5 black pawn · f5 white pawn · h4 white pawn · b3 white bishop | 5 |
| 4 | h8 black bishop · e7 black king · h7 white pawn · g6 white king · c5 black pawn · f5 white pawn · h4 white pawn · b3 white bishop | h8 black bishop · e7 black king · h7 white pawn · g6 white king · c5 black pawn · f5 white pawn · h4 white pawn · b3 white bishop | h8 black bishop · e7 black king · h7 white pawn · g6 white king · c5 black pawn · f5 white pawn · h4 white pawn · b3 white bishop | h8 black bishop · e7 black king · h7 white pawn · g6 white king · c5 black pawn · f5 white pawn · h4 white pawn · b3 white bishop | h8 black bishop · e7 black king · h7 white pawn · g6 white king · c5 black pawn · f5 white pawn · h4 white pawn · b3 white bishop | h8 black bishop · e7 black king · h7 white pawn · g6 white king · c5 black pawn · f5 white pawn · h4 white pawn · b3 white bishop | h8 black bishop · e7 black king · h7 white pawn · g6 white king · c5 black pawn · f5 white pawn · h4 white pawn · b3 white bishop | h8 black bishop · e7 black king · h7 white pawn · g6 white king · c5 black pawn · f5 white pawn · h4 white pawn · b3 white bishop | 4 |
| 3 | h8 black bishop · e7 black king · h7 white pawn · g6 white king · c5 black pawn · f5 white pawn · h4 white pawn · b3 white bishop | h8 black bishop · e7 black king · h7 white pawn · g6 white king · c5 black pawn · f5 white pawn · h4 white pawn · b3 white bishop | h8 black bishop · e7 black king · h7 white pawn · g6 white king · c5 black pawn · f5 white pawn · h4 white pawn · b3 white bishop | h8 black bishop · e7 black king · h7 white pawn · g6 white king · c5 black pawn · f5 white pawn · h4 white pawn · b3 white bishop | h8 black bishop · e7 black king · h7 white pawn · g6 white king · c5 black pawn · f5 white pawn · h4 white pawn · b3 white bishop | h8 black bishop · e7 black king · h7 white pawn · g6 white king · c5 black pawn · f5 white pawn · h4 white pawn · b3 white bishop | h8 black bishop · e7 black king · h7 white pawn · g6 white king · c5 black pawn · f5 white pawn · h4 white pawn · b3 white bishop | h8 black bishop · e7 black king · h7 white pawn · g6 white king · c5 black pawn · f5 white pawn · h4 white pawn · b3 white bishop | 3 |
| 2 | h8 black bishop · e7 black king · h7 white pawn · g6 white king · c5 black pawn · f5 white pawn · h4 white pawn · b3 white bishop | h8 black bishop · e7 black king · h7 white pawn · g6 white king · c5 black pawn · f5 white pawn · h4 white pawn · b3 white bishop | h8 black bishop · e7 black king · h7 white pawn · g6 white king · c5 black pawn · f5 white pawn · h4 white pawn · b3 white bishop | h8 black bishop · e7 black king · h7 white pawn · g6 white king · c5 black pawn · f5 white pawn · h4 white pawn · b3 white bishop | h8 black bishop · e7 black king · h7 white pawn · g6 white king · c5 black pawn · f5 white pawn · h4 white pawn · b3 white bishop | h8 black bishop · e7 black king · h7 white pawn · g6 white king · c5 black pawn · f5 white pawn · h4 white pawn · b3 white bishop | h8 black bishop · e7 black king · h7 white pawn · g6 white king · c5 black pawn · f5 white pawn · h4 white pawn · b3 white bishop | h8 black bishop · e7 black king · h7 white pawn · g6 white king · c5 black pawn · f5 white pawn · h4 white pawn · b3 white bishop | 2 |
| 1 | h8 black bishop · e7 black king · h7 white pawn · g6 white king · c5 black pawn · f5 white pawn · h4 white pawn · b3 white bishop | h8 black bishop · e7 black king · h7 white pawn · g6 white king · c5 black pawn · f5 white pawn · h4 white pawn · b3 white bishop | h8 black bishop · e7 black king · h7 white pawn · g6 white king · c5 black pawn · f5 white pawn · h4 white pawn · b3 white bishop | h8 black bishop · e7 black king · h7 white pawn · g6 white king · c5 black pawn · f5 white pawn · h4 white pawn · b3 white bishop | h8 black bishop · e7 black king · h7 white pawn · g6 white king · c5 black pawn · f5 white pawn · h4 white pawn · b3 white bishop | h8 black bishop · e7 black king · h7 white pawn · g6 white king · c5 black pawn · f5 white pawn · h4 white pawn · b3 white bishop | h8 black bishop · e7 black king · h7 white pawn · g6 white king · c5 black pawn · f5 white pawn · h4 white pawn · b3 white bishop | h8 black bishop · e7 black king · h7 white pawn · g6 white king · c5 black pawn · f5 white pawn · h4 white pawn · b3 white bishop | 1 |
|   | a | b | c | d | e | f | g | h |   |

|   | a | b | c | d | e | f | g | h |   |
| 8 | e8 black king · h8 black bishop · h7 white pawn · f6 white pawn · g6 white king · h5 white pawn · b3 white bishop | e8 black king · h8 black bishop · h7 white pawn · f6 white pawn · g6 white king · h5 white pawn · b3 white bishop | e8 black king · h8 black bishop · h7 white pawn · f6 white pawn · g6 white king · h5 white pawn · b3 white bishop | e8 black king · h8 black bishop · h7 white pawn · f6 white pawn · g6 white king · h5 white pawn · b3 white bishop | e8 black king · h8 black bishop · h7 white pawn · f6 white pawn · g6 white king · h5 white pawn · b3 white bishop | e8 black king · h8 black bishop · h7 white pawn · f6 white pawn · g6 white king · h5 white pawn · b3 white bishop | e8 black king · h8 black bishop · h7 white pawn · f6 white pawn · g6 white king · h5 white pawn · b3 white bishop | e8 black king · h8 black bishop · h7 white pawn · f6 white pawn · g6 white king · h5 white pawn · b3 white bishop | 8 |
| 7 | e8 black king · h8 black bishop · h7 white pawn · f6 white pawn · g6 white king · h5 white pawn · b3 white bishop | e8 black king · h8 black bishop · h7 white pawn · f6 white pawn · g6 white king · h5 white pawn · b3 white bishop | e8 black king · h8 black bishop · h7 white pawn · f6 white pawn · g6 white king · h5 white pawn · b3 white bishop | e8 black king · h8 black bishop · h7 white pawn · f6 white pawn · g6 white king · h5 white pawn · b3 white bishop | e8 black king · h8 black bishop · h7 white pawn · f6 white pawn · g6 white king · h5 white pawn · b3 white bishop | e8 black king · h8 black bishop · h7 white pawn · f6 white pawn · g6 white king · h5 white pawn · b3 white bishop | e8 black king · h8 black bishop · h7 white pawn · f6 white pawn · g6 white king · h5 white pawn · b3 white bishop | e8 black king · h8 black bishop · h7 white pawn · f6 white pawn · g6 white king · h5 white pawn · b3 white bishop | 7 |
| 6 | e8 black king · h8 black bishop · h7 white pawn · f6 white pawn · g6 white king · h5 white pawn · b3 white bishop | e8 black king · h8 black bishop · h7 white pawn · f6 white pawn · g6 white king · h5 white pawn · b3 white bishop | e8 black king · h8 black bishop · h7 white pawn · f6 white pawn · g6 white king · h5 white pawn · b3 white bishop | e8 black king · h8 black bishop · h7 white pawn · f6 white pawn · g6 white king · h5 white pawn · b3 white bishop | e8 black king · h8 black bishop · h7 white pawn · f6 white pawn · g6 white king · h5 white pawn · b3 white bishop | e8 black king · h8 black bishop · h7 white pawn · f6 white pawn · g6 white king · h5 white pawn · b3 white bishop | e8 black king · h8 black bishop · h7 white pawn · f6 white pawn · g6 white king · h5 white pawn · b3 white bishop | e8 black king · h8 black bishop · h7 white pawn · f6 white pawn · g6 white king · h5 white pawn · b3 white bishop | 6 |
| 5 | e8 black king · h8 black bishop · h7 white pawn · f6 white pawn · g6 white king · h5 white pawn · b3 white bishop | e8 black king · h8 black bishop · h7 white pawn · f6 white pawn · g6 white king · h5 white pawn · b3 white bishop | e8 black king · h8 black bishop · h7 white pawn · f6 white pawn · g6 white king · h5 white pawn · b3 white bishop | e8 black king · h8 black bishop · h7 white pawn · f6 white pawn · g6 white king · h5 white pawn · b3 white bishop | e8 black king · h8 black bishop · h7 white pawn · f6 white pawn · g6 white king · h5 white pawn · b3 white bishop | e8 black king · h8 black bishop · h7 white pawn · f6 white pawn · g6 white king · h5 white pawn · b3 white bishop | e8 black king · h8 black bishop · h7 white pawn · f6 white pawn · g6 white king · h5 white pawn · b3 white bishop | e8 black king · h8 black bishop · h7 white pawn · f6 white pawn · g6 white king · h5 white pawn · b3 white bishop | 5 |
| 4 | e8 black king · h8 black bishop · h7 white pawn · f6 white pawn · g6 white king · h5 white pawn · b3 white bishop | e8 black king · h8 black bishop · h7 white pawn · f6 white pawn · g6 white king · h5 white pawn · b3 white bishop | e8 black king · h8 black bishop · h7 white pawn · f6 white pawn · g6 white king · h5 white pawn · b3 white bishop | e8 black king · h8 black bishop · h7 white pawn · f6 white pawn · g6 white king · h5 white pawn · b3 white bishop | e8 black king · h8 black bishop · h7 white pawn · f6 white pawn · g6 white king · h5 white pawn · b3 white bishop | e8 black king · h8 black bishop · h7 white pawn · f6 white pawn · g6 white king · h5 white pawn · b3 white bishop | e8 black king · h8 black bishop · h7 white pawn · f6 white pawn · g6 white king · h5 white pawn · b3 white bishop | e8 black king · h8 black bishop · h7 white pawn · f6 white pawn · g6 white king · h5 white pawn · b3 white bishop | 4 |
| 3 | e8 black king · h8 black bishop · h7 white pawn · f6 white pawn · g6 white king · h5 white pawn · b3 white bishop | e8 black king · h8 black bishop · h7 white pawn · f6 white pawn · g6 white king · h5 white pawn · b3 white bishop | e8 black king · h8 black bishop · h7 white pawn · f6 white pawn · g6 white king · h5 white pawn · b3 white bishop | e8 black king · h8 black bishop · h7 white pawn · f6 white pawn · g6 white king · h5 white pawn · b3 white bishop | e8 black king · h8 black bishop · h7 white pawn · f6 white pawn · g6 white king · h5 white pawn · b3 white bishop | e8 black king · h8 black bishop · h7 white pawn · f6 white pawn · g6 white king · h5 white pawn · b3 white bishop | e8 black king · h8 black bishop · h7 white pawn · f6 white pawn · g6 white king · h5 white pawn · b3 white bishop | e8 black king · h8 black bishop · h7 white pawn · f6 white pawn · g6 white king · h5 white pawn · b3 white bishop | 3 |
| 2 | e8 black king · h8 black bishop · h7 white pawn · f6 white pawn · g6 white king · h5 white pawn · b3 white bishop | e8 black king · h8 black bishop · h7 white pawn · f6 white pawn · g6 white king · h5 white pawn · b3 white bishop | e8 black king · h8 black bishop · h7 white pawn · f6 white pawn · g6 white king · h5 white pawn · b3 white bishop | e8 black king · h8 black bishop · h7 white pawn · f6 white pawn · g6 white king · h5 white pawn · b3 white bishop | e8 black king · h8 black bishop · h7 white pawn · f6 white pawn · g6 white king · h5 white pawn · b3 white bishop | e8 black king · h8 black bishop · h7 white pawn · f6 white pawn · g6 white king · h5 white pawn · b3 white bishop | e8 black king · h8 black bishop · h7 white pawn · f6 white pawn · g6 white king · h5 white pawn · b3 white bishop | e8 black king · h8 black bishop · h7 white pawn · f6 white pawn · g6 white king · h5 white pawn · b3 white bishop | 2 |
| 1 | e8 black king · h8 black bishop · h7 white pawn · f6 white pawn · g6 white king · h5 white pawn · b3 white bishop | e8 black king · h8 black bishop · h7 white pawn · f6 white pawn · g6 white king · h5 white pawn · b3 white bishop | e8 black king · h8 black bishop · h7 white pawn · f6 white pawn · g6 white king · h5 white pawn · b3 white bishop | e8 black king · h8 black bishop · h7 white pawn · f6 white pawn · g6 white king · h5 white pawn · b3 white bishop | e8 black king · h8 black bishop · h7 white pawn · f6 white pawn · g6 white king · h5 white pawn · b3 white bishop | e8 black king · h8 black bishop · h7 white pawn · f6 white pawn · g6 white king · h5 white pawn · b3 white bishop | e8 black king · h8 black bishop · h7 white pawn · f6 white pawn · g6 white king · h5 white pawn · b3 white bishop | e8 black king · h8 black bishop · h7 white pawn · f6 white pawn · g6 white king · h5 white pawn · b3 white bishop | 1 |
|   | a | b | c | d | e | f | g | h |   |

Trong ván đấu giữa Ivan Sokolov và Luke McShane, Đen đã từ bỏ Tốt và thiết lập được một hệ thống phòng thủ nhờ pat:
1... c4!?
2. Bxc4 Kf8
3. h5 Ke7
4. Bb3 Kf8
5. f6 Ke8 ½-½
và hai bên đồng ý hòa, bởi vì Trắng không thể tạo được sự đột phá, ví dụ 6. Ba4+ Kf8 7. h6 Bxf6 8. Kxf6, hòa pat (Müller & Pajeken 2008:191).

### Lautier - Rublevsky
|   | a | b | c | d | e | f | g | h |   |
| 8 | f7 black pawn · g7 white king · e6 black king · g5 white bishop · f4 white pawn · g4 black bishop · h4 white pawn · g3 white pawn | f7 black pawn · g7 white king · e6 black king · g5 white bishop · f4 white pawn · g4 black bishop · h4 white pawn · g3 white pawn | f7 black pawn · g7 white king · e6 black king · g5 white bishop · f4 white pawn · g4 black bishop · h4 white pawn · g3 white pawn | f7 black pawn · g7 white king · e6 black king · g5 white bishop · f4 white pawn · g4 black bishop · h4 white pawn · g3 white pawn | f7 black pawn · g7 white king · e6 black king · g5 white bishop · f4 white pawn · g4 black bishop · h4 white pawn · g3 white pawn | f7 black pawn · g7 white king · e6 black king · g5 white bishop · f4 white pawn · g4 black bishop · h4 white pawn · g3 white pawn | f7 black pawn · g7 white king · e6 black king · g5 white bishop · f4 white pawn · g4 black bishop · h4 white pawn · g3 white pawn | f7 black pawn · g7 white king · e6 black king · g5 white bishop · f4 white pawn · g4 black bishop · h4 white pawn · g3 white pawn | 8 |
| 7 | f7 black pawn · g7 white king · e6 black king · g5 white bishop · f4 white pawn · g4 black bishop · h4 white pawn · g3 white pawn | f7 black pawn · g7 white king · e6 black king · g5 white bishop · f4 white pawn · g4 black bishop · h4 white pawn · g3 white pawn | f7 black pawn · g7 white king · e6 black king · g5 white bishop · f4 white pawn · g4 black bishop · h4 white pawn · g3 white pawn | f7 black pawn · g7 white king · e6 black king · g5 white bishop · f4 white pawn · g4 black bishop · h4 white pawn · g3 white pawn | f7 black pawn · g7 white king · e6 black king · g5 white bishop · f4 white pawn · g4 black bishop · h4 white pawn · g3 white pawn | f7 black pawn · g7 white king · e6 black king · g5 white bishop · f4 white pawn · g4 black bishop · h4 white pawn · g3 white pawn | f7 black pawn · g7 white king · e6 black king · g5 white bishop · f4 white pawn · g4 black bishop · h4 white pawn · g3 white pawn | f7 black pawn · g7 white king · e6 black king · g5 white bishop · f4 white pawn · g4 black bishop · h4 white pawn · g3 white pawn | 7 |
| 6 | f7 black pawn · g7 white king · e6 black king · g5 white bishop · f4 white pawn · g4 black bishop · h4 white pawn · g3 white pawn | f7 black pawn · g7 white king · e6 black king · g5 white bishop · f4 white pawn · g4 black bishop · h4 white pawn · g3 white pawn | f7 black pawn · g7 white king · e6 black king · g5 white bishop · f4 white pawn · g4 black bishop · h4 white pawn · g3 white pawn | f7 black pawn · g7 white king · e6 black king · g5 white bishop · f4 white pawn · g4 black bishop · h4 white pawn · g3 white pawn | f7 black pawn · g7 white king · e6 black king · g5 white bishop · f4 white pawn · g4 black bishop · h4 white pawn · g3 white pawn | f7 black pawn · g7 white king · e6 black king · g5 white bishop · f4 white pawn · g4 black bishop · h4 white pawn · g3 white pawn | f7 black pawn · g7 white king · e6 black king · g5 white bishop · f4 white pawn · g4 black bishop · h4 white pawn · g3 white pawn | f7 black pawn · g7 white king · e6 black king · g5 white bishop · f4 white pawn · g4 black bishop · h4 white pawn · g3 white pawn | 6 |
| 5 | f7 black pawn · g7 white king · e6 black king · g5 white bishop · f4 white pawn · g4 black bishop · h4 white pawn · g3 white pawn | f7 black pawn · g7 white king · e6 black king · g5 white bishop · f4 white pawn · g4 black bishop · h4 white pawn · g3 white pawn | f7 black pawn · g7 white king · e6 black king · g5 white bishop · f4 white pawn · g4 black bishop · h4 white pawn · g3 white pawn | f7 black pawn · g7 white king · e6 black king · g5 white bishop · f4 white pawn · g4 black bishop · h4 white pawn · g3 white pawn | f7 black pawn · g7 white king · e6 black king · g5 white bishop · f4 white pawn · g4 black bishop · h4 white pawn · g3 white pawn | f7 black pawn · g7 white king · e6 black king · g5 white bishop · f4 white pawn · g4 black bishop · h4 white pawn · g3 white pawn | f7 black pawn · g7 white king · e6 black king · g5 white bishop · f4 white pawn · g4 black bishop · h4 white pawn · g3 white pawn | f7 black pawn · g7 white king · e6 black king · g5 white bishop · f4 white pawn · g4 black bishop · h4 white pawn · g3 white pawn | 5 |
| 4 | f7 black pawn · g7 white king · e6 black king · g5 white bishop · f4 white pawn · g4 black bishop · h4 white pawn · g3 white pawn | f7 black pawn · g7 white king · e6 black king · g5 white bishop · f4 white pawn · g4 black bishop · h4 white pawn · g3 white pawn | f7 black pawn · g7 white king · e6 black king · g5 white bishop · f4 white pawn · g4 black bishop · h4 white pawn · g3 white pawn | f7 black pawn · g7 white king · e6 black king · g5 white bishop · f4 white pawn · g4 black bishop · h4 white pawn · g3 white pawn | f7 black pawn · g7 white king · e6 black king · g5 white bishop · f4 white pawn · g4 black bishop · h4 white pawn · g3 white pawn | f7 black pawn · g7 white king · e6 black king · g5 white bishop · f4 white pawn · g4 black bishop · h4 white pawn · g3 white pawn | f7 black pawn · g7 white king · e6 black king · g5 white bishop · f4 white pawn · g4 black bishop · h4 white pawn · g3 white pawn | f7 black pawn · g7 white king · e6 black king · g5 white bishop · f4 white pawn · g4 black bishop · h4 white pawn · g3 white pawn | 4 |
| 3 | f7 black pawn · g7 white king · e6 black king · g5 white bishop · f4 white pawn · g4 black bishop · h4 white pawn · g3 white pawn | f7 black pawn · g7 white king · e6 black king · g5 white bishop · f4 white pawn · g4 black bishop · h4 white pawn · g3 white pawn | f7 black pawn · g7 white king · e6 black king · g5 white bishop · f4 white pawn · g4 black bishop · h4 white pawn · g3 white pawn | f7 black pawn · g7 white king · e6 black king · g5 white bishop · f4 white pawn · g4 black bishop · h4 white pawn · g3 white pawn | f7 black pawn · g7 white king · e6 black king · g5 white bishop · f4 white pawn · g4 black bishop · h4 white pawn · g3 white pawn | f7 black pawn · g7 white king · e6 black king · g5 white bishop · f4 white pawn · g4 black bishop · h4 white pawn · g3 white pawn | f7 black pawn · g7 white king · e6 black king · g5 white bishop · f4 white pawn · g4 black bishop · h4 white pawn · g3 white pawn | f7 black pawn · g7 white king · e6 black king · g5 white bishop · f4 white pawn · g4 black bishop · h4 white pawn · g3 white pawn | 3 |
| 2 | f7 black pawn · g7 white king · e6 black king · g5 white bishop · f4 white pawn · g4 black bishop · h4 white pawn · g3 white pawn | f7 black pawn · g7 white king · e6 black king · g5 white bishop · f4 white pawn · g4 black bishop · h4 white pawn · g3 white pawn | f7 black pawn · g7 white king · e6 black king · g5 white bishop · f4 white pawn · g4 black bishop · h4 white pawn · g3 white pawn | f7 black pawn · g7 white king · e6 black king · g5 white bishop · f4 white pawn · g4 black bishop · h4 white pawn · g3 white pawn | f7 black pawn · g7 white king · e6 black king · g5 white bishop · f4 white pawn · g4 black bishop · h4 white pawn · g3 white pawn | f7 black pawn · g7 white king · e6 black king · g5 white bishop · f4 white pawn · g4 black bishop · h4 white pawn · g3 white pawn | f7 black pawn · g7 white king · e6 black king · g5 white bishop · f4 white pawn · g4 black bishop · h4 white pawn · g3 white pawn | f7 black pawn · g7 white king · e6 black king · g5 white bishop · f4 white pawn · g4 black bishop · h4 white pawn · g3 white pawn | 2 |
| 1 | f7 black pawn · g7 white king · e6 black king · g5 white bishop · f4 white pawn · g4 black bishop · h4 white pawn · g3 white pawn | f7 black pawn · g7 white king · e6 black king · g5 white bishop · f4 white pawn · g4 black bishop · h4 white pawn · g3 white pawn | f7 black pawn · g7 white king · e6 black king · g5 white bishop · f4 white pawn · g4 black bishop · h4 white pawn · g3 white pawn | f7 black pawn · g7 white king · e6 black king · g5 white bishop · f4 white pawn · g4 black bishop · h4 white pawn · g3 white pawn | f7 black pawn · g7 white king · e6 black king · g5 white bishop · f4 white pawn · g4 black bishop · h4 white pawn · g3 white pawn | f7 black pawn · g7 white king · e6 black king · g5 white bishop · f4 white pawn · g4 black bishop · h4 white pawn · g3 white pawn | f7 black pawn · g7 white king · e6 black king · g5 white bishop · f4 white pawn · g4 black bishop · h4 white pawn · g3 white pawn | f7 black pawn · g7 white king · e6 black king · g5 white bishop · f4 white pawn · g4 black bishop · h4 white pawn · g3 white pawn | 1 |
|   | a | b | c | d | e | f | g | h |   |

Với cờ tàn Tượng khác màu, yếu tố thế trận có thể quan trọng hơn nhiều so với yếu tố vật chất. Trong thế cờ như hình bên, Đen thí Tốt (dẫn đến việc kém đối phương ba Tốt) để xây nên một pháo đài (khái quát: thế trận (một khu vực) phòng thủ chắc chắn không thể phá vỡ).
1... Kf5!
2. Kxf7 Bh5+
3. Kg7 Bd1
4. Be7 ½-½
Sau khi 4... Be2 5. Kh6 Bd1 6. h5 Đen chỉ cần chờ đợi bằng cách chơi 6... Be2 (Müller & Pajeken 2008:191).

### Kotov - Botvinnik
|   | a | b | c | d | e | f | g | h |   |
| 8 | e6 black bishop · g6 black pawn · c5 white bishop · d5 black pawn · h5 black pawn · f4 white pawn · h4 white pawn · b3 black pawn · c3 white king · e3 white pawn · f3 black king | e6 black bishop · g6 black pawn · c5 white bishop · d5 black pawn · h5 black pawn · f4 white pawn · h4 white pawn · b3 black pawn · c3 white king · e3 white pawn · f3 black king | e6 black bishop · g6 black pawn · c5 white bishop · d5 black pawn · h5 black pawn · f4 white pawn · h4 white pawn · b3 black pawn · c3 white king · e3 white pawn · f3 black king | e6 black bishop · g6 black pawn · c5 white bishop · d5 black pawn · h5 black pawn · f4 white pawn · h4 white pawn · b3 black pawn · c3 white king · e3 white pawn · f3 black king | e6 black bishop · g6 black pawn · c5 white bishop · d5 black pawn · h5 black pawn · f4 white pawn · h4 white pawn · b3 black pawn · c3 white king · e3 white pawn · f3 black king | e6 black bishop · g6 black pawn · c5 white bishop · d5 black pawn · h5 black pawn · f4 white pawn · h4 white pawn · b3 black pawn · c3 white king · e3 white pawn · f3 black king | e6 black bishop · g6 black pawn · c5 white bishop · d5 black pawn · h5 black pawn · f4 white pawn · h4 white pawn · b3 black pawn · c3 white king · e3 white pawn · f3 black king | e6 black bishop · g6 black pawn · c5 white bishop · d5 black pawn · h5 black pawn · f4 white pawn · h4 white pawn · b3 black pawn · c3 white king · e3 white pawn · f3 black king | 8 |
| 7 | e6 black bishop · g6 black pawn · c5 white bishop · d5 black pawn · h5 black pawn · f4 white pawn · h4 white pawn · b3 black pawn · c3 white king · e3 white pawn · f3 black king | e6 black bishop · g6 black pawn · c5 white bishop · d5 black pawn · h5 black pawn · f4 white pawn · h4 white pawn · b3 black pawn · c3 white king · e3 white pawn · f3 black king | e6 black bishop · g6 black pawn · c5 white bishop · d5 black pawn · h5 black pawn · f4 white pawn · h4 white pawn · b3 black pawn · c3 white king · e3 white pawn · f3 black king | e6 black bishop · g6 black pawn · c5 white bishop · d5 black pawn · h5 black pawn · f4 white pawn · h4 white pawn · b3 black pawn · c3 white king · e3 white pawn · f3 black king | e6 black bishop · g6 black pawn · c5 white bishop · d5 black pawn · h5 black pawn · f4 white pawn · h4 white pawn · b3 black pawn · c3 white king · e3 white pawn · f3 black king | e6 black bishop · g6 black pawn · c5 white bishop · d5 black pawn · h5 black pawn · f4 white pawn · h4 white pawn · b3 black pawn · c3 white king · e3 white pawn · f3 black king | e6 black bishop · g6 black pawn · c5 white bishop · d5 black pawn · h5 black pawn · f4 white pawn · h4 white pawn · b3 black pawn · c3 white king · e3 white pawn · f3 black king | e6 black bishop · g6 black pawn · c5 white bishop · d5 black pawn · h5 black pawn · f4 white pawn · h4 white pawn · b3 black pawn · c3 white king · e3 white pawn · f3 black king | 7 |
| 6 | e6 black bishop · g6 black pawn · c5 white bishop · d5 black pawn · h5 black pawn · f4 white pawn · h4 white pawn · b3 black pawn · c3 white king · e3 white pawn · f3 black king | e6 black bishop · g6 black pawn · c5 white bishop · d5 black pawn · h5 black pawn · f4 white pawn · h4 white pawn · b3 black pawn · c3 white king · e3 white pawn · f3 black king | e6 black bishop · g6 black pawn · c5 white bishop · d5 black pawn · h5 black pawn · f4 white pawn · h4 white pawn · b3 black pawn · c3 white king · e3 white pawn · f3 black king | e6 black bishop · g6 black pawn · c5 white bishop · d5 black pawn · h5 black pawn · f4 white pawn · h4 white pawn · b3 black pawn · c3 white king · e3 white pawn · f3 black king | e6 black bishop · g6 black pawn · c5 white bishop · d5 black pawn · h5 black pawn · f4 white pawn · h4 white pawn · b3 black pawn · c3 white king · e3 white pawn · f3 black king | e6 black bishop · g6 black pawn · c5 white bishop · d5 black pawn · h5 black pawn · f4 white pawn · h4 white pawn · b3 black pawn · c3 white king · e3 white pawn · f3 black king | e6 black bishop · g6 black pawn · c5 white bishop · d5 black pawn · h5 black pawn · f4 white pawn · h4 white pawn · b3 black pawn · c3 white king · e3 white pawn · f3 black king | e6 black bishop · g6 black pawn · c5 white bishop · d5 black pawn · h5 black pawn · f4 white pawn · h4 white pawn · b3 black pawn · c3 white king · e3 white pawn · f3 black king | 6 |
| 5 | e6 black bishop · g6 black pawn · c5 white bishop · d5 black pawn · h5 black pawn · f4 white pawn · h4 white pawn · b3 black pawn · c3 white king · e3 white pawn · f3 black king | e6 black bishop · g6 black pawn · c5 white bishop · d5 black pawn · h5 black pawn · f4 white pawn · h4 white pawn · b3 black pawn · c3 white king · e3 white pawn · f3 black king | e6 black bishop · g6 black pawn · c5 white bishop · d5 black pawn · h5 black pawn · f4 white pawn · h4 white pawn · b3 black pawn · c3 white king · e3 white pawn · f3 black king | e6 black bishop · g6 black pawn · c5 white bishop · d5 black pawn · h5 black pawn · f4 white pawn · h4 white pawn · b3 black pawn · c3 white king · e3 white pawn · f3 black king | e6 black bishop · g6 black pawn · c5 white bishop · d5 black pawn · h5 black pawn · f4 white pawn · h4 white pawn · b3 black pawn · c3 white king · e3 white pawn · f3 black king | e6 black bishop · g6 black pawn · c5 white bishop · d5 black pawn · h5 black pawn · f4 white pawn · h4 white pawn · b3 black pawn · c3 white king · e3 white pawn · f3 black king | e6 black bishop · g6 black pawn · c5 white bishop · d5 black pawn · h5 black pawn · f4 white pawn · h4 white pawn · b3 black pawn · c3 white king · e3 white pawn · f3 black king | e6 black bishop · g6 black pawn · c5 white bishop · d5 black pawn · h5 black pawn · f4 white pawn · h4 white pawn · b3 black pawn · c3 white king · e3 white pawn · f3 black king | 5 |
| 4 | e6 black bishop · g6 black pawn · c5 white bishop · d5 black pawn · h5 black pawn · f4 white pawn · h4 white pawn · b3 black pawn · c3 white king · e3 white pawn · f3 black king | e6 black bishop · g6 black pawn · c5 white bishop · d5 black pawn · h5 black pawn · f4 white pawn · h4 white pawn · b3 black pawn · c3 white king · e3 white pawn · f3 black king | e6 black bishop · g6 black pawn · c5 white bishop · d5 black pawn · h5 black pawn · f4 white pawn · h4 white pawn · b3 black pawn · c3 white king · e3 white pawn · f3 black king | e6 black bishop · g6 black pawn · c5 white bishop · d5 black pawn · h5 black pawn · f4 white pawn · h4 white pawn · b3 black pawn · c3 white king · e3 white pawn · f3 black king | e6 black bishop · g6 black pawn · c5 white bishop · d5 black pawn · h5 black pawn · f4 white pawn · h4 white pawn · b3 black pawn · c3 white king · e3 white pawn · f3 black king | e6 black bishop · g6 black pawn · c5 white bishop · d5 black pawn · h5 black pawn · f4 white pawn · h4 white pawn · b3 black pawn · c3 white king · e3 white pawn · f3 black king | e6 black bishop · g6 black pawn · c5 white bishop · d5 black pawn · h5 black pawn · f4 white pawn · h4 white pawn · b3 black pawn · c3 white king · e3 white pawn · f3 black king | e6 black bishop · g6 black pawn · c5 white bishop · d5 black pawn · h5 black pawn · f4 white pawn · h4 white pawn · b3 black pawn · c3 white king · e3 white pawn · f3 black king | 4 |
| 3 | e6 black bishop · g6 black pawn · c5 white bishop · d5 black pawn · h5 black pawn · f4 white pawn · h4 white pawn · b3 black pawn · c3 white king · e3 white pawn · f3 black king | e6 black bishop · g6 black pawn · c5 white bishop · d5 black pawn · h5 black pawn · f4 white pawn · h4 white pawn · b3 black pawn · c3 white king · e3 white pawn · f3 black king | e6 black bishop · g6 black pawn · c5 white bishop · d5 black pawn · h5 black pawn · f4 white pawn · h4 white pawn · b3 black pawn · c3 white king · e3 white pawn · f3 black king | e6 black bishop · g6 black pawn · c5 white bishop · d5 black pawn · h5 black pawn · f4 white pawn · h4 white pawn · b3 black pawn · c3 white king · e3 white pawn · f3 black king | e6 black bishop · g6 black pawn · c5 white bishop · d5 black pawn · h5 black pawn · f4 white pawn · h4 white pawn · b3 black pawn · c3 white king · e3 white pawn · f3 black king | e6 black bishop · g6 black pawn · c5 white bishop · d5 black pawn · h5 black pawn · f4 white pawn · h4 white pawn · b3 black pawn · c3 white king · e3 white pawn · f3 black king | e6 black bishop · g6 black pawn · c5 white bishop · d5 black pawn · h5 black pawn · f4 white pawn · h4 white pawn · b3 black pawn · c3 white king · e3 white pawn · f3 black king | e6 black bishop · g6 black pawn · c5 white bishop · d5 black pawn · h5 black pawn · f4 white pawn · h4 white pawn · b3 black pawn · c3 white king · e3 white pawn · f3 black king | 3 |
| 2 | e6 black bishop · g6 black pawn · c5 white bishop · d5 black pawn · h5 black pawn · f4 white pawn · h4 white pawn · b3 black pawn · c3 white king · e3 white pawn · f3 black king | e6 black bishop · g6 black pawn · c5 white bishop · d5 black pawn · h5 black pawn · f4 white pawn · h4 white pawn · b3 black pawn · c3 white king · e3 white pawn · f3 black king | e6 black bishop · g6 black pawn · c5 white bishop · d5 black pawn · h5 black pawn · f4 white pawn · h4 white pawn · b3 black pawn · c3 white king · e3 white pawn · f3 black king | e6 black bishop · g6 black pawn · c5 white bishop · d5 black pawn · h5 black pawn · f4 white pawn · h4 white pawn · b3 black pawn · c3 white king · e3 white pawn · f3 black king | e6 black bishop · g6 black pawn · c5 white bishop · d5 black pawn · h5 black pawn · f4 white pawn · h4 white pawn · b3 black pawn · c3 white king · e3 white pawn · f3 black king | e6 black bishop · g6 black pawn · c5 white bishop · d5 black pawn · h5 black pawn · f4 white pawn · h4 white pawn · b3 black pawn · c3 white king · e3 white pawn · f3 black king | e6 black bishop · g6 black pawn · c5 white bishop · d5 black pawn · h5 black pawn · f4 white pawn · h4 white pawn · b3 black pawn · c3 white king · e3 white pawn · f3 black king | e6 black bishop · g6 black pawn · c5 white bishop · d5 black pawn · h5 black pawn · f4 white pawn · h4 white pawn · b3 black pawn · c3 white king · e3 white pawn · f3 black king | 2 |
| 1 | e6 black bishop · g6 black pawn · c5 white bishop · d5 black pawn · h5 black pawn · f4 white pawn · h4 white pawn · b3 black pawn · c3 white king · e3 white pawn · f3 black king | e6 black bishop · g6 black pawn · c5 white bishop · d5 black pawn · h5 black pawn · f4 white pawn · h4 white pawn · b3 black pawn · c3 white king · e3 white pawn · f3 black king | e6 black bishop · g6 black pawn · c5 white bishop · d5 black pawn · h5 black pawn · f4 white pawn · h4 white pawn · b3 black pawn · c3 white king · e3 white pawn · f3 black king | e6 black bishop · g6 black pawn · c5 white bishop · d5 black pawn · h5 black pawn · f4 white pawn · h4 white pawn · b3 black pawn · c3 white king · e3 white pawn · f3 black king | e6 black bishop · g6 black pawn · c5 white bishop · d5 black pawn · h5 black pawn · f4 white pawn · h4 white pawn · b3 black pawn · c3 white king · e3 white pawn · f3 black king | e6 black bishop · g6 black pawn · c5 white bishop · d5 black pawn · h5 black pawn · f4 white pawn · h4 white pawn · b3 black pawn · c3 white king · e3 white pawn · f3 black king | e6 black bishop · g6 black pawn · c5 white bishop · d5 black pawn · h5 black pawn · f4 white pawn · h4 white pawn · b3 black pawn · c3 white king · e3 white pawn · f3 black king | e6 black bishop · g6 black pawn · c5 white bishop · d5 black pawn · h5 black pawn · f4 white pawn · h4 white pawn · b3 black pawn · c3 white king · e3 white pawn · f3 black king | 1 |
|   | a | b | c | d | e | f | g | h |   |

Một ví dụ khác minh họa cho nguyên tắc đã nêu ở trên là ván đấu Kotov - Botvinnik, diễn ra ở Moscow, 1955. Đại kiện tướng Lev Alburt viết: "Đen hơn một Tốt, nhưng đối phương đã có được những vị trí phong tỏa hợp lý." (Alburt 1996:19). Tuy nhiên, Botvinnik đã tìm ra cách để tạo được một Tốt thông khác:
1... g5!!
2. fxg5 Nếu 2. hxg5 h4 3. Bd6 Bf5 4. g6 Bxg6 5. f5 Bxf5 6. Kxb3 Kg2, Trắng mất Tượng và thua.(Botvinnik 1972:75) (Averbakh 1977:144).
2...d4+! Đen phải giữ lấy Tốt b (Botvinnik 1972:75) (Averbakh 1977:144).
3. exd4 Đen từ chỗ hơn đối phương một Tốt lúc này đã tạm thời kém một Tốt, nhưng họ là người chiến thắng. Nếu 3. Bxd4, Kg3 4. g6 Kxh4 5. Kd2 Kh3!! 6. Bf6 h4 7. Ke2 Kg2! (Botvinnik 1972:75)
3...Kg3! Không 3...Kg4? 4. d5! Bxd5 5. Bf2, hòa (Botvinnik 1972:75).
4. Ba3 4. g6 Kxh4 5. g7 Kg4 Đen cũng sẽ thắng (Botvinnik 1972:75). 4. Be7 Kxh4 5.g6+ Kg4 Đen thắng (Averbakh 1977:144).
4...Kxh4
5. Kd3 Kxg5
6. Ke4 h4
7. Kf3 hoặc 7.d5 Bxd5+ (Botvinnik 1972:75).
7...Bd5+ 0-1

### Fischer - Donner
|   | a | b | c | d | e | f | g | h |   |
| 8 | c8 black rook · g8 black king · f7 black pawn · g7 black pawn · h7 black pawn · a6 black pawn · f5 black queen · d4 white pawn · a3 black bishop · d3 white bishop · g3 white pawn · a2 white pawn · c2 white rook · f2 white pawn · h2 white pawn · f1 white queen · g1 white king | c8 black rook · g8 black king · f7 black pawn · g7 black pawn · h7 black pawn · a6 black pawn · f5 black queen · d4 white pawn · a3 black bishop · d3 white bishop · g3 white pawn · a2 white pawn · c2 white rook · f2 white pawn · h2 white pawn · f1 white queen · g1 white king | c8 black rook · g8 black king · f7 black pawn · g7 black pawn · h7 black pawn · a6 black pawn · f5 black queen · d4 white pawn · a3 black bishop · d3 white bishop · g3 white pawn · a2 white pawn · c2 white rook · f2 white pawn · h2 white pawn · f1 white queen · g1 white king | c8 black rook · g8 black king · f7 black pawn · g7 black pawn · h7 black pawn · a6 black pawn · f5 black queen · d4 white pawn · a3 black bishop · d3 white bishop · g3 white pawn · a2 white pawn · c2 white rook · f2 white pawn · h2 white pawn · f1 white queen · g1 white king | c8 black rook · g8 black king · f7 black pawn · g7 black pawn · h7 black pawn · a6 black pawn · f5 black queen · d4 white pawn · a3 black bishop · d3 white bishop · g3 white pawn · a2 white pawn · c2 white rook · f2 white pawn · h2 white pawn · f1 white queen · g1 white king | c8 black rook · g8 black king · f7 black pawn · g7 black pawn · h7 black pawn · a6 black pawn · f5 black queen · d4 white pawn · a3 black bishop · d3 white bishop · g3 white pawn · a2 white pawn · c2 white rook · f2 white pawn · h2 white pawn · f1 white queen · g1 white king | c8 black rook · g8 black king · f7 black pawn · g7 black pawn · h7 black pawn · a6 black pawn · f5 black queen · d4 white pawn · a3 black bishop · d3 white bishop · g3 white pawn · a2 white pawn · c2 white rook · f2 white pawn · h2 white pawn · f1 white queen · g1 white king | c8 black rook · g8 black king · f7 black pawn · g7 black pawn · h7 black pawn · a6 black pawn · f5 black queen · d4 white pawn · a3 black bishop · d3 white bishop · g3 white pawn · a2 white pawn · c2 white rook · f2 white pawn · h2 white pawn · f1 white queen · g1 white king | 8 |
| 7 | c8 black rook · g8 black king · f7 black pawn · g7 black pawn · h7 black pawn · a6 black pawn · f5 black queen · d4 white pawn · a3 black bishop · d3 white bishop · g3 white pawn · a2 white pawn · c2 white rook · f2 white pawn · h2 white pawn · f1 white queen · g1 white king | c8 black rook · g8 black king · f7 black pawn · g7 black pawn · h7 black pawn · a6 black pawn · f5 black queen · d4 white pawn · a3 black bishop · d3 white bishop · g3 white pawn · a2 white pawn · c2 white rook · f2 white pawn · h2 white pawn · f1 white queen · g1 white king | c8 black rook · g8 black king · f7 black pawn · g7 black pawn · h7 black pawn · a6 black pawn · f5 black queen · d4 white pawn · a3 black bishop · d3 white bishop · g3 white pawn · a2 white pawn · c2 white rook · f2 white pawn · h2 white pawn · f1 white queen · g1 white king | c8 black rook · g8 black king · f7 black pawn · g7 black pawn · h7 black pawn · a6 black pawn · f5 black queen · d4 white pawn · a3 black bishop · d3 white bishop · g3 white pawn · a2 white pawn · c2 white rook · f2 white pawn · h2 white pawn · f1 white queen · g1 white king | c8 black rook · g8 black king · f7 black pawn · g7 black pawn · h7 black pawn · a6 black pawn · f5 black queen · d4 white pawn · a3 black bishop · d3 white bishop · g3 white pawn · a2 white pawn · c2 white rook · f2 white pawn · h2 white pawn · f1 white queen · g1 white king | c8 black rook · g8 black king · f7 black pawn · g7 black pawn · h7 black pawn · a6 black pawn · f5 black queen · d4 white pawn · a3 black bishop · d3 white bishop · g3 white pawn · a2 white pawn · c2 white rook · f2 white pawn · h2 white pawn · f1 white queen · g1 white king | c8 black rook · g8 black king · f7 black pawn · g7 black pawn · h7 black pawn · a6 black pawn · f5 black queen · d4 white pawn · a3 black bishop · d3 white bishop · g3 white pawn · a2 white pawn · c2 white rook · f2 white pawn · h2 white pawn · f1 white queen · g1 white king | c8 black rook · g8 black king · f7 black pawn · g7 black pawn · h7 black pawn · a6 black pawn · f5 black queen · d4 white pawn · a3 black bishop · d3 white bishop · g3 white pawn · a2 white pawn · c2 white rook · f2 white pawn · h2 white pawn · f1 white queen · g1 white king | 7 |
| 6 | c8 black rook · g8 black king · f7 black pawn · g7 black pawn · h7 black pawn · a6 black pawn · f5 black queen · d4 white pawn · a3 black bishop · d3 white bishop · g3 white pawn · a2 white pawn · c2 white rook · f2 white pawn · h2 white pawn · f1 white queen · g1 white king | c8 black rook · g8 black king · f7 black pawn · g7 black pawn · h7 black pawn · a6 black pawn · f5 black queen · d4 white pawn · a3 black bishop · d3 white bishop · g3 white pawn · a2 white pawn · c2 white rook · f2 white pawn · h2 white pawn · f1 white queen · g1 white king | c8 black rook · g8 black king · f7 black pawn · g7 black pawn · h7 black pawn · a6 black pawn · f5 black queen · d4 white pawn · a3 black bishop · d3 white bishop · g3 white pawn · a2 white pawn · c2 white rook · f2 white pawn · h2 white pawn · f1 white queen · g1 white king | c8 black rook · g8 black king · f7 black pawn · g7 black pawn · h7 black pawn · a6 black pawn · f5 black queen · d4 white pawn · a3 black bishop · d3 white bishop · g3 white pawn · a2 white pawn · c2 white rook · f2 white pawn · h2 white pawn · f1 white queen · g1 white king | c8 black rook · g8 black king · f7 black pawn · g7 black pawn · h7 black pawn · a6 black pawn · f5 black queen · d4 white pawn · a3 black bishop · d3 white bishop · g3 white pawn · a2 white pawn · c2 white rook · f2 white pawn · h2 white pawn · f1 white queen · g1 white king | c8 black rook · g8 black king · f7 black pawn · g7 black pawn · h7 black pawn · a6 black pawn · f5 black queen · d4 white pawn · a3 black bishop · d3 white bishop · g3 white pawn · a2 white pawn · c2 white rook · f2 white pawn · h2 white pawn · f1 white queen · g1 white king | c8 black rook · g8 black king · f7 black pawn · g7 black pawn · h7 black pawn · a6 black pawn · f5 black queen · d4 white pawn · a3 black bishop · d3 white bishop · g3 white pawn · a2 white pawn · c2 white rook · f2 white pawn · h2 white pawn · f1 white queen · g1 white king | c8 black rook · g8 black king · f7 black pawn · g7 black pawn · h7 black pawn · a6 black pawn · f5 black queen · d4 white pawn · a3 black bishop · d3 white bishop · g3 white pawn · a2 white pawn · c2 white rook · f2 white pawn · h2 white pawn · f1 white queen · g1 white king | 6 |
| 5 | c8 black rook · g8 black king · f7 black pawn · g7 black pawn · h7 black pawn · a6 black pawn · f5 black queen · d4 white pawn · a3 black bishop · d3 white bishop · g3 white pawn · a2 white pawn · c2 white rook · f2 white pawn · h2 white pawn · f1 white queen · g1 white king | c8 black rook · g8 black king · f7 black pawn · g7 black pawn · h7 black pawn · a6 black pawn · f5 black queen · d4 white pawn · a3 black bishop · d3 white bishop · g3 white pawn · a2 white pawn · c2 white rook · f2 white pawn · h2 white pawn · f1 white queen · g1 white king | c8 black rook · g8 black king · f7 black pawn · g7 black pawn · h7 black pawn · a6 black pawn · f5 black queen · d4 white pawn · a3 black bishop · d3 white bishop · g3 white pawn · a2 white pawn · c2 white rook · f2 white pawn · h2 white pawn · f1 white queen · g1 white king | c8 black rook · g8 black king · f7 black pawn · g7 black pawn · h7 black pawn · a6 black pawn · f5 black queen · d4 white pawn · a3 black bishop · d3 white bishop · g3 white pawn · a2 white pawn · c2 white rook · f2 white pawn · h2 white pawn · f1 white queen · g1 white king | c8 black rook · g8 black king · f7 black pawn · g7 black pawn · h7 black pawn · a6 black pawn · f5 black queen · d4 white pawn · a3 black bishop · d3 white bishop · g3 white pawn · a2 white pawn · c2 white rook · f2 white pawn · h2 white pawn · f1 white queen · g1 white king | c8 black rook · g8 black king · f7 black pawn · g7 black pawn · h7 black pawn · a6 black pawn · f5 black queen · d4 white pawn · a3 black bishop · d3 white bishop · g3 white pawn · a2 white pawn · c2 white rook · f2 white pawn · h2 white pawn · f1 white queen · g1 white king | c8 black rook · g8 black king · f7 black pawn · g7 black pawn · h7 black pawn · a6 black pawn · f5 black queen · d4 white pawn · a3 black bishop · d3 white bishop · g3 white pawn · a2 white pawn · c2 white rook · f2 white pawn · h2 white pawn · f1 white queen · g1 white king | c8 black rook · g8 black king · f7 black pawn · g7 black pawn · h7 black pawn · a6 black pawn · f5 black queen · d4 white pawn · a3 black bishop · d3 white bishop · g3 white pawn · a2 white pawn · c2 white rook · f2 white pawn · h2 white pawn · f1 white queen · g1 white king | 5 |
| 4 | c8 black rook · g8 black king · f7 black pawn · g7 black pawn · h7 black pawn · a6 black pawn · f5 black queen · d4 white pawn · a3 black bishop · d3 white bishop · g3 white pawn · a2 white pawn · c2 white rook · f2 white pawn · h2 white pawn · f1 white queen · g1 white king | c8 black rook · g8 black king · f7 black pawn · g7 black pawn · h7 black pawn · a6 black pawn · f5 black queen · d4 white pawn · a3 black bishop · d3 white bishop · g3 white pawn · a2 white pawn · c2 white rook · f2 white pawn · h2 white pawn · f1 white queen · g1 white king | c8 black rook · g8 black king · f7 black pawn · g7 black pawn · h7 black pawn · a6 black pawn · f5 black queen · d4 white pawn · a3 black bishop · d3 white bishop · g3 white pawn · a2 white pawn · c2 white rook · f2 white pawn · h2 white pawn · f1 white queen · g1 white king | c8 black rook · g8 black king · f7 black pawn · g7 black pawn · h7 black pawn · a6 black pawn · f5 black queen · d4 white pawn · a3 black bishop · d3 white bishop · g3 white pawn · a2 white pawn · c2 white rook · f2 white pawn · h2 white pawn · f1 white queen · g1 white king | c8 black rook · g8 black king · f7 black pawn · g7 black pawn · h7 black pawn · a6 black pawn · f5 black queen · d4 white pawn · a3 black bishop · d3 white bishop · g3 white pawn · a2 white pawn · c2 white rook · f2 white pawn · h2 white pawn · f1 white queen · g1 white king | c8 black rook · g8 black king · f7 black pawn · g7 black pawn · h7 black pawn · a6 black pawn · f5 black queen · d4 white pawn · a3 black bishop · d3 white bishop · g3 white pawn · a2 white pawn · c2 white rook · f2 white pawn · h2 white pawn · f1 white queen · g1 white king | c8 black rook · g8 black king · f7 black pawn · g7 black pawn · h7 black pawn · a6 black pawn · f5 black queen · d4 white pawn · a3 black bishop · d3 white bishop · g3 white pawn · a2 white pawn · c2 white rook · f2 white pawn · h2 white pawn · f1 white queen · g1 white king | c8 black rook · g8 black king · f7 black pawn · g7 black pawn · h7 black pawn · a6 black pawn · f5 black queen · d4 white pawn · a3 black bishop · d3 white bishop · g3 white pawn · a2 white pawn · c2 white rook · f2 white pawn · h2 white pawn · f1 white queen · g1 white king | 4 |
| 3 | c8 black rook · g8 black king · f7 black pawn · g7 black pawn · h7 black pawn · a6 black pawn · f5 black queen · d4 white pawn · a3 black bishop · d3 white bishop · g3 white pawn · a2 white pawn · c2 white rook · f2 white pawn · h2 white pawn · f1 white queen · g1 white king | c8 black rook · g8 black king · f7 black pawn · g7 black pawn · h7 black pawn · a6 black pawn · f5 black queen · d4 white pawn · a3 black bishop · d3 white bishop · g3 white pawn · a2 white pawn · c2 white rook · f2 white pawn · h2 white pawn · f1 white queen · g1 white king | c8 black rook · g8 black king · f7 black pawn · g7 black pawn · h7 black pawn · a6 black pawn · f5 black queen · d4 white pawn · a3 black bishop · d3 white bishop · g3 white pawn · a2 white pawn · c2 white rook · f2 white pawn · h2 white pawn · f1 white queen · g1 white king | c8 black rook · g8 black king · f7 black pawn · g7 black pawn · h7 black pawn · a6 black pawn · f5 black queen · d4 white pawn · a3 black bishop · d3 white bishop · g3 white pawn · a2 white pawn · c2 white rook · f2 white pawn · h2 white pawn · f1 white queen · g1 white king | c8 black rook · g8 black king · f7 black pawn · g7 black pawn · h7 black pawn · a6 black pawn · f5 black queen · d4 white pawn · a3 black bishop · d3 white bishop · g3 white pawn · a2 white pawn · c2 white rook · f2 white pawn · h2 white pawn · f1 white queen · g1 white king | c8 black rook · g8 black king · f7 black pawn · g7 black pawn · h7 black pawn · a6 black pawn · f5 black queen · d4 white pawn · a3 black bishop · d3 white bishop · g3 white pawn · a2 white pawn · c2 white rook · f2 white pawn · h2 white pawn · f1 white queen · g1 white king | c8 black rook · g8 black king · f7 black pawn · g7 black pawn · h7 black pawn · a6 black pawn · f5 black queen · d4 white pawn · a3 black bishop · d3 white bishop · g3 white pawn · a2 white pawn · c2 white rook · f2 white pawn · h2 white pawn · f1 white queen · g1 white king | c8 black rook · g8 black king · f7 black pawn · g7 black pawn · h7 black pawn · a6 black pawn · f5 black queen · d4 white pawn · a3 black bishop · d3 white bishop · g3 white pawn · a2 white pawn · c2 white rook · f2 white pawn · h2 white pawn · f1 white queen · g1 white king | 3 |
| 2 | c8 black rook · g8 black king · f7 black pawn · g7 black pawn · h7 black pawn · a6 black pawn · f5 black queen · d4 white pawn · a3 black bishop · d3 white bishop · g3 white pawn · a2 white pawn · c2 white rook · f2 white pawn · h2 white pawn · f1 white queen · g1 white king | c8 black rook · g8 black king · f7 black pawn · g7 black pawn · h7 black pawn · a6 black pawn · f5 black queen · d4 white pawn · a3 black bishop · d3 white bishop · g3 white pawn · a2 white pawn · c2 white rook · f2 white pawn · h2 white pawn · f1 white queen · g1 white king | c8 black rook · g8 black king · f7 black pawn · g7 black pawn · h7 black pawn · a6 black pawn · f5 black queen · d4 white pawn · a3 black bishop · d3 white bishop · g3 white pawn · a2 white pawn · c2 white rook · f2 white pawn · h2 white pawn · f1 white queen · g1 white king | c8 black rook · g8 black king · f7 black pawn · g7 black pawn · h7 black pawn · a6 black pawn · f5 black queen · d4 white pawn · a3 black bishop · d3 white bishop · g3 white pawn · a2 white pawn · c2 white rook · f2 white pawn · h2 white pawn · f1 white queen · g1 white king | c8 black rook · g8 black king · f7 black pawn · g7 black pawn · h7 black pawn · a6 black pawn · f5 black queen · d4 white pawn · a3 black bishop · d3 white bishop · g3 white pawn · a2 white pawn · c2 white rook · f2 white pawn · h2 white pawn · f1 white queen · g1 white king | c8 black rook · g8 black king · f7 black pawn · g7 black pawn · h7 black pawn · a6 black pawn · f5 black queen · d4 white pawn · a3 black bishop · d3 white bishop · g3 white pawn · a2 white pawn · c2 white rook · f2 white pawn · h2 white pawn · f1 white queen · g1 white king | c8 black rook · g8 black king · f7 black pawn · g7 black pawn · h7 black pawn · a6 black pawn · f5 black queen · d4 white pawn · a3 black bishop · d3 white bishop · g3 white pawn · a2 white pawn · c2 white rook · f2 white pawn · h2 white pawn · f1 white queen · g1 white king | c8 black rook · g8 black king · f7 black pawn · g7 black pawn · h7 black pawn · a6 black pawn · f5 black queen · d4 white pawn · a3 black bishop · d3 white bishop · g3 white pawn · a2 white pawn · c2 white rook · f2 white pawn · h2 white pawn · f1 white queen · g1 white king | 2 |
| 1 | c8 black rook · g8 black king · f7 black pawn · g7 black pawn · h7 black pawn · a6 black pawn · f5 black queen · d4 white pawn · a3 black bishop · d3 white bishop · g3 white pawn · a2 white pawn · c2 white rook · f2 white pawn · h2 white pawn · f1 white queen · g1 white king | c8 black rook · g8 black king · f7 black pawn · g7 black pawn · h7 black pawn · a6 black pawn · f5 black queen · d4 white pawn · a3 black bishop · d3 white bishop · g3 white pawn · a2 white pawn · c2 white rook · f2 white pawn · h2 white pawn · f1 white queen · g1 white king | c8 black rook · g8 black king · f7 black pawn · g7 black pawn · h7 black pawn · a6 black pawn · f5 black queen · d4 white pawn · a3 black bishop · d3 white bishop · g3 white pawn · a2 white pawn · c2 white rook · f2 white pawn · h2 white pawn · f1 white queen · g1 white king | c8 black rook · g8 black king · f7 black pawn · g7 black pawn · h7 black pawn · a6 black pawn · f5 black queen · d4 white pawn · a3 black bishop · d3 white bishop · g3 white pawn · a2 white pawn · c2 white rook · f2 white pawn · h2 white pawn · f1 white queen · g1 white king | c8 black rook · g8 black king · f7 black pawn · g7 black pawn · h7 black pawn · a6 black pawn · f5 black queen · d4 white pawn · a3 black bishop · d3 white bishop · g3 white pawn · a2 white pawn · c2 white rook · f2 white pawn · h2 white pawn · f1 white queen · g1 white king | c8 black rook · g8 black king · f7 black pawn · g7 black pawn · h7 black pawn · a6 black pawn · f5 black queen · d4 white pawn · a3 black bishop · d3 white bishop · g3 white pawn · a2 white pawn · c2 white rook · f2 white pawn · h2 white pawn · f1 white queen · g1 white king | c8 black rook · g8 black king · f7 black pawn · g7 black pawn · h7 black pawn · a6 black pawn · f5 black queen · d4 white pawn · a3 black bishop · d3 white bishop · g3 white pawn · a2 white pawn · c2 white rook · f2 white pawn · h2 white pawn · f1 white queen · g1 white king | c8 black rook · g8 black king · f7 black pawn · g7 black pawn · h7 black pawn · a6 black pawn · f5 black queen · d4 white pawn · a3 black bishop · d3 white bishop · g3 white pawn · a2 white pawn · c2 white rook · f2 white pawn · h2 white pawn · f1 white queen · g1 white king | 1 |
|   | a | b | c | d | e | f | g | h |   |

Trong ván đấu giữa Bobby Fischer và Jan Hein Donner, Trắng đang ở thế thắng, nhưng Đen đã gỡ hòa nhờ chuyển được về một thế cờ tàn Tượng khác màu hòa. Diễn biến tiếp theo từ thế cờ ở hình bên như sau:
30... Rxc2
31. Bxf5 Rc1
32. Qxc1 Bxc1
33. Kf1 h6 (nếu 33 d5 Đen sẽ 33... Ba3 chặn quân Tốt lại)
34. Ke2 Kf8 ½-½ (Mednis 1990:81–82)

### Fischer - Polugaevsky
|   | a | b | c | d | e | f | g | h |   |
| 8 | d8 black bishop · a7 black pawn · f7 white bishop · h7 black pawn · g5 black king · g4 white pawn · b2 white pawn · f2 white pawn · g2 white king | d8 black bishop · a7 black pawn · f7 white bishop · h7 black pawn · g5 black king · g4 white pawn · b2 white pawn · f2 white pawn · g2 white king | d8 black bishop · a7 black pawn · f7 white bishop · h7 black pawn · g5 black king · g4 white pawn · b2 white pawn · f2 white pawn · g2 white king | d8 black bishop · a7 black pawn · f7 white bishop · h7 black pawn · g5 black king · g4 white pawn · b2 white pawn · f2 white pawn · g2 white king | d8 black bishop · a7 black pawn · f7 white bishop · h7 black pawn · g5 black king · g4 white pawn · b2 white pawn · f2 white pawn · g2 white king | d8 black bishop · a7 black pawn · f7 white bishop · h7 black pawn · g5 black king · g4 white pawn · b2 white pawn · f2 white pawn · g2 white king | d8 black bishop · a7 black pawn · f7 white bishop · h7 black pawn · g5 black king · g4 white pawn · b2 white pawn · f2 white pawn · g2 white king | d8 black bishop · a7 black pawn · f7 white bishop · h7 black pawn · g5 black king · g4 white pawn · b2 white pawn · f2 white pawn · g2 white king | 8 |
| 7 | d8 black bishop · a7 black pawn · f7 white bishop · h7 black pawn · g5 black king · g4 white pawn · b2 white pawn · f2 white pawn · g2 white king | d8 black bishop · a7 black pawn · f7 white bishop · h7 black pawn · g5 black king · g4 white pawn · b2 white pawn · f2 white pawn · g2 white king | d8 black bishop · a7 black pawn · f7 white bishop · h7 black pawn · g5 black king · g4 white pawn · b2 white pawn · f2 white pawn · g2 white king | d8 black bishop · a7 black pawn · f7 white bishop · h7 black pawn · g5 black king · g4 white pawn · b2 white pawn · f2 white pawn · g2 white king | d8 black bishop · a7 black pawn · f7 white bishop · h7 black pawn · g5 black king · g4 white pawn · b2 white pawn · f2 white pawn · g2 white king | d8 black bishop · a7 black pawn · f7 white bishop · h7 black pawn · g5 black king · g4 white pawn · b2 white pawn · f2 white pawn · g2 white king | d8 black bishop · a7 black pawn · f7 white bishop · h7 black pawn · g5 black king · g4 white pawn · b2 white pawn · f2 white pawn · g2 white king | d8 black bishop · a7 black pawn · f7 white bishop · h7 black pawn · g5 black king · g4 white pawn · b2 white pawn · f2 white pawn · g2 white king | 7 |
| 6 | d8 black bishop · a7 black pawn · f7 white bishop · h7 black pawn · g5 black king · g4 white pawn · b2 white pawn · f2 white pawn · g2 white king | d8 black bishop · a7 black pawn · f7 white bishop · h7 black pawn · g5 black king · g4 white pawn · b2 white pawn · f2 white pawn · g2 white king | d8 black bishop · a7 black pawn · f7 white bishop · h7 black pawn · g5 black king · g4 white pawn · b2 white pawn · f2 white pawn · g2 white king | d8 black bishop · a7 black pawn · f7 white bishop · h7 black pawn · g5 black king · g4 white pawn · b2 white pawn · f2 white pawn · g2 white king | d8 black bishop · a7 black pawn · f7 white bishop · h7 black pawn · g5 black king · g4 white pawn · b2 white pawn · f2 white pawn · g2 white king | d8 black bishop · a7 black pawn · f7 white bishop · h7 black pawn · g5 black king · g4 white pawn · b2 white pawn · f2 white pawn · g2 white king | d8 black bishop · a7 black pawn · f7 white bishop · h7 black pawn · g5 black king · g4 white pawn · b2 white pawn · f2 white pawn · g2 white king | d8 black bishop · a7 black pawn · f7 white bishop · h7 black pawn · g5 black king · g4 white pawn · b2 white pawn · f2 white pawn · g2 white king | 6 |
| 5 | d8 black bishop · a7 black pawn · f7 white bishop · h7 black pawn · g5 black king · g4 white pawn · b2 white pawn · f2 white pawn · g2 white king | d8 black bishop · a7 black pawn · f7 white bishop · h7 black pawn · g5 black king · g4 white pawn · b2 white pawn · f2 white pawn · g2 white king | d8 black bishop · a7 black pawn · f7 white bishop · h7 black pawn · g5 black king · g4 white pawn · b2 white pawn · f2 white pawn · g2 white king | d8 black bishop · a7 black pawn · f7 white bishop · h7 black pawn · g5 black king · g4 white pawn · b2 white pawn · f2 white pawn · g2 white king | d8 black bishop · a7 black pawn · f7 white bishop · h7 black pawn · g5 black king · g4 white pawn · b2 white pawn · f2 white pawn · g2 white king | d8 black bishop · a7 black pawn · f7 white bishop · h7 black pawn · g5 black king · g4 white pawn · b2 white pawn · f2 white pawn · g2 white king | d8 black bishop · a7 black pawn · f7 white bishop · h7 black pawn · g5 black king · g4 white pawn · b2 white pawn · f2 white pawn · g2 white king | d8 black bishop · a7 black pawn · f7 white bishop · h7 black pawn · g5 black king · g4 white pawn · b2 white pawn · f2 white pawn · g2 white king | 5 |
| 4 | d8 black bishop · a7 black pawn · f7 white bishop · h7 black pawn · g5 black king · g4 white pawn · b2 white pawn · f2 white pawn · g2 white king | d8 black bishop · a7 black pawn · f7 white bishop · h7 black pawn · g5 black king · g4 white pawn · b2 white pawn · f2 white pawn · g2 white king | d8 black bishop · a7 black pawn · f7 white bishop · h7 black pawn · g5 black king · g4 white pawn · b2 white pawn · f2 white pawn · g2 white king | d8 black bishop · a7 black pawn · f7 white bishop · h7 black pawn · g5 black king · g4 white pawn · b2 white pawn · f2 white pawn · g2 white king | d8 black bishop · a7 black pawn · f7 white bishop · h7 black pawn · g5 black king · g4 white pawn · b2 white pawn · f2 white pawn · g2 white king | d8 black bishop · a7 black pawn · f7 white bishop · h7 black pawn · g5 black king · g4 white pawn · b2 white pawn · f2 white pawn · g2 white king | d8 black bishop · a7 black pawn · f7 white bishop · h7 black pawn · g5 black king · g4 white pawn · b2 white pawn · f2 white pawn · g2 white king | d8 black bishop · a7 black pawn · f7 white bishop · h7 black pawn · g5 black king · g4 white pawn · b2 white pawn · f2 white pawn · g2 white king | 4 |
| 3 | d8 black bishop · a7 black pawn · f7 white bishop · h7 black pawn · g5 black king · g4 white pawn · b2 white pawn · f2 white pawn · g2 white king | d8 black bishop · a7 black pawn · f7 white bishop · h7 black pawn · g5 black king · g4 white pawn · b2 white pawn · f2 white pawn · g2 white king | d8 black bishop · a7 black pawn · f7 white bishop · h7 black pawn · g5 black king · g4 white pawn · b2 white pawn · f2 white pawn · g2 white king | d8 black bishop · a7 black pawn · f7 white bishop · h7 black pawn · g5 black king · g4 white pawn · b2 white pawn · f2 white pawn · g2 white king | d8 black bishop · a7 black pawn · f7 white bishop · h7 black pawn · g5 black king · g4 white pawn · b2 white pawn · f2 white pawn · g2 white king | d8 black bishop · a7 black pawn · f7 white bishop · h7 black pawn · g5 black king · g4 white pawn · b2 white pawn · f2 white pawn · g2 white king | d8 black bishop · a7 black pawn · f7 white bishop · h7 black pawn · g5 black king · g4 white pawn · b2 white pawn · f2 white pawn · g2 white king | d8 black bishop · a7 black pawn · f7 white bishop · h7 black pawn · g5 black king · g4 white pawn · b2 white pawn · f2 white pawn · g2 white king | 3 |
| 2 | d8 black bishop · a7 black pawn · f7 white bishop · h7 black pawn · g5 black king · g4 white pawn · b2 white pawn · f2 white pawn · g2 white king | d8 black bishop · a7 black pawn · f7 white bishop · h7 black pawn · g5 black king · g4 white pawn · b2 white pawn · f2 white pawn · g2 white king | d8 black bishop · a7 black pawn · f7 white bishop · h7 black pawn · g5 black king · g4 white pawn · b2 white pawn · f2 white pawn · g2 white king | d8 black bishop · a7 black pawn · f7 white bishop · h7 black pawn · g5 black king · g4 white pawn · b2 white pawn · f2 white pawn · g2 white king | d8 black bishop · a7 black pawn · f7 white bishop · h7 black pawn · g5 black king · g4 white pawn · b2 white pawn · f2 white pawn · g2 white king | d8 black bishop · a7 black pawn · f7 white bishop · h7 black pawn · g5 black king · g4 white pawn · b2 white pawn · f2 white pawn · g2 white king | d8 black bishop · a7 black pawn · f7 white bishop · h7 black pawn · g5 black king · g4 white pawn · b2 white pawn · f2 white pawn · g2 white king | d8 black bishop · a7 black pawn · f7 white bishop · h7 black pawn · g5 black king · g4 white pawn · b2 white pawn · f2 white pawn · g2 white king | 2 |
| 1 | d8 black bishop · a7 black pawn · f7 white bishop · h7 black pawn · g5 black king · g4 white pawn · b2 white pawn · f2 white pawn · g2 white king | d8 black bishop · a7 black pawn · f7 white bishop · h7 black pawn · g5 black king · g4 white pawn · b2 white pawn · f2 white pawn · g2 white king | d8 black bishop · a7 black pawn · f7 white bishop · h7 black pawn · g5 black king · g4 white pawn · b2 white pawn · f2 white pawn · g2 white king | d8 black bishop · a7 black pawn · f7 white bishop · h7 black pawn · g5 black king · g4 white pawn · b2 white pawn · f2 white pawn · g2 white king | d8 black bishop · a7 black pawn · f7 white bishop · h7 black pawn · g5 black king · g4 white pawn · b2 white pawn · f2 white pawn · g2 white king | d8 black bishop · a7 black pawn · f7 white bishop · h7 black pawn · g5 black king · g4 white pawn · b2 white pawn · f2 white pawn · g2 white king | d8 black bishop · a7 black pawn · f7 white bishop · h7 black pawn · g5 black king · g4 white pawn · b2 white pawn · f2 white pawn · g2 white king | d8 black bishop · a7 black pawn · f7 white bishop · h7 black pawn · g5 black king · g4 white pawn · b2 white pawn · f2 white pawn · g2 white king | 1 |
|   | a | b | c | d | e | f | g | h |   |

Trong thế cờ được lấy từ một ván đấu giữa Fischer và Lev Polugaevsky, hai bên vừa đã đổi Xe, đạt tới một tàn cuộc Tượng khác màu, với một bên có ba Tốt còn bên kia có hai, tình thế hòa chặt chẽ (Kasparov 2004:91–93).

### Vidmar - Maróczy
Trong ván đấu giữa Milan Vidmar và Géza Maróczy diễn ra năm 1932, Trắng hơn tới ba Tốt, nhưng đã không thể thắng. Hai Tốt bị chồng trên cột Xe, điều này làm cho Trắng có một Tốt biên sai (wrong rook pawn), khiến Tượng của họ không thể hỗ trợ quân Tốt đó phong cấp. Ván đấu kết thúc hòa ở nước thứ 129. Trước đó, đã có hai lần Trắng phong cấp Tốt thành Tượng, việc làm này không có ý nghĩa. (underpromotion: thuật ngữ chỉ việc phong Tốt thành những quân không phải là Hậu (Tượng, Mã và Xe).)
|   | a | b | c | d | e | f | g | h |   |
| 8 | h8 black king · f6 black bishop · h6 black pawn · b5 white bishop · h5 white pawn · d3 white pawn · g3 white pawn · h2 white pawn · h1 white king | h8 black king · f6 black bishop · h6 black pawn · b5 white bishop · h5 white pawn · d3 white pawn · g3 white pawn · h2 white pawn · h1 white king | h8 black king · f6 black bishop · h6 black pawn · b5 white bishop · h5 white pawn · d3 white pawn · g3 white pawn · h2 white pawn · h1 white king | h8 black king · f6 black bishop · h6 black pawn · b5 white bishop · h5 white pawn · d3 white pawn · g3 white pawn · h2 white pawn · h1 white king | h8 black king · f6 black bishop · h6 black pawn · b5 white bishop · h5 white pawn · d3 white pawn · g3 white pawn · h2 white pawn · h1 white king | h8 black king · f6 black bishop · h6 black pawn · b5 white bishop · h5 white pawn · d3 white pawn · g3 white pawn · h2 white pawn · h1 white king | h8 black king · f6 black bishop · h6 black pawn · b5 white bishop · h5 white pawn · d3 white pawn · g3 white pawn · h2 white pawn · h1 white king | h8 black king · f6 black bishop · h6 black pawn · b5 white bishop · h5 white pawn · d3 white pawn · g3 white pawn · h2 white pawn · h1 white king | 8 |
| 7 | h8 black king · f6 black bishop · h6 black pawn · b5 white bishop · h5 white pawn · d3 white pawn · g3 white pawn · h2 white pawn · h1 white king | h8 black king · f6 black bishop · h6 black pawn · b5 white bishop · h5 white pawn · d3 white pawn · g3 white pawn · h2 white pawn · h1 white king | h8 black king · f6 black bishop · h6 black pawn · b5 white bishop · h5 white pawn · d3 white pawn · g3 white pawn · h2 white pawn · h1 white king | h8 black king · f6 black bishop · h6 black pawn · b5 white bishop · h5 white pawn · d3 white pawn · g3 white pawn · h2 white pawn · h1 white king | h8 black king · f6 black bishop · h6 black pawn · b5 white bishop · h5 white pawn · d3 white pawn · g3 white pawn · h2 white pawn · h1 white king | h8 black king · f6 black bishop · h6 black pawn · b5 white bishop · h5 white pawn · d3 white pawn · g3 white pawn · h2 white pawn · h1 white king | h8 black king · f6 black bishop · h6 black pawn · b5 white bishop · h5 white pawn · d3 white pawn · g3 white pawn · h2 white pawn · h1 white king | h8 black king · f6 black bishop · h6 black pawn · b5 white bishop · h5 white pawn · d3 white pawn · g3 white pawn · h2 white pawn · h1 white king | 7 |
| 6 | h8 black king · f6 black bishop · h6 black pawn · b5 white bishop · h5 white pawn · d3 white pawn · g3 white pawn · h2 white pawn · h1 white king | h8 black king · f6 black bishop · h6 black pawn · b5 white bishop · h5 white pawn · d3 white pawn · g3 white pawn · h2 white pawn · h1 white king | h8 black king · f6 black bishop · h6 black pawn · b5 white bishop · h5 white pawn · d3 white pawn · g3 white pawn · h2 white pawn · h1 white king | h8 black king · f6 black bishop · h6 black pawn · b5 white bishop · h5 white pawn · d3 white pawn · g3 white pawn · h2 white pawn · h1 white king | h8 black king · f6 black bishop · h6 black pawn · b5 white bishop · h5 white pawn · d3 white pawn · g3 white pawn · h2 white pawn · h1 white king | h8 black king · f6 black bishop · h6 black pawn · b5 white bishop · h5 white pawn · d3 white pawn · g3 white pawn · h2 white pawn · h1 white king | h8 black king · f6 black bishop · h6 black pawn · b5 white bishop · h5 white pawn · d3 white pawn · g3 white pawn · h2 white pawn · h1 white king | h8 black king · f6 black bishop · h6 black pawn · b5 white bishop · h5 white pawn · d3 white pawn · g3 white pawn · h2 white pawn · h1 white king | 6 |
| 5 | h8 black king · f6 black bishop · h6 black pawn · b5 white bishop · h5 white pawn · d3 white pawn · g3 white pawn · h2 white pawn · h1 white king | h8 black king · f6 black bishop · h6 black pawn · b5 white bishop · h5 white pawn · d3 white pawn · g3 white pawn · h2 white pawn · h1 white king | h8 black king · f6 black bishop · h6 black pawn · b5 white bishop · h5 white pawn · d3 white pawn · g3 white pawn · h2 white pawn · h1 white king | h8 black king · f6 black bishop · h6 black pawn · b5 white bishop · h5 white pawn · d3 white pawn · g3 white pawn · h2 white pawn · h1 white king | h8 black king · f6 black bishop · h6 black pawn · b5 white bishop · h5 white pawn · d3 white pawn · g3 white pawn · h2 white pawn · h1 white king | h8 black king · f6 black bishop · h6 black pawn · b5 white bishop · h5 white pawn · d3 white pawn · g3 white pawn · h2 white pawn · h1 white king | h8 black king · f6 black bishop · h6 black pawn · b5 white bishop · h5 white pawn · d3 white pawn · g3 white pawn · h2 white pawn · h1 white king | h8 black king · f6 black bishop · h6 black pawn · b5 white bishop · h5 white pawn · d3 white pawn · g3 white pawn · h2 white pawn · h1 white king | 5 |
| 4 | h8 black king · f6 black bishop · h6 black pawn · b5 white bishop · h5 white pawn · d3 white pawn · g3 white pawn · h2 white pawn · h1 white king | h8 black king · f6 black bishop · h6 black pawn · b5 white bishop · h5 white pawn · d3 white pawn · g3 white pawn · h2 white pawn · h1 white king | h8 black king · f6 black bishop · h6 black pawn · b5 white bishop · h5 white pawn · d3 white pawn · g3 white pawn · h2 white pawn · h1 white king | h8 black king · f6 black bishop · h6 black pawn · b5 white bishop · h5 white pawn · d3 white pawn · g3 white pawn · h2 white pawn · h1 white king | h8 black king · f6 black bishop · h6 black pawn · b5 white bishop · h5 white pawn · d3 white pawn · g3 white pawn · h2 white pawn · h1 white king | h8 black king · f6 black bishop · h6 black pawn · b5 white bishop · h5 white pawn · d3 white pawn · g3 white pawn · h2 white pawn · h1 white king | h8 black king · f6 black bishop · h6 black pawn · b5 white bishop · h5 white pawn · d3 white pawn · g3 white pawn · h2 white pawn · h1 white king | h8 black king · f6 black bishop · h6 black pawn · b5 white bishop · h5 white pawn · d3 white pawn · g3 white pawn · h2 white pawn · h1 white king | 4 |
| 3 | h8 black king · f6 black bishop · h6 black pawn · b5 white bishop · h5 white pawn · d3 white pawn · g3 white pawn · h2 white pawn · h1 white king | h8 black king · f6 black bishop · h6 black pawn · b5 white bishop · h5 white pawn · d3 white pawn · g3 white pawn · h2 white pawn · h1 white king | h8 black king · f6 black bishop · h6 black pawn · b5 white bishop · h5 white pawn · d3 white pawn · g3 white pawn · h2 white pawn · h1 white king | h8 black king · f6 black bishop · h6 black pawn · b5 white bishop · h5 white pawn · d3 white pawn · g3 white pawn · h2 white pawn · h1 white king | h8 black king · f6 black bishop · h6 black pawn · b5 white bishop · h5 white pawn · d3 white pawn · g3 white pawn · h2 white pawn · h1 white king | h8 black king · f6 black bishop · h6 black pawn · b5 white bishop · h5 white pawn · d3 white pawn · g3 white pawn · h2 white pawn · h1 white king | h8 black king · f6 black bishop · h6 black pawn · b5 white bishop · h5 white pawn · d3 white pawn · g3 white pawn · h2 white pawn · h1 white king | h8 black king · f6 black bishop · h6 black pawn · b5 white bishop · h5 white pawn · d3 white pawn · g3 white pawn · h2 white pawn · h1 white king | 3 |
| 2 | h8 black king · f6 black bishop · h6 black pawn · b5 white bishop · h5 white pawn · d3 white pawn · g3 white pawn · h2 white pawn · h1 white king | h8 black king · f6 black bishop · h6 black pawn · b5 white bishop · h5 white pawn · d3 white pawn · g3 white pawn · h2 white pawn · h1 white king | h8 black king · f6 black bishop · h6 black pawn · b5 white bishop · h5 white pawn · d3 white pawn · g3 white pawn · h2 white pawn · h1 white king | h8 black king · f6 black bishop · h6 black pawn · b5 white bishop · h5 white pawn · d3 white pawn · g3 white pawn · h2 white pawn · h1 white king | h8 black king · f6 black bishop · h6 black pawn · b5 white bishop · h5 white pawn · d3 white pawn · g3 white pawn · h2 white pawn · h1 white king | h8 black king · f6 black bishop · h6 black pawn · b5 white bishop · h5 white pawn · d3 white pawn · g3 white pawn · h2 white pawn · h1 white king | h8 black king · f6 black bishop · h6 black pawn · b5 white bishop · h5 white pawn · d3 white pawn · g3 white pawn · h2 white pawn · h1 white king | h8 black king · f6 black bishop · h6 black pawn · b5 white bishop · h5 white pawn · d3 white pawn · g3 white pawn · h2 white pawn · h1 white king | 2 |
| 1 | h8 black king · f6 black bishop · h6 black pawn · b5 white bishop · h5 white pawn · d3 white pawn · g3 white pawn · h2 white pawn · h1 white king | h8 black king · f6 black bishop · h6 black pawn · b5 white bishop · h5 white pawn · d3 white pawn · g3 white pawn · h2 white pawn · h1 white king | h8 black king · f6 black bishop · h6 black pawn · b5 white bishop · h5 white pawn · d3 white pawn · g3 white pawn · h2 white pawn · h1 white king | h8 black king · f6 black bishop · h6 black pawn · b5 white bishop · h5 white pawn · d3 white pawn · g3 white pawn · h2 white pawn · h1 white king | h8 black king · f6 black bishop · h6 black pawn · b5 white bishop · h5 white pawn · d3 white pawn · g3 white pawn · h2 white pawn · h1 white king | h8 black king · f6 black bishop · h6 black pawn · b5 white bishop · h5 white pawn · d3 white pawn · g3 white pawn · h2 white pawn · h1 white king | h8 black king · f6 black bishop · h6 black pawn · b5 white bishop · h5 white pawn · d3 white pawn · g3 white pawn · h2 white pawn · h1 white king | h8 black king · f6 black bishop · h6 black pawn · b5 white bishop · h5 white pawn · d3 white pawn · g3 white pawn · h2 white pawn · h1 white king | 1 |
|   | a | b | c | d | e | f | g | h |   |

|   | a | b | c | d | e | f | g | h |   |
| 8 | g8 white bishop · e7 black bishop · h6 black pawn · d5 white pawn · e5 black king · h5 white pawn · g4 white pawn · h4 white pawn · h3 white king | g8 white bishop · e7 black bishop · h6 black pawn · d5 white pawn · e5 black king · h5 white pawn · g4 white pawn · h4 white pawn · h3 white king | g8 white bishop · e7 black bishop · h6 black pawn · d5 white pawn · e5 black king · h5 white pawn · g4 white pawn · h4 white pawn · h3 white king | g8 white bishop · e7 black bishop · h6 black pawn · d5 white pawn · e5 black king · h5 white pawn · g4 white pawn · h4 white pawn · h3 white king | g8 white bishop · e7 black bishop · h6 black pawn · d5 white pawn · e5 black king · h5 white pawn · g4 white pawn · h4 white pawn · h3 white king | g8 white bishop · e7 black bishop · h6 black pawn · d5 white pawn · e5 black king · h5 white pawn · g4 white pawn · h4 white pawn · h3 white king | g8 white bishop · e7 black bishop · h6 black pawn · d5 white pawn · e5 black king · h5 white pawn · g4 white pawn · h4 white pawn · h3 white king | g8 white bishop · e7 black bishop · h6 black pawn · d5 white pawn · e5 black king · h5 white pawn · g4 white pawn · h4 white pawn · h3 white king | 8 |
| 7 | g8 white bishop · e7 black bishop · h6 black pawn · d5 white pawn · e5 black king · h5 white pawn · g4 white pawn · h4 white pawn · h3 white king | g8 white bishop · e7 black bishop · h6 black pawn · d5 white pawn · e5 black king · h5 white pawn · g4 white pawn · h4 white pawn · h3 white king | g8 white bishop · e7 black bishop · h6 black pawn · d5 white pawn · e5 black king · h5 white pawn · g4 white pawn · h4 white pawn · h3 white king | g8 white bishop · e7 black bishop · h6 black pawn · d5 white pawn · e5 black king · h5 white pawn · g4 white pawn · h4 white pawn · h3 white king | g8 white bishop · e7 black bishop · h6 black pawn · d5 white pawn · e5 black king · h5 white pawn · g4 white pawn · h4 white pawn · h3 white king | g8 white bishop · e7 black bishop · h6 black pawn · d5 white pawn · e5 black king · h5 white pawn · g4 white pawn · h4 white pawn · h3 white king | g8 white bishop · e7 black bishop · h6 black pawn · d5 white pawn · e5 black king · h5 white pawn · g4 white pawn · h4 white pawn · h3 white king | g8 white bishop · e7 black bishop · h6 black pawn · d5 white pawn · e5 black king · h5 white pawn · g4 white pawn · h4 white pawn · h3 white king | 7 |
| 6 | g8 white bishop · e7 black bishop · h6 black pawn · d5 white pawn · e5 black king · h5 white pawn · g4 white pawn · h4 white pawn · h3 white king | g8 white bishop · e7 black bishop · h6 black pawn · d5 white pawn · e5 black king · h5 white pawn · g4 white pawn · h4 white pawn · h3 white king | g8 white bishop · e7 black bishop · h6 black pawn · d5 white pawn · e5 black king · h5 white pawn · g4 white pawn · h4 white pawn · h3 white king | g8 white bishop · e7 black bishop · h6 black pawn · d5 white pawn · e5 black king · h5 white pawn · g4 white pawn · h4 white pawn · h3 white king | g8 white bishop · e7 black bishop · h6 black pawn · d5 white pawn · e5 black king · h5 white pawn · g4 white pawn · h4 white pawn · h3 white king | g8 white bishop · e7 black bishop · h6 black pawn · d5 white pawn · e5 black king · h5 white pawn · g4 white pawn · h4 white pawn · h3 white king | g8 white bishop · e7 black bishop · h6 black pawn · d5 white pawn · e5 black king · h5 white pawn · g4 white pawn · h4 white pawn · h3 white king | g8 white bishop · e7 black bishop · h6 black pawn · d5 white pawn · e5 black king · h5 white pawn · g4 white pawn · h4 white pawn · h3 white king | 6 |
| 5 | g8 white bishop · e7 black bishop · h6 black pawn · d5 white pawn · e5 black king · h5 white pawn · g4 white pawn · h4 white pawn · h3 white king | g8 white bishop · e7 black bishop · h6 black pawn · d5 white pawn · e5 black king · h5 white pawn · g4 white pawn · h4 white pawn · h3 white king | g8 white bishop · e7 black bishop · h6 black pawn · d5 white pawn · e5 black king · h5 white pawn · g4 white pawn · h4 white pawn · h3 white king | g8 white bishop · e7 black bishop · h6 black pawn · d5 white pawn · e5 black king · h5 white pawn · g4 white pawn · h4 white pawn · h3 white king | g8 white bishop · e7 black bishop · h6 black pawn · d5 white pawn · e5 black king · h5 white pawn · g4 white pawn · h4 white pawn · h3 white king | g8 white bishop · e7 black bishop · h6 black pawn · d5 white pawn · e5 black king · h5 white pawn · g4 white pawn · h4 white pawn · h3 white king | g8 white bishop · e7 black bishop · h6 black pawn · d5 white pawn · e5 black king · h5 white pawn · g4 white pawn · h4 white pawn · h3 white king | g8 white bishop · e7 black bishop · h6 black pawn · d5 white pawn · e5 black king · h5 white pawn · g4 white pawn · h4 white pawn · h3 white king | 5 |
| 4 | g8 white bishop · e7 black bishop · h6 black pawn · d5 white pawn · e5 black king · h5 white pawn · g4 white pawn · h4 white pawn · h3 white king | g8 white bishop · e7 black bishop · h6 black pawn · d5 white pawn · e5 black king · h5 white pawn · g4 white pawn · h4 white pawn · h3 white king | g8 white bishop · e7 black bishop · h6 black pawn · d5 white pawn · e5 black king · h5 white pawn · g4 white pawn · h4 white pawn · h3 white king | g8 white bishop · e7 black bishop · h6 black pawn · d5 white pawn · e5 black king · h5 white pawn · g4 white pawn · h4 white pawn · h3 white king | g8 white bishop · e7 black bishop · h6 black pawn · d5 white pawn · e5 black king · h5 white pawn · g4 white pawn · h4 white pawn · h3 white king | g8 white bishop · e7 black bishop · h6 black pawn · d5 white pawn · e5 black king · h5 white pawn · g4 white pawn · h4 white pawn · h3 white king | g8 white bishop · e7 black bishop · h6 black pawn · d5 white pawn · e5 black king · h5 white pawn · g4 white pawn · h4 white pawn · h3 white king | g8 white bishop · e7 black bishop · h6 black pawn · d5 white pawn · e5 black king · h5 white pawn · g4 white pawn · h4 white pawn · h3 white king | 4 |
| 3 | g8 white bishop · e7 black bishop · h6 black pawn · d5 white pawn · e5 black king · h5 white pawn · g4 white pawn · h4 white pawn · h3 white king | g8 white bishop · e7 black bishop · h6 black pawn · d5 white pawn · e5 black king · h5 white pawn · g4 white pawn · h4 white pawn · h3 white king | g8 white bishop · e7 black bishop · h6 black pawn · d5 white pawn · e5 black king · h5 white pawn · g4 white pawn · h4 white pawn · h3 white king | g8 white bishop · e7 black bishop · h6 black pawn · d5 white pawn · e5 black king · h5 white pawn · g4 white pawn · h4 white pawn · h3 white king | g8 white bishop · e7 black bishop · h6 black pawn · d5 white pawn · e5 black king · h5 white pawn · g4 white pawn · h4 white pawn · h3 white king | g8 white bishop · e7 black bishop · h6 black pawn · d5 white pawn · e5 black king · h5 white pawn · g4 white pawn · h4 white pawn · h3 white king | g8 white bishop · e7 black bishop · h6 black pawn · d5 white pawn · e5 black king · h5 white pawn · g4 white pawn · h4 white pawn · h3 white king | g8 white bishop · e7 black bishop · h6 black pawn · d5 white pawn · e5 black king · h5 white pawn · g4 white pawn · h4 white pawn · h3 white king | 3 |
| 2 | g8 white bishop · e7 black bishop · h6 black pawn · d5 white pawn · e5 black king · h5 white pawn · g4 white pawn · h4 white pawn · h3 white king | g8 white bishop · e7 black bishop · h6 black pawn · d5 white pawn · e5 black king · h5 white pawn · g4 white pawn · h4 white pawn · h3 white king | g8 white bishop · e7 black bishop · h6 black pawn · d5 white pawn · e5 black king · h5 white pawn · g4 white pawn · h4 white pawn · h3 white king | g8 white bishop · e7 black bishop · h6 black pawn · d5 white pawn · e5 black king · h5 white pawn · g4 white pawn · h4 white pawn · h3 white king | g8 white bishop · e7 black bishop · h6 black pawn · d5 white pawn · e5 black king · h5 white pawn · g4 white pawn · h4 white pawn · h3 white king | g8 white bishop · e7 black bishop · h6 black pawn · d5 white pawn · e5 black king · h5 white pawn · g4 white pawn · h4 white pawn · h3 white king | g8 white bishop · e7 black bishop · h6 black pawn · d5 white pawn · e5 black king · h5 white pawn · g4 white pawn · h4 white pawn · h3 white king | g8 white bishop · e7 black bishop · h6 black pawn · d5 white pawn · e5 black king · h5 white pawn · g4 white pawn · h4 white pawn · h3 white king | 2 |
| 1 | g8 white bishop · e7 black bishop · h6 black pawn · d5 white pawn · e5 black king · h5 white pawn · g4 white pawn · h4 white pawn · h3 white king | g8 white bishop · e7 black bishop · h6 black pawn · d5 white pawn · e5 black king · h5 white pawn · g4 white pawn · h4 white pawn · h3 white king | g8 white bishop · e7 black bishop · h6 black pawn · d5 white pawn · e5 black king · h5 white pawn · g4 white pawn · h4 white pawn · h3 white king | g8 white bishop · e7 black bishop · h6 black pawn · d5 white pawn · e5 black king · h5 white pawn · g4 white pawn · h4 white pawn · h3 white king | g8 white bishop · e7 black bishop · h6 black pawn · d5 white pawn · e5 black king · h5 white pawn · g4 white pawn · h4 white pawn · h3 white king | g8 white bishop · e7 black bishop · h6 black pawn · d5 white pawn · e5 black king · h5 white pawn · g4 white pawn · h4 white pawn · h3 white king | g8 white bishop · e7 black bishop · h6 black pawn · d5 white pawn · e5 black king · h5 white pawn · g4 white pawn · h4 white pawn · h3 white king | g8 white bishop · e7 black bishop · h6 black pawn · d5 white pawn · e5 black king · h5 white pawn · g4 white pawn · h4 white pawn · h3 white king | 1 |
|   | a | b | c | d | e | f | g | h |   |

## Ưu thế với sự lưu ý về thế trận
Như đã nêu ở trên, trong tàn cuộc Tượng khác màu, yếu tố thế trận (vị trí của các quân) có thể quan trọng hơn nhiều so với sự khác biệt về chất. John Nunn chỉ ra hai điểm:
1. thường thì số lượng Tốt thông quan trọng hơn nhiều so với tổng số lượng Tốt
2. những sự thay đổi nhỏ trong cấu trúc Tốt có thể gây ra tác động lớn (Nunn 2009:74).

### Tốt yếu
|   | a | b | c | d | e | f | g | h |   |
| 8 | c8 black bishop · f8 black king · f7 black pawn · g7 black pawn · a6 black pawn · c6 black pawn · g6 black pawn · c4 white pawn · e4 black pawn · b3 white pawn · e3 white bishop · h3 white pawn · a2 white pawn · f2 white pawn · g2 white pawn · d1 white king | c8 black bishop · f8 black king · f7 black pawn · g7 black pawn · a6 black pawn · c6 black pawn · g6 black pawn · c4 white pawn · e4 black pawn · b3 white pawn · e3 white bishop · h3 white pawn · a2 white pawn · f2 white pawn · g2 white pawn · d1 white king | c8 black bishop · f8 black king · f7 black pawn · g7 black pawn · a6 black pawn · c6 black pawn · g6 black pawn · c4 white pawn · e4 black pawn · b3 white pawn · e3 white bishop · h3 white pawn · a2 white pawn · f2 white pawn · g2 white pawn · d1 white king | c8 black bishop · f8 black king · f7 black pawn · g7 black pawn · a6 black pawn · c6 black pawn · g6 black pawn · c4 white pawn · e4 black pawn · b3 white pawn · e3 white bishop · h3 white pawn · a2 white pawn · f2 white pawn · g2 white pawn · d1 white king | c8 black bishop · f8 black king · f7 black pawn · g7 black pawn · a6 black pawn · c6 black pawn · g6 black pawn · c4 white pawn · e4 black pawn · b3 white pawn · e3 white bishop · h3 white pawn · a2 white pawn · f2 white pawn · g2 white pawn · d1 white king | c8 black bishop · f8 black king · f7 black pawn · g7 black pawn · a6 black pawn · c6 black pawn · g6 black pawn · c4 white pawn · e4 black pawn · b3 white pawn · e3 white bishop · h3 white pawn · a2 white pawn · f2 white pawn · g2 white pawn · d1 white king | c8 black bishop · f8 black king · f7 black pawn · g7 black pawn · a6 black pawn · c6 black pawn · g6 black pawn · c4 white pawn · e4 black pawn · b3 white pawn · e3 white bishop · h3 white pawn · a2 white pawn · f2 white pawn · g2 white pawn · d1 white king | c8 black bishop · f8 black king · f7 black pawn · g7 black pawn · a6 black pawn · c6 black pawn · g6 black pawn · c4 white pawn · e4 black pawn · b3 white pawn · e3 white bishop · h3 white pawn · a2 white pawn · f2 white pawn · g2 white pawn · d1 white king | 8 |
| 7 | c8 black bishop · f8 black king · f7 black pawn · g7 black pawn · a6 black pawn · c6 black pawn · g6 black pawn · c4 white pawn · e4 black pawn · b3 white pawn · e3 white bishop · h3 white pawn · a2 white pawn · f2 white pawn · g2 white pawn · d1 white king | c8 black bishop · f8 black king · f7 black pawn · g7 black pawn · a6 black pawn · c6 black pawn · g6 black pawn · c4 white pawn · e4 black pawn · b3 white pawn · e3 white bishop · h3 white pawn · a2 white pawn · f2 white pawn · g2 white pawn · d1 white king | c8 black bishop · f8 black king · f7 black pawn · g7 black pawn · a6 black pawn · c6 black pawn · g6 black pawn · c4 white pawn · e4 black pawn · b3 white pawn · e3 white bishop · h3 white pawn · a2 white pawn · f2 white pawn · g2 white pawn · d1 white king | c8 black bishop · f8 black king · f7 black pawn · g7 black pawn · a6 black pawn · c6 black pawn · g6 black pawn · c4 white pawn · e4 black pawn · b3 white pawn · e3 white bishop · h3 white pawn · a2 white pawn · f2 white pawn · g2 white pawn · d1 white king | c8 black bishop · f8 black king · f7 black pawn · g7 black pawn · a6 black pawn · c6 black pawn · g6 black pawn · c4 white pawn · e4 black pawn · b3 white pawn · e3 white bishop · h3 white pawn · a2 white pawn · f2 white pawn · g2 white pawn · d1 white king | c8 black bishop · f8 black king · f7 black pawn · g7 black pawn · a6 black pawn · c6 black pawn · g6 black pawn · c4 white pawn · e4 black pawn · b3 white pawn · e3 white bishop · h3 white pawn · a2 white pawn · f2 white pawn · g2 white pawn · d1 white king | c8 black bishop · f8 black king · f7 black pawn · g7 black pawn · a6 black pawn · c6 black pawn · g6 black pawn · c4 white pawn · e4 black pawn · b3 white pawn · e3 white bishop · h3 white pawn · a2 white pawn · f2 white pawn · g2 white pawn · d1 white king | c8 black bishop · f8 black king · f7 black pawn · g7 black pawn · a6 black pawn · c6 black pawn · g6 black pawn · c4 white pawn · e4 black pawn · b3 white pawn · e3 white bishop · h3 white pawn · a2 white pawn · f2 white pawn · g2 white pawn · d1 white king | 7 |
| 6 | c8 black bishop · f8 black king · f7 black pawn · g7 black pawn · a6 black pawn · c6 black pawn · g6 black pawn · c4 white pawn · e4 black pawn · b3 white pawn · e3 white bishop · h3 white pawn · a2 white pawn · f2 white pawn · g2 white pawn · d1 white king | c8 black bishop · f8 black king · f7 black pawn · g7 black pawn · a6 black pawn · c6 black pawn · g6 black pawn · c4 white pawn · e4 black pawn · b3 white pawn · e3 white bishop · h3 white pawn · a2 white pawn · f2 white pawn · g2 white pawn · d1 white king | c8 black bishop · f8 black king · f7 black pawn · g7 black pawn · a6 black pawn · c6 black pawn · g6 black pawn · c4 white pawn · e4 black pawn · b3 white pawn · e3 white bishop · h3 white pawn · a2 white pawn · f2 white pawn · g2 white pawn · d1 white king | c8 black bishop · f8 black king · f7 black pawn · g7 black pawn · a6 black pawn · c6 black pawn · g6 black pawn · c4 white pawn · e4 black pawn · b3 white pawn · e3 white bishop · h3 white pawn · a2 white pawn · f2 white pawn · g2 white pawn · d1 white king | c8 black bishop · f8 black king · f7 black pawn · g7 black pawn · a6 black pawn · c6 black pawn · g6 black pawn · c4 white pawn · e4 black pawn · b3 white pawn · e3 white bishop · h3 white pawn · a2 white pawn · f2 white pawn · g2 white pawn · d1 white king | c8 black bishop · f8 black king · f7 black pawn · g7 black pawn · a6 black pawn · c6 black pawn · g6 black pawn · c4 white pawn · e4 black pawn · b3 white pawn · e3 white bishop · h3 white pawn · a2 white pawn · f2 white pawn · g2 white pawn · d1 white king | c8 black bishop · f8 black king · f7 black pawn · g7 black pawn · a6 black pawn · c6 black pawn · g6 black pawn · c4 white pawn · e4 black pawn · b3 white pawn · e3 white bishop · h3 white pawn · a2 white pawn · f2 white pawn · g2 white pawn · d1 white king | c8 black bishop · f8 black king · f7 black pawn · g7 black pawn · a6 black pawn · c6 black pawn · g6 black pawn · c4 white pawn · e4 black pawn · b3 white pawn · e3 white bishop · h3 white pawn · a2 white pawn · f2 white pawn · g2 white pawn · d1 white king | 6 |
| 5 | c8 black bishop · f8 black king · f7 black pawn · g7 black pawn · a6 black pawn · c6 black pawn · g6 black pawn · c4 white pawn · e4 black pawn · b3 white pawn · e3 white bishop · h3 white pawn · a2 white pawn · f2 white pawn · g2 white pawn · d1 white king | c8 black bishop · f8 black king · f7 black pawn · g7 black pawn · a6 black pawn · c6 black pawn · g6 black pawn · c4 white pawn · e4 black pawn · b3 white pawn · e3 white bishop · h3 white pawn · a2 white pawn · f2 white pawn · g2 white pawn · d1 white king | c8 black bishop · f8 black king · f7 black pawn · g7 black pawn · a6 black pawn · c6 black pawn · g6 black pawn · c4 white pawn · e4 black pawn · b3 white pawn · e3 white bishop · h3 white pawn · a2 white pawn · f2 white pawn · g2 white pawn · d1 white king | c8 black bishop · f8 black king · f7 black pawn · g7 black pawn · a6 black pawn · c6 black pawn · g6 black pawn · c4 white pawn · e4 black pawn · b3 white pawn · e3 white bishop · h3 white pawn · a2 white pawn · f2 white pawn · g2 white pawn · d1 white king | c8 black bishop · f8 black king · f7 black pawn · g7 black pawn · a6 black pawn · c6 black pawn · g6 black pawn · c4 white pawn · e4 black pawn · b3 white pawn · e3 white bishop · h3 white pawn · a2 white pawn · f2 white pawn · g2 white pawn · d1 white king | c8 black bishop · f8 black king · f7 black pawn · g7 black pawn · a6 black pawn · c6 black pawn · g6 black pawn · c4 white pawn · e4 black pawn · b3 white pawn · e3 white bishop · h3 white pawn · a2 white pawn · f2 white pawn · g2 white pawn · d1 white king | c8 black bishop · f8 black king · f7 black pawn · g7 black pawn · a6 black pawn · c6 black pawn · g6 black pawn · c4 white pawn · e4 black pawn · b3 white pawn · e3 white bishop · h3 white pawn · a2 white pawn · f2 white pawn · g2 white pawn · d1 white king | c8 black bishop · f8 black king · f7 black pawn · g7 black pawn · a6 black pawn · c6 black pawn · g6 black pawn · c4 white pawn · e4 black pawn · b3 white pawn · e3 white bishop · h3 white pawn · a2 white pawn · f2 white pawn · g2 white pawn · d1 white king | 5 |
| 4 | c8 black bishop · f8 black king · f7 black pawn · g7 black pawn · a6 black pawn · c6 black pawn · g6 black pawn · c4 white pawn · e4 black pawn · b3 white pawn · e3 white bishop · h3 white pawn · a2 white pawn · f2 white pawn · g2 white pawn · d1 white king | c8 black bishop · f8 black king · f7 black pawn · g7 black pawn · a6 black pawn · c6 black pawn · g6 black pawn · c4 white pawn · e4 black pawn · b3 white pawn · e3 white bishop · h3 white pawn · a2 white pawn · f2 white pawn · g2 white pawn · d1 white king | c8 black bishop · f8 black king · f7 black pawn · g7 black pawn · a6 black pawn · c6 black pawn · g6 black pawn · c4 white pawn · e4 black pawn · b3 white pawn · e3 white bishop · h3 white pawn · a2 white pawn · f2 white pawn · g2 white pawn · d1 white king | c8 black bishop · f8 black king · f7 black pawn · g7 black pawn · a6 black pawn · c6 black pawn · g6 black pawn · c4 white pawn · e4 black pawn · b3 white pawn · e3 white bishop · h3 white pawn · a2 white pawn · f2 white pawn · g2 white pawn · d1 white king | c8 black bishop · f8 black king · f7 black pawn · g7 black pawn · a6 black pawn · c6 black pawn · g6 black pawn · c4 white pawn · e4 black pawn · b3 white pawn · e3 white bishop · h3 white pawn · a2 white pawn · f2 white pawn · g2 white pawn · d1 white king | c8 black bishop · f8 black king · f7 black pawn · g7 black pawn · a6 black pawn · c6 black pawn · g6 black pawn · c4 white pawn · e4 black pawn · b3 white pawn · e3 white bishop · h3 white pawn · a2 white pawn · f2 white pawn · g2 white pawn · d1 white king | c8 black bishop · f8 black king · f7 black pawn · g7 black pawn · a6 black pawn · c6 black pawn · g6 black pawn · c4 white pawn · e4 black pawn · b3 white pawn · e3 white bishop · h3 white pawn · a2 white pawn · f2 white pawn · g2 white pawn · d1 white king | c8 black bishop · f8 black king · f7 black pawn · g7 black pawn · a6 black pawn · c6 black pawn · g6 black pawn · c4 white pawn · e4 black pawn · b3 white pawn · e3 white bishop · h3 white pawn · a2 white pawn · f2 white pawn · g2 white pawn · d1 white king | 4 |
| 3 | c8 black bishop · f8 black king · f7 black pawn · g7 black pawn · a6 black pawn · c6 black pawn · g6 black pawn · c4 white pawn · e4 black pawn · b3 white pawn · e3 white bishop · h3 white pawn · a2 white pawn · f2 white pawn · g2 white pawn · d1 white king | c8 black bishop · f8 black king · f7 black pawn · g7 black pawn · a6 black pawn · c6 black pawn · g6 black pawn · c4 white pawn · e4 black pawn · b3 white pawn · e3 white bishop · h3 white pawn · a2 white pawn · f2 white pawn · g2 white pawn · d1 white king | c8 black bishop · f8 black king · f7 black pawn · g7 black pawn · a6 black pawn · c6 black pawn · g6 black pawn · c4 white pawn · e4 black pawn · b3 white pawn · e3 white bishop · h3 white pawn · a2 white pawn · f2 white pawn · g2 white pawn · d1 white king | c8 black bishop · f8 black king · f7 black pawn · g7 black pawn · a6 black pawn · c6 black pawn · g6 black pawn · c4 white pawn · e4 black pawn · b3 white pawn · e3 white bishop · h3 white pawn · a2 white pawn · f2 white pawn · g2 white pawn · d1 white king | c8 black bishop · f8 black king · f7 black pawn · g7 black pawn · a6 black pawn · c6 black pawn · g6 black pawn · c4 white pawn · e4 black pawn · b3 white pawn · e3 white bishop · h3 white pawn · a2 white pawn · f2 white pawn · g2 white pawn · d1 white king | c8 black bishop · f8 black king · f7 black pawn · g7 black pawn · a6 black pawn · c6 black pawn · g6 black pawn · c4 white pawn · e4 black pawn · b3 white pawn · e3 white bishop · h3 white pawn · a2 white pawn · f2 white pawn · g2 white pawn · d1 white king | c8 black bishop · f8 black king · f7 black pawn · g7 black pawn · a6 black pawn · c6 black pawn · g6 black pawn · c4 white pawn · e4 black pawn · b3 white pawn · e3 white bishop · h3 white pawn · a2 white pawn · f2 white pawn · g2 white pawn · d1 white king | c8 black bishop · f8 black king · f7 black pawn · g7 black pawn · a6 black pawn · c6 black pawn · g6 black pawn · c4 white pawn · e4 black pawn · b3 white pawn · e3 white bishop · h3 white pawn · a2 white pawn · f2 white pawn · g2 white pawn · d1 white king | 3 |
| 2 | c8 black bishop · f8 black king · f7 black pawn · g7 black pawn · a6 black pawn · c6 black pawn · g6 black pawn · c4 white pawn · e4 black pawn · b3 white pawn · e3 white bishop · h3 white pawn · a2 white pawn · f2 white pawn · g2 white pawn · d1 white king | c8 black bishop · f8 black king · f7 black pawn · g7 black pawn · a6 black pawn · c6 black pawn · g6 black pawn · c4 white pawn · e4 black pawn · b3 white pawn · e3 white bishop · h3 white pawn · a2 white pawn · f2 white pawn · g2 white pawn · d1 white king | c8 black bishop · f8 black king · f7 black pawn · g7 black pawn · a6 black pawn · c6 black pawn · g6 black pawn · c4 white pawn · e4 black pawn · b3 white pawn · e3 white bishop · h3 white pawn · a2 white pawn · f2 white pawn · g2 white pawn · d1 white king | c8 black bishop · f8 black king · f7 black pawn · g7 black pawn · a6 black pawn · c6 black pawn · g6 black pawn · c4 white pawn · e4 black pawn · b3 white pawn · e3 white bishop · h3 white pawn · a2 white pawn · f2 white pawn · g2 white pawn · d1 white king | c8 black bishop · f8 black king · f7 black pawn · g7 black pawn · a6 black pawn · c6 black pawn · g6 black pawn · c4 white pawn · e4 black pawn · b3 white pawn · e3 white bishop · h3 white pawn · a2 white pawn · f2 white pawn · g2 white pawn · d1 white king | c8 black bishop · f8 black king · f7 black pawn · g7 black pawn · a6 black pawn · c6 black pawn · g6 black pawn · c4 white pawn · e4 black pawn · b3 white pawn · e3 white bishop · h3 white pawn · a2 white pawn · f2 white pawn · g2 white pawn · d1 white king | c8 black bishop · f8 black king · f7 black pawn · g7 black pawn · a6 black pawn · c6 black pawn · g6 black pawn · c4 white pawn · e4 black pawn · b3 white pawn · e3 white bishop · h3 white pawn · a2 white pawn · f2 white pawn · g2 white pawn · d1 white king | c8 black bishop · f8 black king · f7 black pawn · g7 black pawn · a6 black pawn · c6 black pawn · g6 black pawn · c4 white pawn · e4 black pawn · b3 white pawn · e3 white bishop · h3 white pawn · a2 white pawn · f2 white pawn · g2 white pawn · d1 white king | 2 |
| 1 | c8 black bishop · f8 black king · f7 black pawn · g7 black pawn · a6 black pawn · c6 black pawn · g6 black pawn · c4 white pawn · e4 black pawn · b3 white pawn · e3 white bishop · h3 white pawn · a2 white pawn · f2 white pawn · g2 white pawn · d1 white king | c8 black bishop · f8 black king · f7 black pawn · g7 black pawn · a6 black pawn · c6 black pawn · g6 black pawn · c4 white pawn · e4 black pawn · b3 white pawn · e3 white bishop · h3 white pawn · a2 white pawn · f2 white pawn · g2 white pawn · d1 white king | c8 black bishop · f8 black king · f7 black pawn · g7 black pawn · a6 black pawn · c6 black pawn · g6 black pawn · c4 white pawn · e4 black pawn · b3 white pawn · e3 white bishop · h3 white pawn · a2 white pawn · f2 white pawn · g2 white pawn · d1 white king | c8 black bishop · f8 black king · f7 black pawn · g7 black pawn · a6 black pawn · c6 black pawn · g6 black pawn · c4 white pawn · e4 black pawn · b3 white pawn · e3 white bishop · h3 white pawn · a2 white pawn · f2 white pawn · g2 white pawn · d1 white king | c8 black bishop · f8 black king · f7 black pawn · g7 black pawn · a6 black pawn · c6 black pawn · g6 black pawn · c4 white pawn · e4 black pawn · b3 white pawn · e3 white bishop · h3 white pawn · a2 white pawn · f2 white pawn · g2 white pawn · d1 white king | c8 black bishop · f8 black king · f7 black pawn · g7 black pawn · a6 black pawn · c6 black pawn · g6 black pawn · c4 white pawn · e4 black pawn · b3 white pawn · e3 white bishop · h3 white pawn · a2 white pawn · f2 white pawn · g2 white pawn · d1 white king | c8 black bishop · f8 black king · f7 black pawn · g7 black pawn · a6 black pawn · c6 black pawn · g6 black pawn · c4 white pawn · e4 black pawn · b3 white pawn · e3 white bishop · h3 white pawn · a2 white pawn · f2 white pawn · g2 white pawn · d1 white king | c8 black bishop · f8 black king · f7 black pawn · g7 black pawn · a6 black pawn · c6 black pawn · g6 black pawn · c4 white pawn · e4 black pawn · b3 white pawn · e3 white bishop · h3 white pawn · a2 white pawn · f2 white pawn · g2 white pawn · d1 white king | 1 |
|   | a | b | c | d | e | f | g | h |   |

Trong một vài trường hợp trên bàn cờ có nhiều Tốt, nếu một bên có những quân Tốt yếu thì đó thực sự là lợi thế cho bên còn lại trong một tàn cuộc Tượng khác màu. Trong ván đấu diễn ra vào năm 1925 giữa Efim Bogoljubov và Max Blümich, Trắng thắng vì hai Tượng trở nên khác màu khiến những ô đen của Đen suy yếu, điểm yếu của Đen là hai quân Tốt cô lập bên cánh Hậu, và một cặp Tốt chồng bên cánh vua. (Reinfeld 1947:80–81) Ván đấu đã tiếp tục như sau:
29. Kd2 Ke7
30. Kc3 f6
31. Kd4 Be6
32. Kc5 Kd7
33. Kb6 g5
34. Kxa6 Kc7
35. Bb6+ Kc8
36. Bc5 Kc7
37. Bf8 f5
38. Bxg7 f4
39. Bf6 f3
40. gxf3 exf3
41. Bxg5 Bxh3
42. Bf4+ 1-0

### Ưu thế thế trận
|   | a | b | c | d | e | f | g | h |   |
| 8 | b7 black pawn · f7 black pawn · a6 black pawn · g6 black pawn · h5 black pawn · d4 white pawn · e4 black king · h4 white pawn · a3 white pawn · e3 white bishop · g3 white pawn · e2 white king · f2 white pawn · g2 black bishop | b7 black pawn · f7 black pawn · a6 black pawn · g6 black pawn · h5 black pawn · d4 white pawn · e4 black king · h4 white pawn · a3 white pawn · e3 white bishop · g3 white pawn · e2 white king · f2 white pawn · g2 black bishop | b7 black pawn · f7 black pawn · a6 black pawn · g6 black pawn · h5 black pawn · d4 white pawn · e4 black king · h4 white pawn · a3 white pawn · e3 white bishop · g3 white pawn · e2 white king · f2 white pawn · g2 black bishop | b7 black pawn · f7 black pawn · a6 black pawn · g6 black pawn · h5 black pawn · d4 white pawn · e4 black king · h4 white pawn · a3 white pawn · e3 white bishop · g3 white pawn · e2 white king · f2 white pawn · g2 black bishop | b7 black pawn · f7 black pawn · a6 black pawn · g6 black pawn · h5 black pawn · d4 white pawn · e4 black king · h4 white pawn · a3 white pawn · e3 white bishop · g3 white pawn · e2 white king · f2 white pawn · g2 black bishop | b7 black pawn · f7 black pawn · a6 black pawn · g6 black pawn · h5 black pawn · d4 white pawn · e4 black king · h4 white pawn · a3 white pawn · e3 white bishop · g3 white pawn · e2 white king · f2 white pawn · g2 black bishop | b7 black pawn · f7 black pawn · a6 black pawn · g6 black pawn · h5 black pawn · d4 white pawn · e4 black king · h4 white pawn · a3 white pawn · e3 white bishop · g3 white pawn · e2 white king · f2 white pawn · g2 black bishop | b7 black pawn · f7 black pawn · a6 black pawn · g6 black pawn · h5 black pawn · d4 white pawn · e4 black king · h4 white pawn · a3 white pawn · e3 white bishop · g3 white pawn · e2 white king · f2 white pawn · g2 black bishop | 8 |
| 7 | b7 black pawn · f7 black pawn · a6 black pawn · g6 black pawn · h5 black pawn · d4 white pawn · e4 black king · h4 white pawn · a3 white pawn · e3 white bishop · g3 white pawn · e2 white king · f2 white pawn · g2 black bishop | b7 black pawn · f7 black pawn · a6 black pawn · g6 black pawn · h5 black pawn · d4 white pawn · e4 black king · h4 white pawn · a3 white pawn · e3 white bishop · g3 white pawn · e2 white king · f2 white pawn · g2 black bishop | b7 black pawn · f7 black pawn · a6 black pawn · g6 black pawn · h5 black pawn · d4 white pawn · e4 black king · h4 white pawn · a3 white pawn · e3 white bishop · g3 white pawn · e2 white king · f2 white pawn · g2 black bishop | b7 black pawn · f7 black pawn · a6 black pawn · g6 black pawn · h5 black pawn · d4 white pawn · e4 black king · h4 white pawn · a3 white pawn · e3 white bishop · g3 white pawn · e2 white king · f2 white pawn · g2 black bishop | b7 black pawn · f7 black pawn · a6 black pawn · g6 black pawn · h5 black pawn · d4 white pawn · e4 black king · h4 white pawn · a3 white pawn · e3 white bishop · g3 white pawn · e2 white king · f2 white pawn · g2 black bishop | b7 black pawn · f7 black pawn · a6 black pawn · g6 black pawn · h5 black pawn · d4 white pawn · e4 black king · h4 white pawn · a3 white pawn · e3 white bishop · g3 white pawn · e2 white king · f2 white pawn · g2 black bishop | b7 black pawn · f7 black pawn · a6 black pawn · g6 black pawn · h5 black pawn · d4 white pawn · e4 black king · h4 white pawn · a3 white pawn · e3 white bishop · g3 white pawn · e2 white king · f2 white pawn · g2 black bishop | b7 black pawn · f7 black pawn · a6 black pawn · g6 black pawn · h5 black pawn · d4 white pawn · e4 black king · h4 white pawn · a3 white pawn · e3 white bishop · g3 white pawn · e2 white king · f2 white pawn · g2 black bishop | 7 |
| 6 | b7 black pawn · f7 black pawn · a6 black pawn · g6 black pawn · h5 black pawn · d4 white pawn · e4 black king · h4 white pawn · a3 white pawn · e3 white bishop · g3 white pawn · e2 white king · f2 white pawn · g2 black bishop | b7 black pawn · f7 black pawn · a6 black pawn · g6 black pawn · h5 black pawn · d4 white pawn · e4 black king · h4 white pawn · a3 white pawn · e3 white bishop · g3 white pawn · e2 white king · f2 white pawn · g2 black bishop | b7 black pawn · f7 black pawn · a6 black pawn · g6 black pawn · h5 black pawn · d4 white pawn · e4 black king · h4 white pawn · a3 white pawn · e3 white bishop · g3 white pawn · e2 white king · f2 white pawn · g2 black bishop | b7 black pawn · f7 black pawn · a6 black pawn · g6 black pawn · h5 black pawn · d4 white pawn · e4 black king · h4 white pawn · a3 white pawn · e3 white bishop · g3 white pawn · e2 white king · f2 white pawn · g2 black bishop | b7 black pawn · f7 black pawn · a6 black pawn · g6 black pawn · h5 black pawn · d4 white pawn · e4 black king · h4 white pawn · a3 white pawn · e3 white bishop · g3 white pawn · e2 white king · f2 white pawn · g2 black bishop | b7 black pawn · f7 black pawn · a6 black pawn · g6 black pawn · h5 black pawn · d4 white pawn · e4 black king · h4 white pawn · a3 white pawn · e3 white bishop · g3 white pawn · e2 white king · f2 white pawn · g2 black bishop | b7 black pawn · f7 black pawn · a6 black pawn · g6 black pawn · h5 black pawn · d4 white pawn · e4 black king · h4 white pawn · a3 white pawn · e3 white bishop · g3 white pawn · e2 white king · f2 white pawn · g2 black bishop | b7 black pawn · f7 black pawn · a6 black pawn · g6 black pawn · h5 black pawn · d4 white pawn · e4 black king · h4 white pawn · a3 white pawn · e3 white bishop · g3 white pawn · e2 white king · f2 white pawn · g2 black bishop | 6 |
| 5 | b7 black pawn · f7 black pawn · a6 black pawn · g6 black pawn · h5 black pawn · d4 white pawn · e4 black king · h4 white pawn · a3 white pawn · e3 white bishop · g3 white pawn · e2 white king · f2 white pawn · g2 black bishop | b7 black pawn · f7 black pawn · a6 black pawn · g6 black pawn · h5 black pawn · d4 white pawn · e4 black king · h4 white pawn · a3 white pawn · e3 white bishop · g3 white pawn · e2 white king · f2 white pawn · g2 black bishop | b7 black pawn · f7 black pawn · a6 black pawn · g6 black pawn · h5 black pawn · d4 white pawn · e4 black king · h4 white pawn · a3 white pawn · e3 white bishop · g3 white pawn · e2 white king · f2 white pawn · g2 black bishop | b7 black pawn · f7 black pawn · a6 black pawn · g6 black pawn · h5 black pawn · d4 white pawn · e4 black king · h4 white pawn · a3 white pawn · e3 white bishop · g3 white pawn · e2 white king · f2 white pawn · g2 black bishop | b7 black pawn · f7 black pawn · a6 black pawn · g6 black pawn · h5 black pawn · d4 white pawn · e4 black king · h4 white pawn · a3 white pawn · e3 white bishop · g3 white pawn · e2 white king · f2 white pawn · g2 black bishop | b7 black pawn · f7 black pawn · a6 black pawn · g6 black pawn · h5 black pawn · d4 white pawn · e4 black king · h4 white pawn · a3 white pawn · e3 white bishop · g3 white pawn · e2 white king · f2 white pawn · g2 black bishop | b7 black pawn · f7 black pawn · a6 black pawn · g6 black pawn · h5 black pawn · d4 white pawn · e4 black king · h4 white pawn · a3 white pawn · e3 white bishop · g3 white pawn · e2 white king · f2 white pawn · g2 black bishop | b7 black pawn · f7 black pawn · a6 black pawn · g6 black pawn · h5 black pawn · d4 white pawn · e4 black king · h4 white pawn · a3 white pawn · e3 white bishop · g3 white pawn · e2 white king · f2 white pawn · g2 black bishop | 5 |
| 4 | b7 black pawn · f7 black pawn · a6 black pawn · g6 black pawn · h5 black pawn · d4 white pawn · e4 black king · h4 white pawn · a3 white pawn · e3 white bishop · g3 white pawn · e2 white king · f2 white pawn · g2 black bishop | b7 black pawn · f7 black pawn · a6 black pawn · g6 black pawn · h5 black pawn · d4 white pawn · e4 black king · h4 white pawn · a3 white pawn · e3 white bishop · g3 white pawn · e2 white king · f2 white pawn · g2 black bishop | b7 black pawn · f7 black pawn · a6 black pawn · g6 black pawn · h5 black pawn · d4 white pawn · e4 black king · h4 white pawn · a3 white pawn · e3 white bishop · g3 white pawn · e2 white king · f2 white pawn · g2 black bishop | b7 black pawn · f7 black pawn · a6 black pawn · g6 black pawn · h5 black pawn · d4 white pawn · e4 black king · h4 white pawn · a3 white pawn · e3 white bishop · g3 white pawn · e2 white king · f2 white pawn · g2 black bishop | b7 black pawn · f7 black pawn · a6 black pawn · g6 black pawn · h5 black pawn · d4 white pawn · e4 black king · h4 white pawn · a3 white pawn · e3 white bishop · g3 white pawn · e2 white king · f2 white pawn · g2 black bishop | b7 black pawn · f7 black pawn · a6 black pawn · g6 black pawn · h5 black pawn · d4 white pawn · e4 black king · h4 white pawn · a3 white pawn · e3 white bishop · g3 white pawn · e2 white king · f2 white pawn · g2 black bishop | b7 black pawn · f7 black pawn · a6 black pawn · g6 black pawn · h5 black pawn · d4 white pawn · e4 black king · h4 white pawn · a3 white pawn · e3 white bishop · g3 white pawn · e2 white king · f2 white pawn · g2 black bishop | b7 black pawn · f7 black pawn · a6 black pawn · g6 black pawn · h5 black pawn · d4 white pawn · e4 black king · h4 white pawn · a3 white pawn · e3 white bishop · g3 white pawn · e2 white king · f2 white pawn · g2 black bishop | 4 |
| 3 | b7 black pawn · f7 black pawn · a6 black pawn · g6 black pawn · h5 black pawn · d4 white pawn · e4 black king · h4 white pawn · a3 white pawn · e3 white bishop · g3 white pawn · e2 white king · f2 white pawn · g2 black bishop | b7 black pawn · f7 black pawn · a6 black pawn · g6 black pawn · h5 black pawn · d4 white pawn · e4 black king · h4 white pawn · a3 white pawn · e3 white bishop · g3 white pawn · e2 white king · f2 white pawn · g2 black bishop | b7 black pawn · f7 black pawn · a6 black pawn · g6 black pawn · h5 black pawn · d4 white pawn · e4 black king · h4 white pawn · a3 white pawn · e3 white bishop · g3 white pawn · e2 white king · f2 white pawn · g2 black bishop | b7 black pawn · f7 black pawn · a6 black pawn · g6 black pawn · h5 black pawn · d4 white pawn · e4 black king · h4 white pawn · a3 white pawn · e3 white bishop · g3 white pawn · e2 white king · f2 white pawn · g2 black bishop | b7 black pawn · f7 black pawn · a6 black pawn · g6 black pawn · h5 black pawn · d4 white pawn · e4 black king · h4 white pawn · a3 white pawn · e3 white bishop · g3 white pawn · e2 white king · f2 white pawn · g2 black bishop | b7 black pawn · f7 black pawn · a6 black pawn · g6 black pawn · h5 black pawn · d4 white pawn · e4 black king · h4 white pawn · a3 white pawn · e3 white bishop · g3 white pawn · e2 white king · f2 white pawn · g2 black bishop | b7 black pawn · f7 black pawn · a6 black pawn · g6 black pawn · h5 black pawn · d4 white pawn · e4 black king · h4 white pawn · a3 white pawn · e3 white bishop · g3 white pawn · e2 white king · f2 white pawn · g2 black bishop | b7 black pawn · f7 black pawn · a6 black pawn · g6 black pawn · h5 black pawn · d4 white pawn · e4 black king · h4 white pawn · a3 white pawn · e3 white bishop · g3 white pawn · e2 white king · f2 white pawn · g2 black bishop | 3 |
| 2 | b7 black pawn · f7 black pawn · a6 black pawn · g6 black pawn · h5 black pawn · d4 white pawn · e4 black king · h4 white pawn · a3 white pawn · e3 white bishop · g3 white pawn · e2 white king · f2 white pawn · g2 black bishop | b7 black pawn · f7 black pawn · a6 black pawn · g6 black pawn · h5 black pawn · d4 white pawn · e4 black king · h4 white pawn · a3 white pawn · e3 white bishop · g3 white pawn · e2 white king · f2 white pawn · g2 black bishop | b7 black pawn · f7 black pawn · a6 black pawn · g6 black pawn · h5 black pawn · d4 white pawn · e4 black king · h4 white pawn · a3 white pawn · e3 white bishop · g3 white pawn · e2 white king · f2 white pawn · g2 black bishop | b7 black pawn · f7 black pawn · a6 black pawn · g6 black pawn · h5 black pawn · d4 white pawn · e4 black king · h4 white pawn · a3 white pawn · e3 white bishop · g3 white pawn · e2 white king · f2 white pawn · g2 black bishop | b7 black pawn · f7 black pawn · a6 black pawn · g6 black pawn · h5 black pawn · d4 white pawn · e4 black king · h4 white pawn · a3 white pawn · e3 white bishop · g3 white pawn · e2 white king · f2 white pawn · g2 black bishop | b7 black pawn · f7 black pawn · a6 black pawn · g6 black pawn · h5 black pawn · d4 white pawn · e4 black king · h4 white pawn · a3 white pawn · e3 white bishop · g3 white pawn · e2 white king · f2 white pawn · g2 black bishop | b7 black pawn · f7 black pawn · a6 black pawn · g6 black pawn · h5 black pawn · d4 white pawn · e4 black king · h4 white pawn · a3 white pawn · e3 white bishop · g3 white pawn · e2 white king · f2 white pawn · g2 black bishop | b7 black pawn · f7 black pawn · a6 black pawn · g6 black pawn · h5 black pawn · d4 white pawn · e4 black king · h4 white pawn · a3 white pawn · e3 white bishop · g3 white pawn · e2 white king · f2 white pawn · g2 black bishop | 2 |
| 1 | b7 black pawn · f7 black pawn · a6 black pawn · g6 black pawn · h5 black pawn · d4 white pawn · e4 black king · h4 white pawn · a3 white pawn · e3 white bishop · g3 white pawn · e2 white king · f2 white pawn · g2 black bishop | b7 black pawn · f7 black pawn · a6 black pawn · g6 black pawn · h5 black pawn · d4 white pawn · e4 black king · h4 white pawn · a3 white pawn · e3 white bishop · g3 white pawn · e2 white king · f2 white pawn · g2 black bishop | b7 black pawn · f7 black pawn · a6 black pawn · g6 black pawn · h5 black pawn · d4 white pawn · e4 black king · h4 white pawn · a3 white pawn · e3 white bishop · g3 white pawn · e2 white king · f2 white pawn · g2 black bishop | b7 black pawn · f7 black pawn · a6 black pawn · g6 black pawn · h5 black pawn · d4 white pawn · e4 black king · h4 white pawn · a3 white pawn · e3 white bishop · g3 white pawn · e2 white king · f2 white pawn · g2 black bishop | b7 black pawn · f7 black pawn · a6 black pawn · g6 black pawn · h5 black pawn · d4 white pawn · e4 black king · h4 white pawn · a3 white pawn · e3 white bishop · g3 white pawn · e2 white king · f2 white pawn · g2 black bishop | b7 black pawn · f7 black pawn · a6 black pawn · g6 black pawn · h5 black pawn · d4 white pawn · e4 black king · h4 white pawn · a3 white pawn · e3 white bishop · g3 white pawn · e2 white king · f2 white pawn · g2 black bishop | b7 black pawn · f7 black pawn · a6 black pawn · g6 black pawn · h5 black pawn · d4 white pawn · e4 black king · h4 white pawn · a3 white pawn · e3 white bishop · g3 white pawn · e2 white king · f2 white pawn · g2 black bishop | b7 black pawn · f7 black pawn · a6 black pawn · g6 black pawn · h5 black pawn · d4 white pawn · e4 black king · h4 white pawn · a3 white pawn · e3 white bishop · g3 white pawn · e2 white king · f2 white pawn · g2 black bishop | 1 |
|   | a | b | c | d | e | f | g | h |   |

Mặc dù tàn cuộc với hai Tượng khác màu có xu hướng hòa, kể cả với một bên có ưu thế vật chất, tuy nhiên trong một số trường hợp ưu thế thế trận là đủ để thắng với quân số tương đương (vật chất ngang nhau). Trong thế cờ lấy từ một ván đấu diễn ra vào năm 1956 giữa Reinhart Fuchs và Ratmir Kholmov, Lợi thế về thế trận đã cho phép Đen giành chiến thắng (Donaldson 1995:63–64).
|   | a | b | c | d | e | f | g | h |   |
| 8 | g8 black king · c7 black pawn · g7 black pawn · c6 black pawn · f6 black pawn · c5 white pawn · d5 black bishop · a4 black pawn · d4 white pawn · h4 black pawn · a3 white bishop · d3 white pawn · f3 white pawn · f2 white king · g2 white pawn · h2 white pawn | g8 black king · c7 black pawn · g7 black pawn · c6 black pawn · f6 black pawn · c5 white pawn · d5 black bishop · a4 black pawn · d4 white pawn · h4 black pawn · a3 white bishop · d3 white pawn · f3 white pawn · f2 white king · g2 white pawn · h2 white pawn | g8 black king · c7 black pawn · g7 black pawn · c6 black pawn · f6 black pawn · c5 white pawn · d5 black bishop · a4 black pawn · d4 white pawn · h4 black pawn · a3 white bishop · d3 white pawn · f3 white pawn · f2 white king · g2 white pawn · h2 white pawn | g8 black king · c7 black pawn · g7 black pawn · c6 black pawn · f6 black pawn · c5 white pawn · d5 black bishop · a4 black pawn · d4 white pawn · h4 black pawn · a3 white bishop · d3 white pawn · f3 white pawn · f2 white king · g2 white pawn · h2 white pawn | g8 black king · c7 black pawn · g7 black pawn · c6 black pawn · f6 black pawn · c5 white pawn · d5 black bishop · a4 black pawn · d4 white pawn · h4 black pawn · a3 white bishop · d3 white pawn · f3 white pawn · f2 white king · g2 white pawn · h2 white pawn | g8 black king · c7 black pawn · g7 black pawn · c6 black pawn · f6 black pawn · c5 white pawn · d5 black bishop · a4 black pawn · d4 white pawn · h4 black pawn · a3 white bishop · d3 white pawn · f3 white pawn · f2 white king · g2 white pawn · h2 white pawn | g8 black king · c7 black pawn · g7 black pawn · c6 black pawn · f6 black pawn · c5 white pawn · d5 black bishop · a4 black pawn · d4 white pawn · h4 black pawn · a3 white bishop · d3 white pawn · f3 white pawn · f2 white king · g2 white pawn · h2 white pawn | g8 black king · c7 black pawn · g7 black pawn · c6 black pawn · f6 black pawn · c5 white pawn · d5 black bishop · a4 black pawn · d4 white pawn · h4 black pawn · a3 white bishop · d3 white pawn · f3 white pawn · f2 white king · g2 white pawn · h2 white pawn | 8 |
| 7 | g8 black king · c7 black pawn · g7 black pawn · c6 black pawn · f6 black pawn · c5 white pawn · d5 black bishop · a4 black pawn · d4 white pawn · h4 black pawn · a3 white bishop · d3 white pawn · f3 white pawn · f2 white king · g2 white pawn · h2 white pawn | g8 black king · c7 black pawn · g7 black pawn · c6 black pawn · f6 black pawn · c5 white pawn · d5 black bishop · a4 black pawn · d4 white pawn · h4 black pawn · a3 white bishop · d3 white pawn · f3 white pawn · f2 white king · g2 white pawn · h2 white pawn | g8 black king · c7 black pawn · g7 black pawn · c6 black pawn · f6 black pawn · c5 white pawn · d5 black bishop · a4 black pawn · d4 white pawn · h4 black pawn · a3 white bishop · d3 white pawn · f3 white pawn · f2 white king · g2 white pawn · h2 white pawn | g8 black king · c7 black pawn · g7 black pawn · c6 black pawn · f6 black pawn · c5 white pawn · d5 black bishop · a4 black pawn · d4 white pawn · h4 black pawn · a3 white bishop · d3 white pawn · f3 white pawn · f2 white king · g2 white pawn · h2 white pawn | g8 black king · c7 black pawn · g7 black pawn · c6 black pawn · f6 black pawn · c5 white pawn · d5 black bishop · a4 black pawn · d4 white pawn · h4 black pawn · a3 white bishop · d3 white pawn · f3 white pawn · f2 white king · g2 white pawn · h2 white pawn | g8 black king · c7 black pawn · g7 black pawn · c6 black pawn · f6 black pawn · c5 white pawn · d5 black bishop · a4 black pawn · d4 white pawn · h4 black pawn · a3 white bishop · d3 white pawn · f3 white pawn · f2 white king · g2 white pawn · h2 white pawn | g8 black king · c7 black pawn · g7 black pawn · c6 black pawn · f6 black pawn · c5 white pawn · d5 black bishop · a4 black pawn · d4 white pawn · h4 black pawn · a3 white bishop · d3 white pawn · f3 white pawn · f2 white king · g2 white pawn · h2 white pawn | g8 black king · c7 black pawn · g7 black pawn · c6 black pawn · f6 black pawn · c5 white pawn · d5 black bishop · a4 black pawn · d4 white pawn · h4 black pawn · a3 white bishop · d3 white pawn · f3 white pawn · f2 white king · g2 white pawn · h2 white pawn | 7 |
| 6 | g8 black king · c7 black pawn · g7 black pawn · c6 black pawn · f6 black pawn · c5 white pawn · d5 black bishop · a4 black pawn · d4 white pawn · h4 black pawn · a3 white bishop · d3 white pawn · f3 white pawn · f2 white king · g2 white pawn · h2 white pawn | g8 black king · c7 black pawn · g7 black pawn · c6 black pawn · f6 black pawn · c5 white pawn · d5 black bishop · a4 black pawn · d4 white pawn · h4 black pawn · a3 white bishop · d3 white pawn · f3 white pawn · f2 white king · g2 white pawn · h2 white pawn | g8 black king · c7 black pawn · g7 black pawn · c6 black pawn · f6 black pawn · c5 white pawn · d5 black bishop · a4 black pawn · d4 white pawn · h4 black pawn · a3 white bishop · d3 white pawn · f3 white pawn · f2 white king · g2 white pawn · h2 white pawn | g8 black king · c7 black pawn · g7 black pawn · c6 black pawn · f6 black pawn · c5 white pawn · d5 black bishop · a4 black pawn · d4 white pawn · h4 black pawn · a3 white bishop · d3 white pawn · f3 white pawn · f2 white king · g2 white pawn · h2 white pawn | g8 black king · c7 black pawn · g7 black pawn · c6 black pawn · f6 black pawn · c5 white pawn · d5 black bishop · a4 black pawn · d4 white pawn · h4 black pawn · a3 white bishop · d3 white pawn · f3 white pawn · f2 white king · g2 white pawn · h2 white pawn | g8 black king · c7 black pawn · g7 black pawn · c6 black pawn · f6 black pawn · c5 white pawn · d5 black bishop · a4 black pawn · d4 white pawn · h4 black pawn · a3 white bishop · d3 white pawn · f3 white pawn · f2 white king · g2 white pawn · h2 white pawn | g8 black king · c7 black pawn · g7 black pawn · c6 black pawn · f6 black pawn · c5 white pawn · d5 black bishop · a4 black pawn · d4 white pawn · h4 black pawn · a3 white bishop · d3 white pawn · f3 white pawn · f2 white king · g2 white pawn · h2 white pawn | g8 black king · c7 black pawn · g7 black pawn · c6 black pawn · f6 black pawn · c5 white pawn · d5 black bishop · a4 black pawn · d4 white pawn · h4 black pawn · a3 white bishop · d3 white pawn · f3 white pawn · f2 white king · g2 white pawn · h2 white pawn | 6 |
| 5 | g8 black king · c7 black pawn · g7 black pawn · c6 black pawn · f6 black pawn · c5 white pawn · d5 black bishop · a4 black pawn · d4 white pawn · h4 black pawn · a3 white bishop · d3 white pawn · f3 white pawn · f2 white king · g2 white pawn · h2 white pawn | g8 black king · c7 black pawn · g7 black pawn · c6 black pawn · f6 black pawn · c5 white pawn · d5 black bishop · a4 black pawn · d4 white pawn · h4 black pawn · a3 white bishop · d3 white pawn · f3 white pawn · f2 white king · g2 white pawn · h2 white pawn | g8 black king · c7 black pawn · g7 black pawn · c6 black pawn · f6 black pawn · c5 white pawn · d5 black bishop · a4 black pawn · d4 white pawn · h4 black pawn · a3 white bishop · d3 white pawn · f3 white pawn · f2 white king · g2 white pawn · h2 white pawn | g8 black king · c7 black pawn · g7 black pawn · c6 black pawn · f6 black pawn · c5 white pawn · d5 black bishop · a4 black pawn · d4 white pawn · h4 black pawn · a3 white bishop · d3 white pawn · f3 white pawn · f2 white king · g2 white pawn · h2 white pawn | g8 black king · c7 black pawn · g7 black pawn · c6 black pawn · f6 black pawn · c5 white pawn · d5 black bishop · a4 black pawn · d4 white pawn · h4 black pawn · a3 white bishop · d3 white pawn · f3 white pawn · f2 white king · g2 white pawn · h2 white pawn | g8 black king · c7 black pawn · g7 black pawn · c6 black pawn · f6 black pawn · c5 white pawn · d5 black bishop · a4 black pawn · d4 white pawn · h4 black pawn · a3 white bishop · d3 white pawn · f3 white pawn · f2 white king · g2 white pawn · h2 white pawn | g8 black king · c7 black pawn · g7 black pawn · c6 black pawn · f6 black pawn · c5 white pawn · d5 black bishop · a4 black pawn · d4 white pawn · h4 black pawn · a3 white bishop · d3 white pawn · f3 white pawn · f2 white king · g2 white pawn · h2 white pawn | g8 black king · c7 black pawn · g7 black pawn · c6 black pawn · f6 black pawn · c5 white pawn · d5 black bishop · a4 black pawn · d4 white pawn · h4 black pawn · a3 white bishop · d3 white pawn · f3 white pawn · f2 white king · g2 white pawn · h2 white pawn | 5 |
| 4 | g8 black king · c7 black pawn · g7 black pawn · c6 black pawn · f6 black pawn · c5 white pawn · d5 black bishop · a4 black pawn · d4 white pawn · h4 black pawn · a3 white bishop · d3 white pawn · f3 white pawn · f2 white king · g2 white pawn · h2 white pawn | g8 black king · c7 black pawn · g7 black pawn · c6 black pawn · f6 black pawn · c5 white pawn · d5 black bishop · a4 black pawn · d4 white pawn · h4 black pawn · a3 white bishop · d3 white pawn · f3 white pawn · f2 white king · g2 white pawn · h2 white pawn | g8 black king · c7 black pawn · g7 black pawn · c6 black pawn · f6 black pawn · c5 white pawn · d5 black bishop · a4 black pawn · d4 white pawn · h4 black pawn · a3 white bishop · d3 white pawn · f3 white pawn · f2 white king · g2 white pawn · h2 white pawn | g8 black king · c7 black pawn · g7 black pawn · c6 black pawn · f6 black pawn · c5 white pawn · d5 black bishop · a4 black pawn · d4 white pawn · h4 black pawn · a3 white bishop · d3 white pawn · f3 white pawn · f2 white king · g2 white pawn · h2 white pawn | g8 black king · c7 black pawn · g7 black pawn · c6 black pawn · f6 black pawn · c5 white pawn · d5 black bishop · a4 black pawn · d4 white pawn · h4 black pawn · a3 white bishop · d3 white pawn · f3 white pawn · f2 white king · g2 white pawn · h2 white pawn | g8 black king · c7 black pawn · g7 black pawn · c6 black pawn · f6 black pawn · c5 white pawn · d5 black bishop · a4 black pawn · d4 white pawn · h4 black pawn · a3 white bishop · d3 white pawn · f3 white pawn · f2 white king · g2 white pawn · h2 white pawn | g8 black king · c7 black pawn · g7 black pawn · c6 black pawn · f6 black pawn · c5 white pawn · d5 black bishop · a4 black pawn · d4 white pawn · h4 black pawn · a3 white bishop · d3 white pawn · f3 white pawn · f2 white king · g2 white pawn · h2 white pawn | g8 black king · c7 black pawn · g7 black pawn · c6 black pawn · f6 black pawn · c5 white pawn · d5 black bishop · a4 black pawn · d4 white pawn · h4 black pawn · a3 white bishop · d3 white pawn · f3 white pawn · f2 white king · g2 white pawn · h2 white pawn | 4 |
| 3 | g8 black king · c7 black pawn · g7 black pawn · c6 black pawn · f6 black pawn · c5 white pawn · d5 black bishop · a4 black pawn · d4 white pawn · h4 black pawn · a3 white bishop · d3 white pawn · f3 white pawn · f2 white king · g2 white pawn · h2 white pawn | g8 black king · c7 black pawn · g7 black pawn · c6 black pawn · f6 black pawn · c5 white pawn · d5 black bishop · a4 black pawn · d4 white pawn · h4 black pawn · a3 white bishop · d3 white pawn · f3 white pawn · f2 white king · g2 white pawn · h2 white pawn | g8 black king · c7 black pawn · g7 black pawn · c6 black pawn · f6 black pawn · c5 white pawn · d5 black bishop · a4 black pawn · d4 white pawn · h4 black pawn · a3 white bishop · d3 white pawn · f3 white pawn · f2 white king · g2 white pawn · h2 white pawn | g8 black king · c7 black pawn · g7 black pawn · c6 black pawn · f6 black pawn · c5 white pawn · d5 black bishop · a4 black pawn · d4 white pawn · h4 black pawn · a3 white bishop · d3 white pawn · f3 white pawn · f2 white king · g2 white pawn · h2 white pawn | g8 black king · c7 black pawn · g7 black pawn · c6 black pawn · f6 black pawn · c5 white pawn · d5 black bishop · a4 black pawn · d4 white pawn · h4 black pawn · a3 white bishop · d3 white pawn · f3 white pawn · f2 white king · g2 white pawn · h2 white pawn | g8 black king · c7 black pawn · g7 black pawn · c6 black pawn · f6 black pawn · c5 white pawn · d5 black bishop · a4 black pawn · d4 white pawn · h4 black pawn · a3 white bishop · d3 white pawn · f3 white pawn · f2 white king · g2 white pawn · h2 white pawn | g8 black king · c7 black pawn · g7 black pawn · c6 black pawn · f6 black pawn · c5 white pawn · d5 black bishop · a4 black pawn · d4 white pawn · h4 black pawn · a3 white bishop · d3 white pawn · f3 white pawn · f2 white king · g2 white pawn · h2 white pawn | g8 black king · c7 black pawn · g7 black pawn · c6 black pawn · f6 black pawn · c5 white pawn · d5 black bishop · a4 black pawn · d4 white pawn · h4 black pawn · a3 white bishop · d3 white pawn · f3 white pawn · f2 white king · g2 white pawn · h2 white pawn | 3 |
| 2 | g8 black king · c7 black pawn · g7 black pawn · c6 black pawn · f6 black pawn · c5 white pawn · d5 black bishop · a4 black pawn · d4 white pawn · h4 black pawn · a3 white bishop · d3 white pawn · f3 white pawn · f2 white king · g2 white pawn · h2 white pawn | g8 black king · c7 black pawn · g7 black pawn · c6 black pawn · f6 black pawn · c5 white pawn · d5 black bishop · a4 black pawn · d4 white pawn · h4 black pawn · a3 white bishop · d3 white pawn · f3 white pawn · f2 white king · g2 white pawn · h2 white pawn | g8 black king · c7 black pawn · g7 black pawn · c6 black pawn · f6 black pawn · c5 white pawn · d5 black bishop · a4 black pawn · d4 white pawn · h4 black pawn · a3 white bishop · d3 white pawn · f3 white pawn · f2 white king · g2 white pawn · h2 white pawn | g8 black king · c7 black pawn · g7 black pawn · c6 black pawn · f6 black pawn · c5 white pawn · d5 black bishop · a4 black pawn · d4 white pawn · h4 black pawn · a3 white bishop · d3 white pawn · f3 white pawn · f2 white king · g2 white pawn · h2 white pawn | g8 black king · c7 black pawn · g7 black pawn · c6 black pawn · f6 black pawn · c5 white pawn · d5 black bishop · a4 black pawn · d4 white pawn · h4 black pawn · a3 white bishop · d3 white pawn · f3 white pawn · f2 white king · g2 white pawn · h2 white pawn | g8 black king · c7 black pawn · g7 black pawn · c6 black pawn · f6 black pawn · c5 white pawn · d5 black bishop · a4 black pawn · d4 white pawn · h4 black pawn · a3 white bishop · d3 white pawn · f3 white pawn · f2 white king · g2 white pawn · h2 white pawn | g8 black king · c7 black pawn · g7 black pawn · c6 black pawn · f6 black pawn · c5 white pawn · d5 black bishop · a4 black pawn · d4 white pawn · h4 black pawn · a3 white bishop · d3 white pawn · f3 white pawn · f2 white king · g2 white pawn · h2 white pawn | g8 black king · c7 black pawn · g7 black pawn · c6 black pawn · f6 black pawn · c5 white pawn · d5 black bishop · a4 black pawn · d4 white pawn · h4 black pawn · a3 white bishop · d3 white pawn · f3 white pawn · f2 white king · g2 white pawn · h2 white pawn | 2 |
| 1 | g8 black king · c7 black pawn · g7 black pawn · c6 black pawn · f6 black pawn · c5 white pawn · d5 black bishop · a4 black pawn · d4 white pawn · h4 black pawn · a3 white bishop · d3 white pawn · f3 white pawn · f2 white king · g2 white pawn · h2 white pawn | g8 black king · c7 black pawn · g7 black pawn · c6 black pawn · f6 black pawn · c5 white pawn · d5 black bishop · a4 black pawn · d4 white pawn · h4 black pawn · a3 white bishop · d3 white pawn · f3 white pawn · f2 white king · g2 white pawn · h2 white pawn | g8 black king · c7 black pawn · g7 black pawn · c6 black pawn · f6 black pawn · c5 white pawn · d5 black bishop · a4 black pawn · d4 white pawn · h4 black pawn · a3 white bishop · d3 white pawn · f3 white pawn · f2 white king · g2 white pawn · h2 white pawn | g8 black king · c7 black pawn · g7 black pawn · c6 black pawn · f6 black pawn · c5 white pawn · d5 black bishop · a4 black pawn · d4 white pawn · h4 black pawn · a3 white bishop · d3 white pawn · f3 white pawn · f2 white king · g2 white pawn · h2 white pawn | g8 black king · c7 black pawn · g7 black pawn · c6 black pawn · f6 black pawn · c5 white pawn · d5 black bishop · a4 black pawn · d4 white pawn · h4 black pawn · a3 white bishop · d3 white pawn · f3 white pawn · f2 white king · g2 white pawn · h2 white pawn | g8 black king · c7 black pawn · g7 black pawn · c6 black pawn · f6 black pawn · c5 white pawn · d5 black bishop · a4 black pawn · d4 white pawn · h4 black pawn · a3 white bishop · d3 white pawn · f3 white pawn · f2 white king · g2 white pawn · h2 white pawn | g8 black king · c7 black pawn · g7 black pawn · c6 black pawn · f6 black pawn · c5 white pawn · d5 black bishop · a4 black pawn · d4 white pawn · h4 black pawn · a3 white bishop · d3 white pawn · f3 white pawn · f2 white king · g2 white pawn · h2 white pawn | g8 black king · c7 black pawn · g7 black pawn · c6 black pawn · f6 black pawn · c5 white pawn · d5 black bishop · a4 black pawn · d4 white pawn · h4 black pawn · a3 white bishop · d3 white pawn · f3 white pawn · f2 white king · g2 white pawn · h2 white pawn | 1 |
|   | a | b | c | d | e | f | g | h |   |

Trong ván đấu Bojan Kurajica - Anatoly Karpov diễn ra năm 1976, vật chất là cân bằng nhưng Đen đã trói chân các Tốt Trắng bên cánh Hậu và đang chuẩn bị để vượt qua. Đen cần tạo thêm yếu điểm cho đối phương hoặc một quân Tốt thông để giành chiến thắng. Trắng đầu hàng sau nước 57
(Kasparov 2006:300–302), (Donaldson 1995:66–67).

## Quân bổ sung
Nếu cả hai bên đều có thêm một quân bổ sung như nhau, tình huống sẽ phức tạp hơn nhiều và không dễ để có thể hệ thống hóa. Nhìn chung, sự có mặt của quân khác sẽ giúp bên mạnh (bên có ưu thế nhỏ từ trước) có nhiều cơ hội chiến thắng hơn. Thế chủ động là rất quan trọng trong những tàn cuộc kiểu như thế này (Müller & Pajeken 2008:141).

### Mã
Nếu cả hai bên đều có thêm một Mã, ý tưởng cơ bản cho bên mạnh hơn là sẽ tạo ra hai Tốt thông. Nếu làm được điều này thì đổi Mã là việc chấp nhận được đối với bên mạnh. Tuy nhiên, đổi Mã có thể đem lại lợi ích cho bên phòng thủ (bên yếu), đặc biệt nếu họ không có điểm yếu thế trận và đối phương chỉ có một Tốt thông. Tàn cuộc dạng này xảy ra trong khoảng 0,6% số ván đấu giữa các kỳ thủ đẳng cấp cao (Flear 2007:176ff).

### Xe
Nếu mỗi bên có thêm một Xe, bên mạnh hơn sẽ có triển vọng chiến thắng nhiều hơn. Xe có thể tác động đến cả hai ô màu. Thi thoảng bên mạnh có thể đổi Xe lấy Tượng của bên yếu để phá vỡ pháo đài (một sự phòng thủ chặt chẽ). Thi thoảng bên yếu có thể thí Tượng lấy một hoặc vài Tốt để dẫn đến cờ tàn một Xe và một Tượng chống Xe và có thể có được kết quả hòa (xem Tàn cuộc không Tốt). Vấn đề khó nhất mà bên mạnh gặp phải thường là làm thế nào để phá vỡ sự phong tỏa của Tượng bên yếu. Những tàn cuộc kiểu như thế này xảy ra trong 2,8% số ván đấu giữa các kỳ thủ đẳng cấp cao (Flear 2007:326ff).

#### Ví dụ
|   | a | b | c | d | e | f | g | h |   |
| 8 | a7 black pawn · e7 black king · f7 black pawn · g7 black pawn · h7 black pawn · b6 black pawn · e6 black bishop · d5 black rook · g5 white pawn · c4 black pawn · h4 white pawn · c3 white pawn · e3 white bishop · f3 white pawn · a2 white pawn · b2 white rook · e2 white pawn · f2 white king | a7 black pawn · e7 black king · f7 black pawn · g7 black pawn · h7 black pawn · b6 black pawn · e6 black bishop · d5 black rook · g5 white pawn · c4 black pawn · h4 white pawn · c3 white pawn · e3 white bishop · f3 white pawn · a2 white pawn · b2 white rook · e2 white pawn · f2 white king | a7 black pawn · e7 black king · f7 black pawn · g7 black pawn · h7 black pawn · b6 black pawn · e6 black bishop · d5 black rook · g5 white pawn · c4 black pawn · h4 white pawn · c3 white pawn · e3 white bishop · f3 white pawn · a2 white pawn · b2 white rook · e2 white pawn · f2 white king | a7 black pawn · e7 black king · f7 black pawn · g7 black pawn · h7 black pawn · b6 black pawn · e6 black bishop · d5 black rook · g5 white pawn · c4 black pawn · h4 white pawn · c3 white pawn · e3 white bishop · f3 white pawn · a2 white pawn · b2 white rook · e2 white pawn · f2 white king | a7 black pawn · e7 black king · f7 black pawn · g7 black pawn · h7 black pawn · b6 black pawn · e6 black bishop · d5 black rook · g5 white pawn · c4 black pawn · h4 white pawn · c3 white pawn · e3 white bishop · f3 white pawn · a2 white pawn · b2 white rook · e2 white pawn · f2 white king | a7 black pawn · e7 black king · f7 black pawn · g7 black pawn · h7 black pawn · b6 black pawn · e6 black bishop · d5 black rook · g5 white pawn · c4 black pawn · h4 white pawn · c3 white pawn · e3 white bishop · f3 white pawn · a2 white pawn · b2 white rook · e2 white pawn · f2 white king | a7 black pawn · e7 black king · f7 black pawn · g7 black pawn · h7 black pawn · b6 black pawn · e6 black bishop · d5 black rook · g5 white pawn · c4 black pawn · h4 white pawn · c3 white pawn · e3 white bishop · f3 white pawn · a2 white pawn · b2 white rook · e2 white pawn · f2 white king | a7 black pawn · e7 black king · f7 black pawn · g7 black pawn · h7 black pawn · b6 black pawn · e6 black bishop · d5 black rook · g5 white pawn · c4 black pawn · h4 white pawn · c3 white pawn · e3 white bishop · f3 white pawn · a2 white pawn · b2 white rook · e2 white pawn · f2 white king | 8 |
| 7 | a7 black pawn · e7 black king · f7 black pawn · g7 black pawn · h7 black pawn · b6 black pawn · e6 black bishop · d5 black rook · g5 white pawn · c4 black pawn · h4 white pawn · c3 white pawn · e3 white bishop · f3 white pawn · a2 white pawn · b2 white rook · e2 white pawn · f2 white king | a7 black pawn · e7 black king · f7 black pawn · g7 black pawn · h7 black pawn · b6 black pawn · e6 black bishop · d5 black rook · g5 white pawn · c4 black pawn · h4 white pawn · c3 white pawn · e3 white bishop · f3 white pawn · a2 white pawn · b2 white rook · e2 white pawn · f2 white king | a7 black pawn · e7 black king · f7 black pawn · g7 black pawn · h7 black pawn · b6 black pawn · e6 black bishop · d5 black rook · g5 white pawn · c4 black pawn · h4 white pawn · c3 white pawn · e3 white bishop · f3 white pawn · a2 white pawn · b2 white rook · e2 white pawn · f2 white king | a7 black pawn · e7 black king · f7 black pawn · g7 black pawn · h7 black pawn · b6 black pawn · e6 black bishop · d5 black rook · g5 white pawn · c4 black pawn · h4 white pawn · c3 white pawn · e3 white bishop · f3 white pawn · a2 white pawn · b2 white rook · e2 white pawn · f2 white king | a7 black pawn · e7 black king · f7 black pawn · g7 black pawn · h7 black pawn · b6 black pawn · e6 black bishop · d5 black rook · g5 white pawn · c4 black pawn · h4 white pawn · c3 white pawn · e3 white bishop · f3 white pawn · a2 white pawn · b2 white rook · e2 white pawn · f2 white king | a7 black pawn · e7 black king · f7 black pawn · g7 black pawn · h7 black pawn · b6 black pawn · e6 black bishop · d5 black rook · g5 white pawn · c4 black pawn · h4 white pawn · c3 white pawn · e3 white bishop · f3 white pawn · a2 white pawn · b2 white rook · e2 white pawn · f2 white king | a7 black pawn · e7 black king · f7 black pawn · g7 black pawn · h7 black pawn · b6 black pawn · e6 black bishop · d5 black rook · g5 white pawn · c4 black pawn · h4 white pawn · c3 white pawn · e3 white bishop · f3 white pawn · a2 white pawn · b2 white rook · e2 white pawn · f2 white king | a7 black pawn · e7 black king · f7 black pawn · g7 black pawn · h7 black pawn · b6 black pawn · e6 black bishop · d5 black rook · g5 white pawn · c4 black pawn · h4 white pawn · c3 white pawn · e3 white bishop · f3 white pawn · a2 white pawn · b2 white rook · e2 white pawn · f2 white king | 7 |
| 6 | a7 black pawn · e7 black king · f7 black pawn · g7 black pawn · h7 black pawn · b6 black pawn · e6 black bishop · d5 black rook · g5 white pawn · c4 black pawn · h4 white pawn · c3 white pawn · e3 white bishop · f3 white pawn · a2 white pawn · b2 white rook · e2 white pawn · f2 white king | a7 black pawn · e7 black king · f7 black pawn · g7 black pawn · h7 black pawn · b6 black pawn · e6 black bishop · d5 black rook · g5 white pawn · c4 black pawn · h4 white pawn · c3 white pawn · e3 white bishop · f3 white pawn · a2 white pawn · b2 white rook · e2 white pawn · f2 white king | a7 black pawn · e7 black king · f7 black pawn · g7 black pawn · h7 black pawn · b6 black pawn · e6 black bishop · d5 black rook · g5 white pawn · c4 black pawn · h4 white pawn · c3 white pawn · e3 white bishop · f3 white pawn · a2 white pawn · b2 white rook · e2 white pawn · f2 white king | a7 black pawn · e7 black king · f7 black pawn · g7 black pawn · h7 black pawn · b6 black pawn · e6 black bishop · d5 black rook · g5 white pawn · c4 black pawn · h4 white pawn · c3 white pawn · e3 white bishop · f3 white pawn · a2 white pawn · b2 white rook · e2 white pawn · f2 white king | a7 black pawn · e7 black king · f7 black pawn · g7 black pawn · h7 black pawn · b6 black pawn · e6 black bishop · d5 black rook · g5 white pawn · c4 black pawn · h4 white pawn · c3 white pawn · e3 white bishop · f3 white pawn · a2 white pawn · b2 white rook · e2 white pawn · f2 white king | a7 black pawn · e7 black king · f7 black pawn · g7 black pawn · h7 black pawn · b6 black pawn · e6 black bishop · d5 black rook · g5 white pawn · c4 black pawn · h4 white pawn · c3 white pawn · e3 white bishop · f3 white pawn · a2 white pawn · b2 white rook · e2 white pawn · f2 white king | a7 black pawn · e7 black king · f7 black pawn · g7 black pawn · h7 black pawn · b6 black pawn · e6 black bishop · d5 black rook · g5 white pawn · c4 black pawn · h4 white pawn · c3 white pawn · e3 white bishop · f3 white pawn · a2 white pawn · b2 white rook · e2 white pawn · f2 white king | a7 black pawn · e7 black king · f7 black pawn · g7 black pawn · h7 black pawn · b6 black pawn · e6 black bishop · d5 black rook · g5 white pawn · c4 black pawn · h4 white pawn · c3 white pawn · e3 white bishop · f3 white pawn · a2 white pawn · b2 white rook · e2 white pawn · f2 white king | 6 |
| 5 | a7 black pawn · e7 black king · f7 black pawn · g7 black pawn · h7 black pawn · b6 black pawn · e6 black bishop · d5 black rook · g5 white pawn · c4 black pawn · h4 white pawn · c3 white pawn · e3 white bishop · f3 white pawn · a2 white pawn · b2 white rook · e2 white pawn · f2 white king | a7 black pawn · e7 black king · f7 black pawn · g7 black pawn · h7 black pawn · b6 black pawn · e6 black bishop · d5 black rook · g5 white pawn · c4 black pawn · h4 white pawn · c3 white pawn · e3 white bishop · f3 white pawn · a2 white pawn · b2 white rook · e2 white pawn · f2 white king | a7 black pawn · e7 black king · f7 black pawn · g7 black pawn · h7 black pawn · b6 black pawn · e6 black bishop · d5 black rook · g5 white pawn · c4 black pawn · h4 white pawn · c3 white pawn · e3 white bishop · f3 white pawn · a2 white pawn · b2 white rook · e2 white pawn · f2 white king | a7 black pawn · e7 black king · f7 black pawn · g7 black pawn · h7 black pawn · b6 black pawn · e6 black bishop · d5 black rook · g5 white pawn · c4 black pawn · h4 white pawn · c3 white pawn · e3 white bishop · f3 white pawn · a2 white pawn · b2 white rook · e2 white pawn · f2 white king | a7 black pawn · e7 black king · f7 black pawn · g7 black pawn · h7 black pawn · b6 black pawn · e6 black bishop · d5 black rook · g5 white pawn · c4 black pawn · h4 white pawn · c3 white pawn · e3 white bishop · f3 white pawn · a2 white pawn · b2 white rook · e2 white pawn · f2 white king | a7 black pawn · e7 black king · f7 black pawn · g7 black pawn · h7 black pawn · b6 black pawn · e6 black bishop · d5 black rook · g5 white pawn · c4 black pawn · h4 white pawn · c3 white pawn · e3 white bishop · f3 white pawn · a2 white pawn · b2 white rook · e2 white pawn · f2 white king | a7 black pawn · e7 black king · f7 black pawn · g7 black pawn · h7 black pawn · b6 black pawn · e6 black bishop · d5 black rook · g5 white pawn · c4 black pawn · h4 white pawn · c3 white pawn · e3 white bishop · f3 white pawn · a2 white pawn · b2 white rook · e2 white pawn · f2 white king | a7 black pawn · e7 black king · f7 black pawn · g7 black pawn · h7 black pawn · b6 black pawn · e6 black bishop · d5 black rook · g5 white pawn · c4 black pawn · h4 white pawn · c3 white pawn · e3 white bishop · f3 white pawn · a2 white pawn · b2 white rook · e2 white pawn · f2 white king | 5 |
| 4 | a7 black pawn · e7 black king · f7 black pawn · g7 black pawn · h7 black pawn · b6 black pawn · e6 black bishop · d5 black rook · g5 white pawn · c4 black pawn · h4 white pawn · c3 white pawn · e3 white bishop · f3 white pawn · a2 white pawn · b2 white rook · e2 white pawn · f2 white king | a7 black pawn · e7 black king · f7 black pawn · g7 black pawn · h7 black pawn · b6 black pawn · e6 black bishop · d5 black rook · g5 white pawn · c4 black pawn · h4 white pawn · c3 white pawn · e3 white bishop · f3 white pawn · a2 white pawn · b2 white rook · e2 white pawn · f2 white king | a7 black pawn · e7 black king · f7 black pawn · g7 black pawn · h7 black pawn · b6 black pawn · e6 black bishop · d5 black rook · g5 white pawn · c4 black pawn · h4 white pawn · c3 white pawn · e3 white bishop · f3 white pawn · a2 white pawn · b2 white rook · e2 white pawn · f2 white king | a7 black pawn · e7 black king · f7 black pawn · g7 black pawn · h7 black pawn · b6 black pawn · e6 black bishop · d5 black rook · g5 white pawn · c4 black pawn · h4 white pawn · c3 white pawn · e3 white bishop · f3 white pawn · a2 white pawn · b2 white rook · e2 white pawn · f2 white king | a7 black pawn · e7 black king · f7 black pawn · g7 black pawn · h7 black pawn · b6 black pawn · e6 black bishop · d5 black rook · g5 white pawn · c4 black pawn · h4 white pawn · c3 white pawn · e3 white bishop · f3 white pawn · a2 white pawn · b2 white rook · e2 white pawn · f2 white king | a7 black pawn · e7 black king · f7 black pawn · g7 black pawn · h7 black pawn · b6 black pawn · e6 black bishop · d5 black rook · g5 white pawn · c4 black pawn · h4 white pawn · c3 white pawn · e3 white bishop · f3 white pawn · a2 white pawn · b2 white rook · e2 white pawn · f2 white king | a7 black pawn · e7 black king · f7 black pawn · g7 black pawn · h7 black pawn · b6 black pawn · e6 black bishop · d5 black rook · g5 white pawn · c4 black pawn · h4 white pawn · c3 white pawn · e3 white bishop · f3 white pawn · a2 white pawn · b2 white rook · e2 white pawn · f2 white king | a7 black pawn · e7 black king · f7 black pawn · g7 black pawn · h7 black pawn · b6 black pawn · e6 black bishop · d5 black rook · g5 white pawn · c4 black pawn · h4 white pawn · c3 white pawn · e3 white bishop · f3 white pawn · a2 white pawn · b2 white rook · e2 white pawn · f2 white king | 4 |
| 3 | a7 black pawn · e7 black king · f7 black pawn · g7 black pawn · h7 black pawn · b6 black pawn · e6 black bishop · d5 black rook · g5 white pawn · c4 black pawn · h4 white pawn · c3 white pawn · e3 white bishop · f3 white pawn · a2 white pawn · b2 white rook · e2 white pawn · f2 white king | a7 black pawn · e7 black king · f7 black pawn · g7 black pawn · h7 black pawn · b6 black pawn · e6 black bishop · d5 black rook · g5 white pawn · c4 black pawn · h4 white pawn · c3 white pawn · e3 white bishop · f3 white pawn · a2 white pawn · b2 white rook · e2 white pawn · f2 white king | a7 black pawn · e7 black king · f7 black pawn · g7 black pawn · h7 black pawn · b6 black pawn · e6 black bishop · d5 black rook · g5 white pawn · c4 black pawn · h4 white pawn · c3 white pawn · e3 white bishop · f3 white pawn · a2 white pawn · b2 white rook · e2 white pawn · f2 white king | a7 black pawn · e7 black king · f7 black pawn · g7 black pawn · h7 black pawn · b6 black pawn · e6 black bishop · d5 black rook · g5 white pawn · c4 black pawn · h4 white pawn · c3 white pawn · e3 white bishop · f3 white pawn · a2 white pawn · b2 white rook · e2 white pawn · f2 white king | a7 black pawn · e7 black king · f7 black pawn · g7 black pawn · h7 black pawn · b6 black pawn · e6 black bishop · d5 black rook · g5 white pawn · c4 black pawn · h4 white pawn · c3 white pawn · e3 white bishop · f3 white pawn · a2 white pawn · b2 white rook · e2 white pawn · f2 white king | a7 black pawn · e7 black king · f7 black pawn · g7 black pawn · h7 black pawn · b6 black pawn · e6 black bishop · d5 black rook · g5 white pawn · c4 black pawn · h4 white pawn · c3 white pawn · e3 white bishop · f3 white pawn · a2 white pawn · b2 white rook · e2 white pawn · f2 white king | a7 black pawn · e7 black king · f7 black pawn · g7 black pawn · h7 black pawn · b6 black pawn · e6 black bishop · d5 black rook · g5 white pawn · c4 black pawn · h4 white pawn · c3 white pawn · e3 white bishop · f3 white pawn · a2 white pawn · b2 white rook · e2 white pawn · f2 white king | a7 black pawn · e7 black king · f7 black pawn · g7 black pawn · h7 black pawn · b6 black pawn · e6 black bishop · d5 black rook · g5 white pawn · c4 black pawn · h4 white pawn · c3 white pawn · e3 white bishop · f3 white pawn · a2 white pawn · b2 white rook · e2 white pawn · f2 white king | 3 |
| 2 | a7 black pawn · e7 black king · f7 black pawn · g7 black pawn · h7 black pawn · b6 black pawn · e6 black bishop · d5 black rook · g5 white pawn · c4 black pawn · h4 white pawn · c3 white pawn · e3 white bishop · f3 white pawn · a2 white pawn · b2 white rook · e2 white pawn · f2 white king | a7 black pawn · e7 black king · f7 black pawn · g7 black pawn · h7 black pawn · b6 black pawn · e6 black bishop · d5 black rook · g5 white pawn · c4 black pawn · h4 white pawn · c3 white pawn · e3 white bishop · f3 white pawn · a2 white pawn · b2 white rook · e2 white pawn · f2 white king | a7 black pawn · e7 black king · f7 black pawn · g7 black pawn · h7 black pawn · b6 black pawn · e6 black bishop · d5 black rook · g5 white pawn · c4 black pawn · h4 white pawn · c3 white pawn · e3 white bishop · f3 white pawn · a2 white pawn · b2 white rook · e2 white pawn · f2 white king | a7 black pawn · e7 black king · f7 black pawn · g7 black pawn · h7 black pawn · b6 black pawn · e6 black bishop · d5 black rook · g5 white pawn · c4 black pawn · h4 white pawn · c3 white pawn · e3 white bishop · f3 white pawn · a2 white pawn · b2 white rook · e2 white pawn · f2 white king | a7 black pawn · e7 black king · f7 black pawn · g7 black pawn · h7 black pawn · b6 black pawn · e6 black bishop · d5 black rook · g5 white pawn · c4 black pawn · h4 white pawn · c3 white pawn · e3 white bishop · f3 white pawn · a2 white pawn · b2 white rook · e2 white pawn · f2 white king | a7 black pawn · e7 black king · f7 black pawn · g7 black pawn · h7 black pawn · b6 black pawn · e6 black bishop · d5 black rook · g5 white pawn · c4 black pawn · h4 white pawn · c3 white pawn · e3 white bishop · f3 white pawn · a2 white pawn · b2 white rook · e2 white pawn · f2 white king | a7 black pawn · e7 black king · f7 black pawn · g7 black pawn · h7 black pawn · b6 black pawn · e6 black bishop · d5 black rook · g5 white pawn · c4 black pawn · h4 white pawn · c3 white pawn · e3 white bishop · f3 white pawn · a2 white pawn · b2 white rook · e2 white pawn · f2 white king | a7 black pawn · e7 black king · f7 black pawn · g7 black pawn · h7 black pawn · b6 black pawn · e6 black bishop · d5 black rook · g5 white pawn · c4 black pawn · h4 white pawn · c3 white pawn · e3 white bishop · f3 white pawn · a2 white pawn · b2 white rook · e2 white pawn · f2 white king | 2 |
| 1 | a7 black pawn · e7 black king · f7 black pawn · g7 black pawn · h7 black pawn · b6 black pawn · e6 black bishop · d5 black rook · g5 white pawn · c4 black pawn · h4 white pawn · c3 white pawn · e3 white bishop · f3 white pawn · a2 white pawn · b2 white rook · e2 white pawn · f2 white king | a7 black pawn · e7 black king · f7 black pawn · g7 black pawn · h7 black pawn · b6 black pawn · e6 black bishop · d5 black rook · g5 white pawn · c4 black pawn · h4 white pawn · c3 white pawn · e3 white bishop · f3 white pawn · a2 white pawn · b2 white rook · e2 white pawn · f2 white king | a7 black pawn · e7 black king · f7 black pawn · g7 black pawn · h7 black pawn · b6 black pawn · e6 black bishop · d5 black rook · g5 white pawn · c4 black pawn · h4 white pawn · c3 white pawn · e3 white bishop · f3 white pawn · a2 white pawn · b2 white rook · e2 white pawn · f2 white king | a7 black pawn · e7 black king · f7 black pawn · g7 black pawn · h7 black pawn · b6 black pawn · e6 black bishop · d5 black rook · g5 white pawn · c4 black pawn · h4 white pawn · c3 white pawn · e3 white bishop · f3 white pawn · a2 white pawn · b2 white rook · e2 white pawn · f2 white king | a7 black pawn · e7 black king · f7 black pawn · g7 black pawn · h7 black pawn · b6 black pawn · e6 black bishop · d5 black rook · g5 white pawn · c4 black pawn · h4 white pawn · c3 white pawn · e3 white bishop · f3 white pawn · a2 white pawn · b2 white rook · e2 white pawn · f2 white king | a7 black pawn · e7 black king · f7 black pawn · g7 black pawn · h7 black pawn · b6 black pawn · e6 black bishop · d5 black rook · g5 white pawn · c4 black pawn · h4 white pawn · c3 white pawn · e3 white bishop · f3 white pawn · a2 white pawn · b2 white rook · e2 white pawn · f2 white king | a7 black pawn · e7 black king · f7 black pawn · g7 black pawn · h7 black pawn · b6 black pawn · e6 black bishop · d5 black rook · g5 white pawn · c4 black pawn · h4 white pawn · c3 white pawn · e3 white bishop · f3 white pawn · a2 white pawn · b2 white rook · e2 white pawn · f2 white king | a7 black pawn · e7 black king · f7 black pawn · g7 black pawn · h7 black pawn · b6 black pawn · e6 black bishop · d5 black rook · g5 white pawn · c4 black pawn · h4 white pawn · c3 white pawn · e3 white bishop · f3 white pawn · a2 white pawn · b2 white rook · e2 white pawn · f2 white king | 1 |
|   | a | b | c | d | e | f | g | h |   |

|   | a | b | c | d | e | f | g | h |   |
| 8 | d8 white rook · e7 white bishop · f7 white king · h7 black king · a6 black rook · g6 black pawn · c5 white pawn · f5 black bishop · g5 white pawn | d8 white rook · e7 white bishop · f7 white king · h7 black king · a6 black rook · g6 black pawn · c5 white pawn · f5 black bishop · g5 white pawn | d8 white rook · e7 white bishop · f7 white king · h7 black king · a6 black rook · g6 black pawn · c5 white pawn · f5 black bishop · g5 white pawn | d8 white rook · e7 white bishop · f7 white king · h7 black king · a6 black rook · g6 black pawn · c5 white pawn · f5 black bishop · g5 white pawn | d8 white rook · e7 white bishop · f7 white king · h7 black king · a6 black rook · g6 black pawn · c5 white pawn · f5 black bishop · g5 white pawn | d8 white rook · e7 white bishop · f7 white king · h7 black king · a6 black rook · g6 black pawn · c5 white pawn · f5 black bishop · g5 white pawn | d8 white rook · e7 white bishop · f7 white king · h7 black king · a6 black rook · g6 black pawn · c5 white pawn · f5 black bishop · g5 white pawn | d8 white rook · e7 white bishop · f7 white king · h7 black king · a6 black rook · g6 black pawn · c5 white pawn · f5 black bishop · g5 white pawn | 8 |
| 7 | d8 white rook · e7 white bishop · f7 white king · h7 black king · a6 black rook · g6 black pawn · c5 white pawn · f5 black bishop · g5 white pawn | d8 white rook · e7 white bishop · f7 white king · h7 black king · a6 black rook · g6 black pawn · c5 white pawn · f5 black bishop · g5 white pawn | d8 white rook · e7 white bishop · f7 white king · h7 black king · a6 black rook · g6 black pawn · c5 white pawn · f5 black bishop · g5 white pawn | d8 white rook · e7 white bishop · f7 white king · h7 black king · a6 black rook · g6 black pawn · c5 white pawn · f5 black bishop · g5 white pawn | d8 white rook · e7 white bishop · f7 white king · h7 black king · a6 black rook · g6 black pawn · c5 white pawn · f5 black bishop · g5 white pawn | d8 white rook · e7 white bishop · f7 white king · h7 black king · a6 black rook · g6 black pawn · c5 white pawn · f5 black bishop · g5 white pawn | d8 white rook · e7 white bishop · f7 white king · h7 black king · a6 black rook · g6 black pawn · c5 white pawn · f5 black bishop · g5 white pawn | d8 white rook · e7 white bishop · f7 white king · h7 black king · a6 black rook · g6 black pawn · c5 white pawn · f5 black bishop · g5 white pawn | 7 |
| 6 | d8 white rook · e7 white bishop · f7 white king · h7 black king · a6 black rook · g6 black pawn · c5 white pawn · f5 black bishop · g5 white pawn | d8 white rook · e7 white bishop · f7 white king · h7 black king · a6 black rook · g6 black pawn · c5 white pawn · f5 black bishop · g5 white pawn | d8 white rook · e7 white bishop · f7 white king · h7 black king · a6 black rook · g6 black pawn · c5 white pawn · f5 black bishop · g5 white pawn | d8 white rook · e7 white bishop · f7 white king · h7 black king · a6 black rook · g6 black pawn · c5 white pawn · f5 black bishop · g5 white pawn | d8 white rook · e7 white bishop · f7 white king · h7 black king · a6 black rook · g6 black pawn · c5 white pawn · f5 black bishop · g5 white pawn | d8 white rook · e7 white bishop · f7 white king · h7 black king · a6 black rook · g6 black pawn · c5 white pawn · f5 black bishop · g5 white pawn | d8 white rook · e7 white bishop · f7 white king · h7 black king · a6 black rook · g6 black pawn · c5 white pawn · f5 black bishop · g5 white pawn | d8 white rook · e7 white bishop · f7 white king · h7 black king · a6 black rook · g6 black pawn · c5 white pawn · f5 black bishop · g5 white pawn | 6 |
| 5 | d8 white rook · e7 white bishop · f7 white king · h7 black king · a6 black rook · g6 black pawn · c5 white pawn · f5 black bishop · g5 white pawn | d8 white rook · e7 white bishop · f7 white king · h7 black king · a6 black rook · g6 black pawn · c5 white pawn · f5 black bishop · g5 white pawn | d8 white rook · e7 white bishop · f7 white king · h7 black king · a6 black rook · g6 black pawn · c5 white pawn · f5 black bishop · g5 white pawn | d8 white rook · e7 white bishop · f7 white king · h7 black king · a6 black rook · g6 black pawn · c5 white pawn · f5 black bishop · g5 white pawn | d8 white rook · e7 white bishop · f7 white king · h7 black king · a6 black rook · g6 black pawn · c5 white pawn · f5 black bishop · g5 white pawn | d8 white rook · e7 white bishop · f7 white king · h7 black king · a6 black rook · g6 black pawn · c5 white pawn · f5 black bishop · g5 white pawn | d8 white rook · e7 white bishop · f7 white king · h7 black king · a6 black rook · g6 black pawn · c5 white pawn · f5 black bishop · g5 white pawn | d8 white rook · e7 white bishop · f7 white king · h7 black king · a6 black rook · g6 black pawn · c5 white pawn · f5 black bishop · g5 white pawn | 5 |
| 4 | d8 white rook · e7 white bishop · f7 white king · h7 black king · a6 black rook · g6 black pawn · c5 white pawn · f5 black bishop · g5 white pawn | d8 white rook · e7 white bishop · f7 white king · h7 black king · a6 black rook · g6 black pawn · c5 white pawn · f5 black bishop · g5 white pawn | d8 white rook · e7 white bishop · f7 white king · h7 black king · a6 black rook · g6 black pawn · c5 white pawn · f5 black bishop · g5 white pawn | d8 white rook · e7 white bishop · f7 white king · h7 black king · a6 black rook · g6 black pawn · c5 white pawn · f5 black bishop · g5 white pawn | d8 white rook · e7 white bishop · f7 white king · h7 black king · a6 black rook · g6 black pawn · c5 white pawn · f5 black bishop · g5 white pawn | d8 white rook · e7 white bishop · f7 white king · h7 black king · a6 black rook · g6 black pawn · c5 white pawn · f5 black bishop · g5 white pawn | d8 white rook · e7 white bishop · f7 white king · h7 black king · a6 black rook · g6 black pawn · c5 white pawn · f5 black bishop · g5 white pawn | d8 white rook · e7 white bishop · f7 white king · h7 black king · a6 black rook · g6 black pawn · c5 white pawn · f5 black bishop · g5 white pawn | 4 |
| 3 | d8 white rook · e7 white bishop · f7 white king · h7 black king · a6 black rook · g6 black pawn · c5 white pawn · f5 black bishop · g5 white pawn | d8 white rook · e7 white bishop · f7 white king · h7 black king · a6 black rook · g6 black pawn · c5 white pawn · f5 black bishop · g5 white pawn | d8 white rook · e7 white bishop · f7 white king · h7 black king · a6 black rook · g6 black pawn · c5 white pawn · f5 black bishop · g5 white pawn | d8 white rook · e7 white bishop · f7 white king · h7 black king · a6 black rook · g6 black pawn · c5 white pawn · f5 black bishop · g5 white pawn | d8 white rook · e7 white bishop · f7 white king · h7 black king · a6 black rook · g6 black pawn · c5 white pawn · f5 black bishop · g5 white pawn | d8 white rook · e7 white bishop · f7 white king · h7 black king · a6 black rook · g6 black pawn · c5 white pawn · f5 black bishop · g5 white pawn | d8 white rook · e7 white bishop · f7 white king · h7 black king · a6 black rook · g6 black pawn · c5 white pawn · f5 black bishop · g5 white pawn | d8 white rook · e7 white bishop · f7 white king · h7 black king · a6 black rook · g6 black pawn · c5 white pawn · f5 black bishop · g5 white pawn | 3 |
| 2 | d8 white rook · e7 white bishop · f7 white king · h7 black king · a6 black rook · g6 black pawn · c5 white pawn · f5 black bishop · g5 white pawn | d8 white rook · e7 white bishop · f7 white king · h7 black king · a6 black rook · g6 black pawn · c5 white pawn · f5 black bishop · g5 white pawn | d8 white rook · e7 white bishop · f7 white king · h7 black king · a6 black rook · g6 black pawn · c5 white pawn · f5 black bishop · g5 white pawn | d8 white rook · e7 white bishop · f7 white king · h7 black king · a6 black rook · g6 black pawn · c5 white pawn · f5 black bishop · g5 white pawn | d8 white rook · e7 white bishop · f7 white king · h7 black king · a6 black rook · g6 black pawn · c5 white pawn · f5 black bishop · g5 white pawn | d8 white rook · e7 white bishop · f7 white king · h7 black king · a6 black rook · g6 black pawn · c5 white pawn · f5 black bishop · g5 white pawn | d8 white rook · e7 white bishop · f7 white king · h7 black king · a6 black rook · g6 black pawn · c5 white pawn · f5 black bishop · g5 white pawn | d8 white rook · e7 white bishop · f7 white king · h7 black king · a6 black rook · g6 black pawn · c5 white pawn · f5 black bishop · g5 white pawn | 2 |
| 1 | d8 white rook · e7 white bishop · f7 white king · h7 black king · a6 black rook · g6 black pawn · c5 white pawn · f5 black bishop · g5 white pawn | d8 white rook · e7 white bishop · f7 white king · h7 black king · a6 black rook · g6 black pawn · c5 white pawn · f5 black bishop · g5 white pawn | d8 white rook · e7 white bishop · f7 white king · h7 black king · a6 black rook · g6 black pawn · c5 white pawn · f5 black bishop · g5 white pawn | d8 white rook · e7 white bishop · f7 white king · h7 black king · a6 black rook · g6 black pawn · c5 white pawn · f5 black bishop · g5 white pawn | d8 white rook · e7 white bishop · f7 white king · h7 black king · a6 black rook · g6 black pawn · c5 white pawn · f5 black bishop · g5 white pawn | d8 white rook · e7 white bishop · f7 white king · h7 black king · a6 black rook · g6 black pawn · c5 white pawn · f5 black bishop · g5 white pawn | d8 white rook · e7 white bishop · f7 white king · h7 black king · a6 black rook · g6 black pawn · c5 white pawn · f5 black bishop · g5 white pawn | d8 white rook · e7 white bishop · f7 white king · h7 black king · a6 black rook · g6 black pawn · c5 white pawn · f5 black bishop · g5 white pawn | 1 |
|   | a | b | c | d | e | f | g | h |   |

Cờ tàn kiểu này đã xuất hiện trong ván đấu giữa Veselin Topalov và Levon Aronian diễn ra năm 2006, xem hình đầu. (Toàn bộ ván đấu và những phân tích có thể tìm thấy trên trang web này và diễn biến cũng có thể thấy ở đây.) Trắng có thể đã chơi với tiến độ chậm (xem hình thứ hai, mô tả thế cờ sau 72 nước)
Ván đấu kết thúc như sau:
73. Rd4! Be6+
74. Kf8 Ra8+
75. Bd8 Bg4
76. c6 1-0
Và Đen đầu hàng do Tốt Trắng sẽ tiến tới c7 và họ không thể phòng thủ chống lại Xe tấn công trên hàng ngang 7 và trên cột h.

### Hậu
Khi mỗi bên có thêm một Hậu, khả năng đổi chúng là một mối quan tâm tối quan trọng. Bên mạnh nên cố gắng tạo được hai Tốt thông cách xa nhau trước khi đổi Hậu. Họ cần phải tăng cường ưu thế trước khi đổi Hậu và đôi khi điều này được thực hiện bằng cách tấn công trực tiếp Vua đối phương. Tàn cuộc dạng này xảy ra trong 0,8% số ván đấu giữa các kỳ thủ đẳng cấp cao (Flear 2007:471ff).

## Lịch sử
|   | a                                                                                                 | b                                                                                                 | c                                                                                                 | d                                                                                                 | e                                                                                                 | f                                                                                                 | g                                                                                                 | h                                                                                                 |   |
| 8 | h5 black pawn · c4 black pawn · f3 white king · h3 black king · c2 white bishop · d2 black bishop | h5 black pawn · c4 black pawn · f3 white king · h3 black king · c2 white bishop · d2 black bishop | h5 black pawn · c4 black pawn · f3 white king · h3 black king · c2 white bishop · d2 black bishop | h5 black pawn · c4 black pawn · f3 white king · h3 black king · c2 white bishop · d2 black bishop | h5 black pawn · c4 black pawn · f3 white king · h3 black king · c2 white bishop · d2 black bishop | h5 black pawn · c4 black pawn · f3 white king · h3 black king · c2 white bishop · d2 black bishop | h5 black pawn · c4 black pawn · f3 white king · h3 black king · c2 white bishop · d2 black bishop | h5 black pawn · c4 black pawn · f3 white king · h3 black king · c2 white bishop · d2 black bishop | 8 |
| 7 | h5 black pawn · c4 black pawn · f3 white king · h3 black king · c2 white bishop · d2 black bishop | h5 black pawn · c4 black pawn · f3 white king · h3 black king · c2 white bishop · d2 black bishop | h5 black pawn · c4 black pawn · f3 white king · h3 black king · c2 white bishop · d2 black bishop | h5 black pawn · c4 black pawn · f3 white king · h3 black king · c2 white bishop · d2 black bishop | h5 black pawn · c4 black pawn · f3 white king · h3 black king · c2 white bishop · d2 black bishop | h5 black pawn · c4 black pawn · f3 white king · h3 black king · c2 white bishop · d2 black bishop | h5 black pawn · c4 black pawn · f3 white king · h3 black king · c2 white bishop · d2 black bishop | h5 black pawn · c4 black pawn · f3 white king · h3 black king · c2 white bishop · d2 black bishop | 7 |
| 6 | h5 black pawn · c4 black pawn · f3 white king · h3 black king · c2 white bishop · d2 black bishop | h5 black pawn · c4 black pawn · f3 white king · h3 black king · c2 white bishop · d2 black bishop | h5 black pawn · c4 black pawn · f3 white king · h3 black king · c2 white bishop · d2 black bishop | h5 black pawn · c4 black pawn · f3 white king · h3 black king · c2 white bishop · d2 black bishop | h5 black pawn · c4 black pawn · f3 white king · h3 black king · c2 white bishop · d2 black bishop | h5 black pawn · c4 black pawn · f3 white king · h3 black king · c2 white bishop · d2 black bishop | h5 black pawn · c4 black pawn · f3 white king · h3 black king · c2 white bishop · d2 black bishop | h5 black pawn · c4 black pawn · f3 white king · h3 black king · c2 white bishop · d2 black bishop | 6 |
| 5 | h5 black pawn · c4 black pawn · f3 white king · h3 black king · c2 white bishop · d2 black bishop | h5 black pawn · c4 black pawn · f3 white king · h3 black king · c2 white bishop · d2 black bishop | h5 black pawn · c4 black pawn · f3 white king · h3 black king · c2 white bishop · d2 black bishop | h5 black pawn · c4 black pawn · f3 white king · h3 black king · c2 white bishop · d2 black bishop | h5 black pawn · c4 black pawn · f3 white king · h3 black king · c2 white bishop · d2 black bishop | h5 black pawn · c4 black pawn · f3 white king · h3 black king · c2 white bishop · d2 black bishop | h5 black pawn · c4 black pawn · f3 white king · h3 black king · c2 white bishop · d2 black bishop | h5 black pawn · c4 black pawn · f3 white king · h3 black king · c2 white bishop · d2 black bishop | 5 |
| 4 | h5 black pawn · c4 black pawn · f3 white king · h3 black king · c2 white bishop · d2 black bishop | h5 black pawn · c4 black pawn · f3 white king · h3 black king · c2 white bishop · d2 black bishop | h5 black pawn · c4 black pawn · f3 white king · h3 black king · c2 white bishop · d2 black bishop | h5 black pawn · c4 black pawn · f3 white king · h3 black king · c2 white bishop · d2 black bishop | h5 black pawn · c4 black pawn · f3 white king · h3 black king · c2 white bishop · d2 black bishop | h5 black pawn · c4 black pawn · f3 white king · h3 black king · c2 white bishop · d2 black bishop | h5 black pawn · c4 black pawn · f3 white king · h3 black king · c2 white bishop · d2 black bishop | h5 black pawn · c4 black pawn · f3 white king · h3 black king · c2 white bishop · d2 black bishop | 4 |
| 3 | h5 black pawn · c4 black pawn · f3 white king · h3 black king · c2 white bishop · d2 black bishop | h5 black pawn · c4 black pawn · f3 white king · h3 black king · c2 white bishop · d2 black bishop | h5 black pawn · c4 black pawn · f3 white king · h3 black king · c2 white bishop · d2 black bishop | h5 black pawn · c4 black pawn · f3 white king · h3 black king · c2 white bishop · d2 black bishop | h5 black pawn · c4 black pawn · f3 white king · h3 black king · c2 white bishop · d2 black bishop | h5 black pawn · c4 black pawn · f3 white king · h3 black king · c2 white bishop · d2 black bishop | h5 black pawn · c4 black pawn · f3 white king · h3 black king · c2 white bishop · d2 black bishop | h5 black pawn · c4 black pawn · f3 white king · h3 black king · c2 white bishop · d2 black bishop | 3 |
| 2 | h5 black pawn · c4 black pawn · f3 white king · h3 black king · c2 white bishop · d2 black bishop | h5 black pawn · c4 black pawn · f3 white king · h3 black king · c2 white bishop · d2 black bishop | h5 black pawn · c4 black pawn · f3 white king · h3 black king · c2 white bishop · d2 black bishop | h5 black pawn · c4 black pawn · f3 white king · h3 black king · c2 white bishop · d2 black bishop | h5 black pawn · c4 black pawn · f3 white king · h3 black king · c2 white bishop · d2 black bishop | h5 black pawn · c4 black pawn · f3 white king · h3 black king · c2 white bishop · d2 black bishop | h5 black pawn · c4 black pawn · f3 white king · h3 black king · c2 white bishop · d2 black bishop | h5 black pawn · c4 black pawn · f3 white king · h3 black king · c2 white bishop · d2 black bishop | 2 |
| 1 | h5 black pawn · c4 black pawn · f3 white king · h3 black king · c2 white bishop · d2 black bishop | h5 black pawn · c4 black pawn · f3 white king · h3 black king · c2 white bishop · d2 black bishop | h5 black pawn · c4 black pawn · f3 white king · h3 black king · c2 white bishop · d2 black bishop | h5 black pawn · c4 black pawn · f3 white king · h3 black king · c2 white bishop · d2 black bishop | h5 black pawn · c4 black pawn · f3 white king · h3 black king · c2 white bishop · d2 black bishop | h5 black pawn · c4 black pawn · f3 white king · h3 black king · c2 white bishop · d2 black bishop | h5 black pawn · c4 black pawn · f3 white king · h3 black king · c2 white bishop · d2 black bishop | h5 black pawn · c4 black pawn · f3 white king · h3 black king · c2 white bishop · d2 black bishop | 1 |
|   | a                                                                                                 | b                                                                                                 | c                                                                                                 | d                                                                                                 | e                                                                                                 | f                                                                                                 | g                                                                                                 | h                                                                                                 |   |

Cờ tàn Tượng khác màu xuất hiện sớm nhất, theo dữ liệu ChessBase là trong ván đấu giữa Louis Paulsen và Adolf Anderssen diễn ra năm 1862 trong trận chung kết không chính thức của giải vô địch thế giới. Ván đấu đã kết thúc hòa do Tốt biên sai. Diễn biến tiếp tục như sau:
55. f5+ Kh2
56. c2 h4
57. e4 ½-½
|   | a | b | c | d | e | f | g | h |   |
| 8 | g8 black king · f7 black pawn · g7 black pawn · e6 black pawn · h6 black pawn · b5 black pawn · e5 white pawn · g5 white bishop · f4 white pawn · g2 white pawn · h2 white pawn · b1 black bishop · h1 white king | g8 black king · f7 black pawn · g7 black pawn · e6 black pawn · h6 black pawn · b5 black pawn · e5 white pawn · g5 white bishop · f4 white pawn · g2 white pawn · h2 white pawn · b1 black bishop · h1 white king | g8 black king · f7 black pawn · g7 black pawn · e6 black pawn · h6 black pawn · b5 black pawn · e5 white pawn · g5 white bishop · f4 white pawn · g2 white pawn · h2 white pawn · b1 black bishop · h1 white king | g8 black king · f7 black pawn · g7 black pawn · e6 black pawn · h6 black pawn · b5 black pawn · e5 white pawn · g5 white bishop · f4 white pawn · g2 white pawn · h2 white pawn · b1 black bishop · h1 white king | g8 black king · f7 black pawn · g7 black pawn · e6 black pawn · h6 black pawn · b5 black pawn · e5 white pawn · g5 white bishop · f4 white pawn · g2 white pawn · h2 white pawn · b1 black bishop · h1 white king | g8 black king · f7 black pawn · g7 black pawn · e6 black pawn · h6 black pawn · b5 black pawn · e5 white pawn · g5 white bishop · f4 white pawn · g2 white pawn · h2 white pawn · b1 black bishop · h1 white king | g8 black king · f7 black pawn · g7 black pawn · e6 black pawn · h6 black pawn · b5 black pawn · e5 white pawn · g5 white bishop · f4 white pawn · g2 white pawn · h2 white pawn · b1 black bishop · h1 white king | g8 black king · f7 black pawn · g7 black pawn · e6 black pawn · h6 black pawn · b5 black pawn · e5 white pawn · g5 white bishop · f4 white pawn · g2 white pawn · h2 white pawn · b1 black bishop · h1 white king | 8 |
| 7 | g8 black king · f7 black pawn · g7 black pawn · e6 black pawn · h6 black pawn · b5 black pawn · e5 white pawn · g5 white bishop · f4 white pawn · g2 white pawn · h2 white pawn · b1 black bishop · h1 white king | g8 black king · f7 black pawn · g7 black pawn · e6 black pawn · h6 black pawn · b5 black pawn · e5 white pawn · g5 white bishop · f4 white pawn · g2 white pawn · h2 white pawn · b1 black bishop · h1 white king | g8 black king · f7 black pawn · g7 black pawn · e6 black pawn · h6 black pawn · b5 black pawn · e5 white pawn · g5 white bishop · f4 white pawn · g2 white pawn · h2 white pawn · b1 black bishop · h1 white king | g8 black king · f7 black pawn · g7 black pawn · e6 black pawn · h6 black pawn · b5 black pawn · e5 white pawn · g5 white bishop · f4 white pawn · g2 white pawn · h2 white pawn · b1 black bishop · h1 white king | g8 black king · f7 black pawn · g7 black pawn · e6 black pawn · h6 black pawn · b5 black pawn · e5 white pawn · g5 white bishop · f4 white pawn · g2 white pawn · h2 white pawn · b1 black bishop · h1 white king | g8 black king · f7 black pawn · g7 black pawn · e6 black pawn · h6 black pawn · b5 black pawn · e5 white pawn · g5 white bishop · f4 white pawn · g2 white pawn · h2 white pawn · b1 black bishop · h1 white king | g8 black king · f7 black pawn · g7 black pawn · e6 black pawn · h6 black pawn · b5 black pawn · e5 white pawn · g5 white bishop · f4 white pawn · g2 white pawn · h2 white pawn · b1 black bishop · h1 white king | g8 black king · f7 black pawn · g7 black pawn · e6 black pawn · h6 black pawn · b5 black pawn · e5 white pawn · g5 white bishop · f4 white pawn · g2 white pawn · h2 white pawn · b1 black bishop · h1 white king | 7 |
| 6 | g8 black king · f7 black pawn · g7 black pawn · e6 black pawn · h6 black pawn · b5 black pawn · e5 white pawn · g5 white bishop · f4 white pawn · g2 white pawn · h2 white pawn · b1 black bishop · h1 white king | g8 black king · f7 black pawn · g7 black pawn · e6 black pawn · h6 black pawn · b5 black pawn · e5 white pawn · g5 white bishop · f4 white pawn · g2 white pawn · h2 white pawn · b1 black bishop · h1 white king | g8 black king · f7 black pawn · g7 black pawn · e6 black pawn · h6 black pawn · b5 black pawn · e5 white pawn · g5 white bishop · f4 white pawn · g2 white pawn · h2 white pawn · b1 black bishop · h1 white king | g8 black king · f7 black pawn · g7 black pawn · e6 black pawn · h6 black pawn · b5 black pawn · e5 white pawn · g5 white bishop · f4 white pawn · g2 white pawn · h2 white pawn · b1 black bishop · h1 white king | g8 black king · f7 black pawn · g7 black pawn · e6 black pawn · h6 black pawn · b5 black pawn · e5 white pawn · g5 white bishop · f4 white pawn · g2 white pawn · h2 white pawn · b1 black bishop · h1 white king | g8 black king · f7 black pawn · g7 black pawn · e6 black pawn · h6 black pawn · b5 black pawn · e5 white pawn · g5 white bishop · f4 white pawn · g2 white pawn · h2 white pawn · b1 black bishop · h1 white king | g8 black king · f7 black pawn · g7 black pawn · e6 black pawn · h6 black pawn · b5 black pawn · e5 white pawn · g5 white bishop · f4 white pawn · g2 white pawn · h2 white pawn · b1 black bishop · h1 white king | g8 black king · f7 black pawn · g7 black pawn · e6 black pawn · h6 black pawn · b5 black pawn · e5 white pawn · g5 white bishop · f4 white pawn · g2 white pawn · h2 white pawn · b1 black bishop · h1 white king | 6 |
| 5 | g8 black king · f7 black pawn · g7 black pawn · e6 black pawn · h6 black pawn · b5 black pawn · e5 white pawn · g5 white bishop · f4 white pawn · g2 white pawn · h2 white pawn · b1 black bishop · h1 white king | g8 black king · f7 black pawn · g7 black pawn · e6 black pawn · h6 black pawn · b5 black pawn · e5 white pawn · g5 white bishop · f4 white pawn · g2 white pawn · h2 white pawn · b1 black bishop · h1 white king | g8 black king · f7 black pawn · g7 black pawn · e6 black pawn · h6 black pawn · b5 black pawn · e5 white pawn · g5 white bishop · f4 white pawn · g2 white pawn · h2 white pawn · b1 black bishop · h1 white king | g8 black king · f7 black pawn · g7 black pawn · e6 black pawn · h6 black pawn · b5 black pawn · e5 white pawn · g5 white bishop · f4 white pawn · g2 white pawn · h2 white pawn · b1 black bishop · h1 white king | g8 black king · f7 black pawn · g7 black pawn · e6 black pawn · h6 black pawn · b5 black pawn · e5 white pawn · g5 white bishop · f4 white pawn · g2 white pawn · h2 white pawn · b1 black bishop · h1 white king | g8 black king · f7 black pawn · g7 black pawn · e6 black pawn · h6 black pawn · b5 black pawn · e5 white pawn · g5 white bishop · f4 white pawn · g2 white pawn · h2 white pawn · b1 black bishop · h1 white king | g8 black king · f7 black pawn · g7 black pawn · e6 black pawn · h6 black pawn · b5 black pawn · e5 white pawn · g5 white bishop · f4 white pawn · g2 white pawn · h2 white pawn · b1 black bishop · h1 white king | g8 black king · f7 black pawn · g7 black pawn · e6 black pawn · h6 black pawn · b5 black pawn · e5 white pawn · g5 white bishop · f4 white pawn · g2 white pawn · h2 white pawn · b1 black bishop · h1 white king | 5 |
| 4 | g8 black king · f7 black pawn · g7 black pawn · e6 black pawn · h6 black pawn · b5 black pawn · e5 white pawn · g5 white bishop · f4 white pawn · g2 white pawn · h2 white pawn · b1 black bishop · h1 white king | g8 black king · f7 black pawn · g7 black pawn · e6 black pawn · h6 black pawn · b5 black pawn · e5 white pawn · g5 white bishop · f4 white pawn · g2 white pawn · h2 white pawn · b1 black bishop · h1 white king | g8 black king · f7 black pawn · g7 black pawn · e6 black pawn · h6 black pawn · b5 black pawn · e5 white pawn · g5 white bishop · f4 white pawn · g2 white pawn · h2 white pawn · b1 black bishop · h1 white king | g8 black king · f7 black pawn · g7 black pawn · e6 black pawn · h6 black pawn · b5 black pawn · e5 white pawn · g5 white bishop · f4 white pawn · g2 white pawn · h2 white pawn · b1 black bishop · h1 white king | g8 black king · f7 black pawn · g7 black pawn · e6 black pawn · h6 black pawn · b5 black pawn · e5 white pawn · g5 white bishop · f4 white pawn · g2 white pawn · h2 white pawn · b1 black bishop · h1 white king | g8 black king · f7 black pawn · g7 black pawn · e6 black pawn · h6 black pawn · b5 black pawn · e5 white pawn · g5 white bishop · f4 white pawn · g2 white pawn · h2 white pawn · b1 black bishop · h1 white king | g8 black king · f7 black pawn · g7 black pawn · e6 black pawn · h6 black pawn · b5 black pawn · e5 white pawn · g5 white bishop · f4 white pawn · g2 white pawn · h2 white pawn · b1 black bishop · h1 white king | g8 black king · f7 black pawn · g7 black pawn · e6 black pawn · h6 black pawn · b5 black pawn · e5 white pawn · g5 white bishop · f4 white pawn · g2 white pawn · h2 white pawn · b1 black bishop · h1 white king | 4 |
| 3 | g8 black king · f7 black pawn · g7 black pawn · e6 black pawn · h6 black pawn · b5 black pawn · e5 white pawn · g5 white bishop · f4 white pawn · g2 white pawn · h2 white pawn · b1 black bishop · h1 white king | g8 black king · f7 black pawn · g7 black pawn · e6 black pawn · h6 black pawn · b5 black pawn · e5 white pawn · g5 white bishop · f4 white pawn · g2 white pawn · h2 white pawn · b1 black bishop · h1 white king | g8 black king · f7 black pawn · g7 black pawn · e6 black pawn · h6 black pawn · b5 black pawn · e5 white pawn · g5 white bishop · f4 white pawn · g2 white pawn · h2 white pawn · b1 black bishop · h1 white king | g8 black king · f7 black pawn · g7 black pawn · e6 black pawn · h6 black pawn · b5 black pawn · e5 white pawn · g5 white bishop · f4 white pawn · g2 white pawn · h2 white pawn · b1 black bishop · h1 white king | g8 black king · f7 black pawn · g7 black pawn · e6 black pawn · h6 black pawn · b5 black pawn · e5 white pawn · g5 white bishop · f4 white pawn · g2 white pawn · h2 white pawn · b1 black bishop · h1 white king | g8 black king · f7 black pawn · g7 black pawn · e6 black pawn · h6 black pawn · b5 black pawn · e5 white pawn · g5 white bishop · f4 white pawn · g2 white pawn · h2 white pawn · b1 black bishop · h1 white king | g8 black king · f7 black pawn · g7 black pawn · e6 black pawn · h6 black pawn · b5 black pawn · e5 white pawn · g5 white bishop · f4 white pawn · g2 white pawn · h2 white pawn · b1 black bishop · h1 white king | g8 black king · f7 black pawn · g7 black pawn · e6 black pawn · h6 black pawn · b5 black pawn · e5 white pawn · g5 white bishop · f4 white pawn · g2 white pawn · h2 white pawn · b1 black bishop · h1 white king | 3 |
| 2 | g8 black king · f7 black pawn · g7 black pawn · e6 black pawn · h6 black pawn · b5 black pawn · e5 white pawn · g5 white bishop · f4 white pawn · g2 white pawn · h2 white pawn · b1 black bishop · h1 white king | g8 black king · f7 black pawn · g7 black pawn · e6 black pawn · h6 black pawn · b5 black pawn · e5 white pawn · g5 white bishop · f4 white pawn · g2 white pawn · h2 white pawn · b1 black bishop · h1 white king | g8 black king · f7 black pawn · g7 black pawn · e6 black pawn · h6 black pawn · b5 black pawn · e5 white pawn · g5 white bishop · f4 white pawn · g2 white pawn · h2 white pawn · b1 black bishop · h1 white king | g8 black king · f7 black pawn · g7 black pawn · e6 black pawn · h6 black pawn · b5 black pawn · e5 white pawn · g5 white bishop · f4 white pawn · g2 white pawn · h2 white pawn · b1 black bishop · h1 white king | g8 black king · f7 black pawn · g7 black pawn · e6 black pawn · h6 black pawn · b5 black pawn · e5 white pawn · g5 white bishop · f4 white pawn · g2 white pawn · h2 white pawn · b1 black bishop · h1 white king | g8 black king · f7 black pawn · g7 black pawn · e6 black pawn · h6 black pawn · b5 black pawn · e5 white pawn · g5 white bishop · f4 white pawn · g2 white pawn · h2 white pawn · b1 black bishop · h1 white king | g8 black king · f7 black pawn · g7 black pawn · e6 black pawn · h6 black pawn · b5 black pawn · e5 white pawn · g5 white bishop · f4 white pawn · g2 white pawn · h2 white pawn · b1 black bishop · h1 white king | g8 black king · f7 black pawn · g7 black pawn · e6 black pawn · h6 black pawn · b5 black pawn · e5 white pawn · g5 white bishop · f4 white pawn · g2 white pawn · h2 white pawn · b1 black bishop · h1 white king | 2 |
| 1 | g8 black king · f7 black pawn · g7 black pawn · e6 black pawn · h6 black pawn · b5 black pawn · e5 white pawn · g5 white bishop · f4 white pawn · g2 white pawn · h2 white pawn · b1 black bishop · h1 white king | g8 black king · f7 black pawn · g7 black pawn · e6 black pawn · h6 black pawn · b5 black pawn · e5 white pawn · g5 white bishop · f4 white pawn · g2 white pawn · h2 white pawn · b1 black bishop · h1 white king | g8 black king · f7 black pawn · g7 black pawn · e6 black pawn · h6 black pawn · b5 black pawn · e5 white pawn · g5 white bishop · f4 white pawn · g2 white pawn · h2 white pawn · b1 black bishop · h1 white king | g8 black king · f7 black pawn · g7 black pawn · e6 black pawn · h6 black pawn · b5 black pawn · e5 white pawn · g5 white bishop · f4 white pawn · g2 white pawn · h2 white pawn · b1 black bishop · h1 white king | g8 black king · f7 black pawn · g7 black pawn · e6 black pawn · h6 black pawn · b5 black pawn · e5 white pawn · g5 white bishop · f4 white pawn · g2 white pawn · h2 white pawn · b1 black bishop · h1 white king | g8 black king · f7 black pawn · g7 black pawn · e6 black pawn · h6 black pawn · b5 black pawn · e5 white pawn · g5 white bishop · f4 white pawn · g2 white pawn · h2 white pawn · b1 black bishop · h1 white king | g8 black king · f7 black pawn · g7 black pawn · e6 black pawn · h6 black pawn · b5 black pawn · e5 white pawn · g5 white bishop · f4 white pawn · g2 white pawn · h2 white pawn · b1 black bishop · h1 white king | g8 black king · f7 black pawn · g7 black pawn · e6 black pawn · h6 black pawn · b5 black pawn · e5 white pawn · g5 white bishop · f4 white pawn · g2 white pawn · h2 white pawn · b1 black bishop · h1 white king | 1 |
|   | a | b | c | d | e | f | g | h |   |

Đây là thế cờ lấy từ một ván đấu giữa một người chơi vô danh và Gioachino Greco diễn ra năm 1620. Đen thắng ở nước thứ 50.

## Trích dẫn
- "Trong tàn cuộc Tượng khác màu, vật chất không là gì, thế trận là tất cả" - Cecil Purdy (Purdy 2003:140).